# Provincia de Almería
Almería es una provincia española de la comunidad autónoma de Andalucía; situada en el sureste de la península ibérica. Limita con las provincias de Granada al oeste y noroeste; y con Murcia al norte y al noreste; así como con el mar Mediterráneo al este y sur (parte conocida como mar de Alborán). La capital de la provincia es la ciudad de Almería, situada al sur de la provincia y en el centro de la bahía homónima. El gobierno y administración de los intereses provinciales está encomendado a la Diputación Provincial de Almería.
Abarca 8774 km². Según el Instituto Nacional de Estadística, en 2024 su población era de 760 964 habitantes. Con ello, la densidad de población fue de 86,96 hab./km², cifra sensiblemente inferior a la media española. Cuenta con una diócesis, 8 partidos judiciales y 103 municipios, entre los cuales figura Níjar, que es el más extenso de la provincia y el 38.º más extenso de España con 601 km².

## Toponimia
Al igual que la mayoría de las demás provincias de España, se adopta el nombre de la capital para toda la provincia. Si bien en su día el Movimiento Indaliano quiso traducir el topónimo árabe andalusí المرية (al-Mariyya) como "espejo del mar" (interpretación dada ya en el siglo XIX por Pascual Madoz, quien en su Diccionario geográfico propone la etimología Meria al-Bahri), lo más probable es que la denominación árabe provenga de al-Miraya, y este de مَرَايَا (marāyā) «espejo», pues مرأى (mara'ā) solo significa "ver". Su nombre, cuando se fundó en 955 d. C. era al-Mariyyāt Baŷŷāna, haciendo referencia a una atalaya costera construida para defender a la antigua ciudad de Baŷŷāna (actual Pechina, a orillas del bajo Andarax). Que la atalaya se llamara de ese modo, al-Mariyyāt, no significa que dicho término significara "torre vigía" o "vigía", pues la forma al-Mariyyāt está mucho más cercana al árabe Al-Marāyyāt "el espejo" que a una forma como Al-Mara'āt "el ver, la visión o la vigía". En cualquier caso, aunque ambas formas derivan de la misma raíz ر ء ي (r-ʾ-y) del verbo رَأَى (raʾā) "ver", no existe en el árabe clásico ninguna forma como Mariyyā o Mariyyāt con el significado de torre vigía o atalaya.

## Geografía física

### Ubicación
La provincia de Almería (ubicada entre las latitudes 37° 52′ y 36° 40′, y las longitudes 1° 37′ y 3° 7′) está situada en el sureste de la península ibérica. Tiene una superficie de 8774 km² y un perímetro de 532 km, de los cuales 219 son de costa mediterránea —al sur y levante—. Limita al norte con la provincia de Murcia y al oeste con la de Granada.
| Noroeste: Provincia de Granada | Norte: Provincia de Murcia | Nordeste: Provincia de Murcia |
| Oeste: Provincia de Granada    |                            | Este: Mar Mediterráneo        |
| Suroeste: Mar Mediterráneo     | Sur: Mar Mediterráneo      | Sureste: Mar Mediterráneo     |

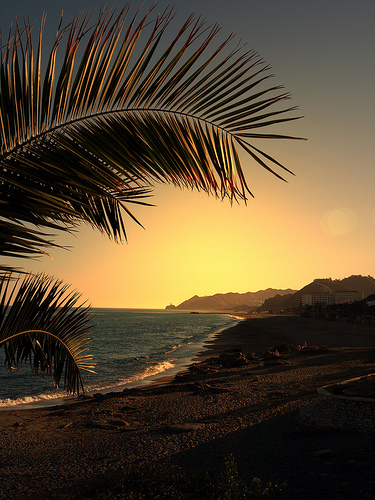
Puesta de sol en el cabo de Gata

Su situación geográfica y la disposición de Sierra Nevada y las Alpujarras como barreras ante los vientos húmedos del Atlántico condicionan fuertemente su climatología, si bien, su posición estratégica en el Mediterráneo y su riqueza minera, ligada a procesos geológicos como el vulcanismo, han hecho que sea una región poblada desde muy antiguo y cuna de civilizaciones, como la Cultura de Almería o la de El Argar.
Es la única provincia transcontinental de España, ya que la ciudad de Almería pertenece a ambos continentes al estar la isla de Alborán situada geográficamente en África.
A nivel global, sus antípodas quedan localizadas aproximadamente en las aguas de la neozelandesa región de Bay of Plenty.

### Orografía

#### Unidades del relieve

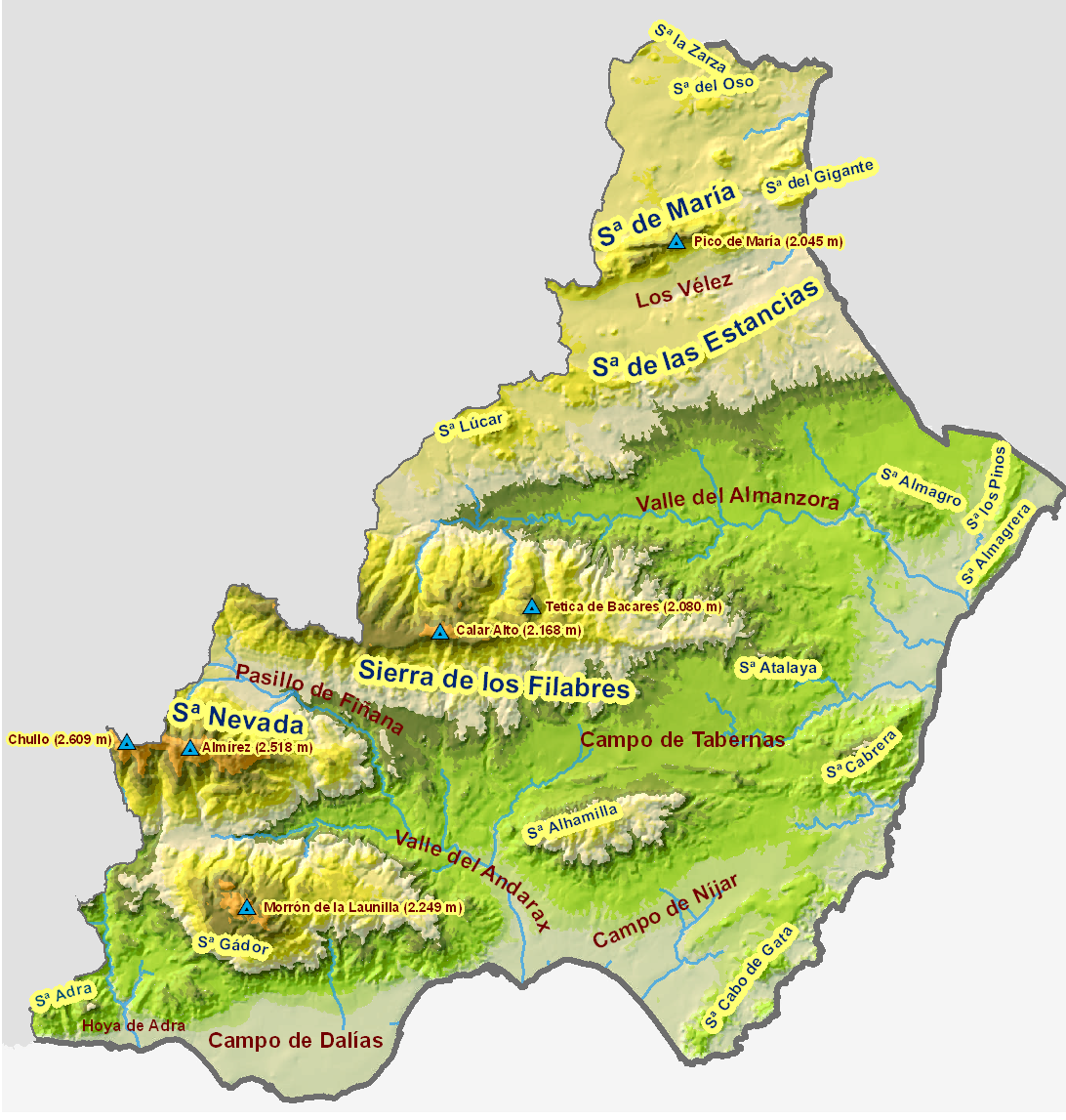
Principales unidades del relieve.
Fuente: Elaboración propia a partir del MTDA 1:100.000

Almería es una de las provincias más montañosas de España.[cita requerida] No en vano, el 46 % de las poblaciones están ubicadas en montañas, el 34 % en colinas y el 19 % en llanuras, y la cuarta parte de la superficie está a más de 1000 metros sobre el mar, con más de la mitad del territorio en pendientes de más del 15%. Está atravesada de oeste a este por diversos macizos montañosos de origen alpino, integrados en la cordillera Penibética. Esta singular disposición orográfica es en gran parte responsable del histórico aislamiento tanto de la provincia en relación con el resto de España como de las distintas comarcas almerienses entre sí.
La provincia alcanza su máxima altura en el Chullo, de 2609 m, que se enclava en la Sierra Nevada almeriense y vigila el Puerto de la Ragua, límite con la provincia de Granada. Otros picos de importancia son el Almirez (2518 m), el Morrón de la Launilla (2249 m), en la sierra de Gádor, el Calar Alto (2168 m), en la sierra de los Filabres, la Tetica de Bacares (2080 m), en esta misma sierra y el pico de María (2045 m), en la sierra homónima, por lo tanto, Almería consta de cuatro sierras que superan los dos mil metros de cumbre.

#### Costas
Sus 219 kilómetros de costa incluyen diversos accidentes geográficos, siendo los más prominentes el Golfo de Almería, el cabo de Gata, Punta Entinas y Punta Sabinar.
En cuanto a islas están los islotes de Terreros y San Andrés, protegidos como Monumentos Naturales, y la isla de Alborán, importante enclave natural, pesquero y estratégico cuyo nombre se debe al pirata berberisco Al Borani, quien la utilizaba como base, y está incluida en el término municipal de Almería.

### Hidrografía

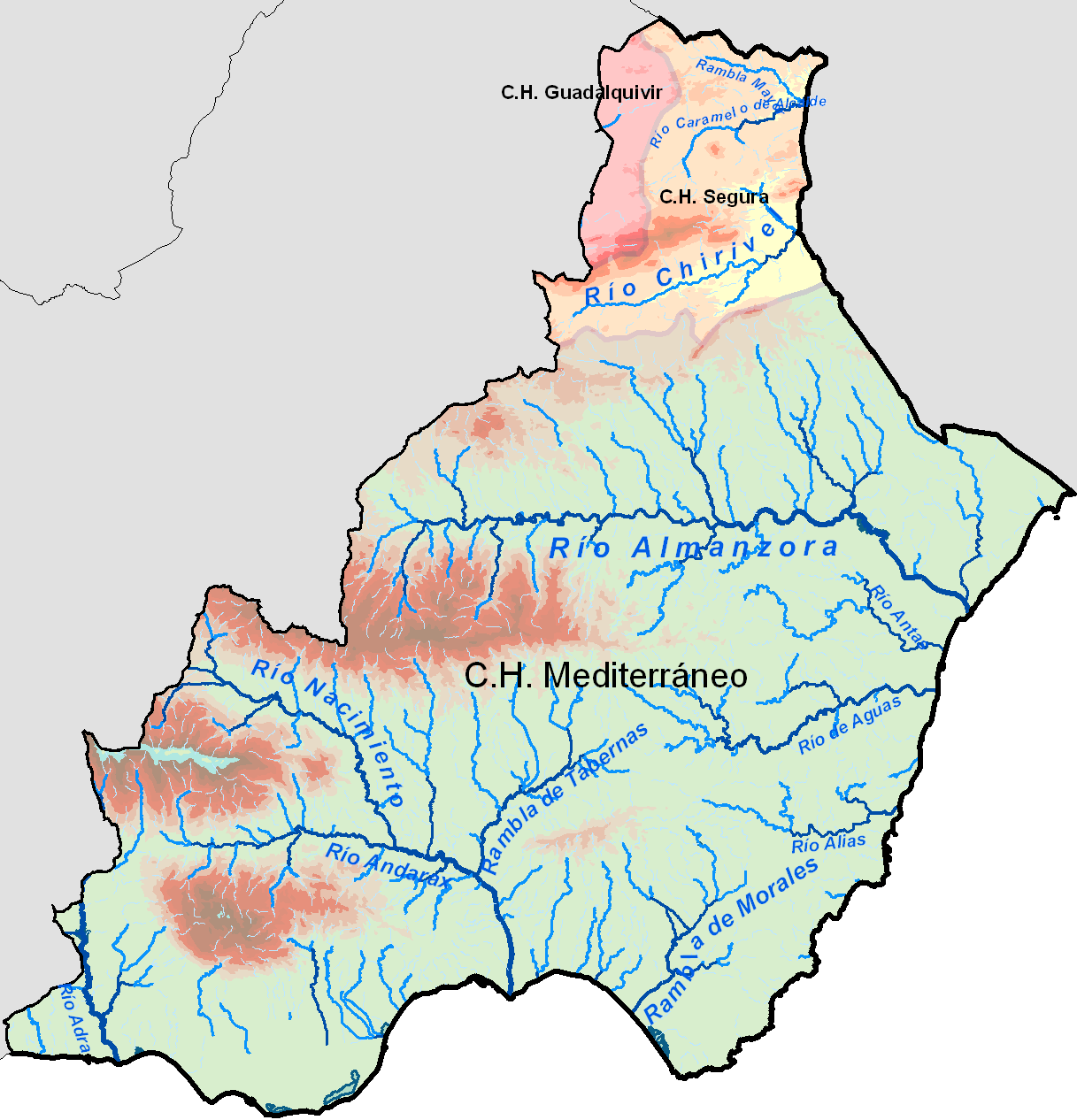
Mapa hidrográfico

El clima de la provincia de Almería reduce los accidentes hidrográficos a las características ramblas, que surcan la provincia por doquier, especialmente en las zonas cercanas al mar.
Los riachuelos suelen perder su caudal bajo tierra antes de llegar a su desembocadura, pero llevan agua en buena parte de su curso. El río Adra es el único de la provincia cuyo curso tiene un caudal permanente a lo largo del año.
Los ríos principales son el Almanzora, el más extenso con 105 kilómetros de longitud; el Andarax, con 62 kilómetros de longitud; el Nacimiento (afluente del anterior); el Grande de Adra; el Alias, único curso con agua permamente en el Parque Natural de Cabo de Gata-Níjar y el Aguas, responsable del sistema cárstico de Sorbas.
La hidrología provincial es dinámica y compleja, dividiéndose en tres cuencas hidrográficas:
- Sur Oriental: Es la más extensa de todas, y abarca toda la costa y la mayoría del territorio provincial. Se divide a su vez en 6 subcuencas:[17]

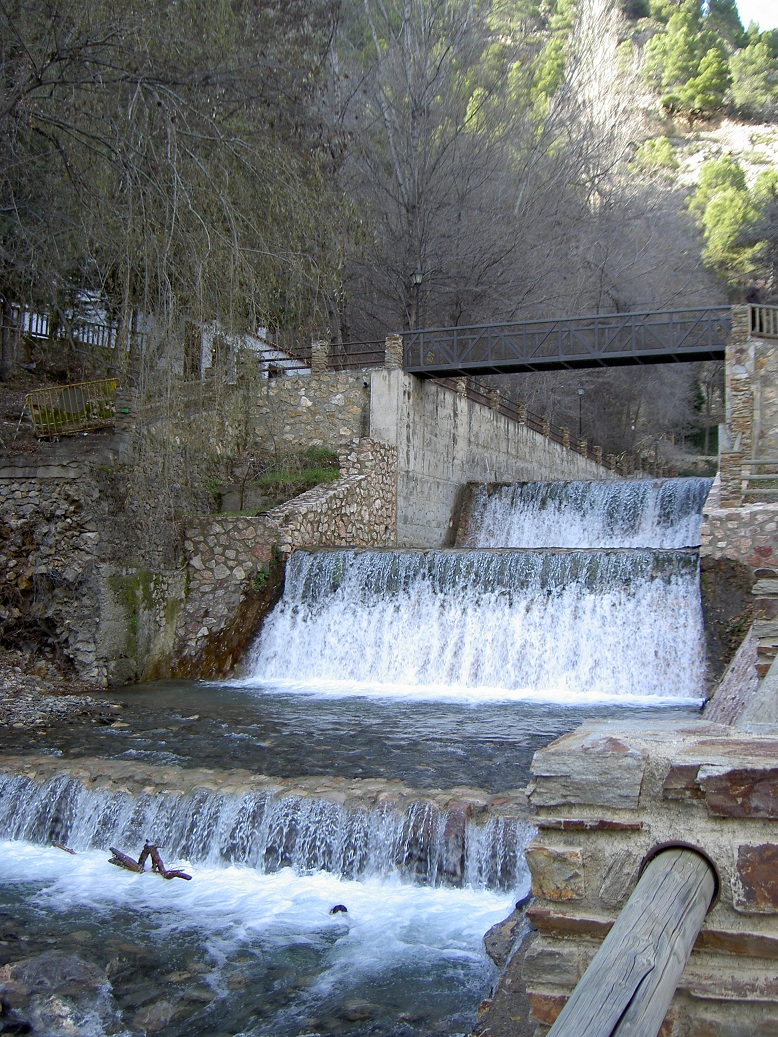
Río Andarax a su paso por el Área Recreativa El Nacimiento

  - Río Andarax a su paso por el Área Recreativa El NacimientoRío Almanzora: Comprende la vertiente norte de la sierra de Los Filabres, el sur de las Estancias, sierra de Almagro y el valle del Almanzora hasta Sierra Almagrera. En su parte alta presenta un gran número de barrancos y arroyos, y ramblas de gran torrencialidad en su parte baja y media.
  - Ríos Antas, Aguas y Alías: Abarca la parte sureste de la sierra de Los Filabres, el este de Sierra Alhamilla y las sierras de Bédar y Cabrera. Los cauces de esta cuenca presentan una gran irregularidad.
  - Campo de Níjar- Rambla de Morales y Artal: Se extiende por el sureste de Sierra Alhamilla, la Serrata de Níjar y la sierra de Cabo de Gata. Comprende una extensa red de ramblas con gran torrencialidad.
  - Ríos Andarax y Nacimiento: Abarca el norte de sierra de Gádor, casi toda Sierra Nevada, sur de Los Filabres, el oeste de Sierra Alhamilla, los valles de Andarax y Nacimiento, así como la Depresión de Tabernas. Existe un gran cantidad de arroyos y barrancos en su parte alta, dominando en la parte media y baja las ramblas de gran torrencialidad.
  - Complejo Endorreico del Campo de Dalías: Abarca la solaba de la sierra de Gádor, concretamente el piedemonte.
  - Ríos Adra y Verde: Abarca el sureste de Sierra Nevada y el este de La Contraviesa. Se caracteriza por el gran número de ramblas y barrancos acusados de un fuerte desnivel.
- Segura: Es la segunda en extensión. Abarca el Norte y Noreste de la provincia, descendiendo hacia el sur hasta Sierra Almagrera. Los cauces principales nacen al este de las sierras de María y Estancias, siendo afluentes del Río Segura. Destacan la Rambla de Chirivel, afluente del Guadalentín y el Río Caramel.[17]

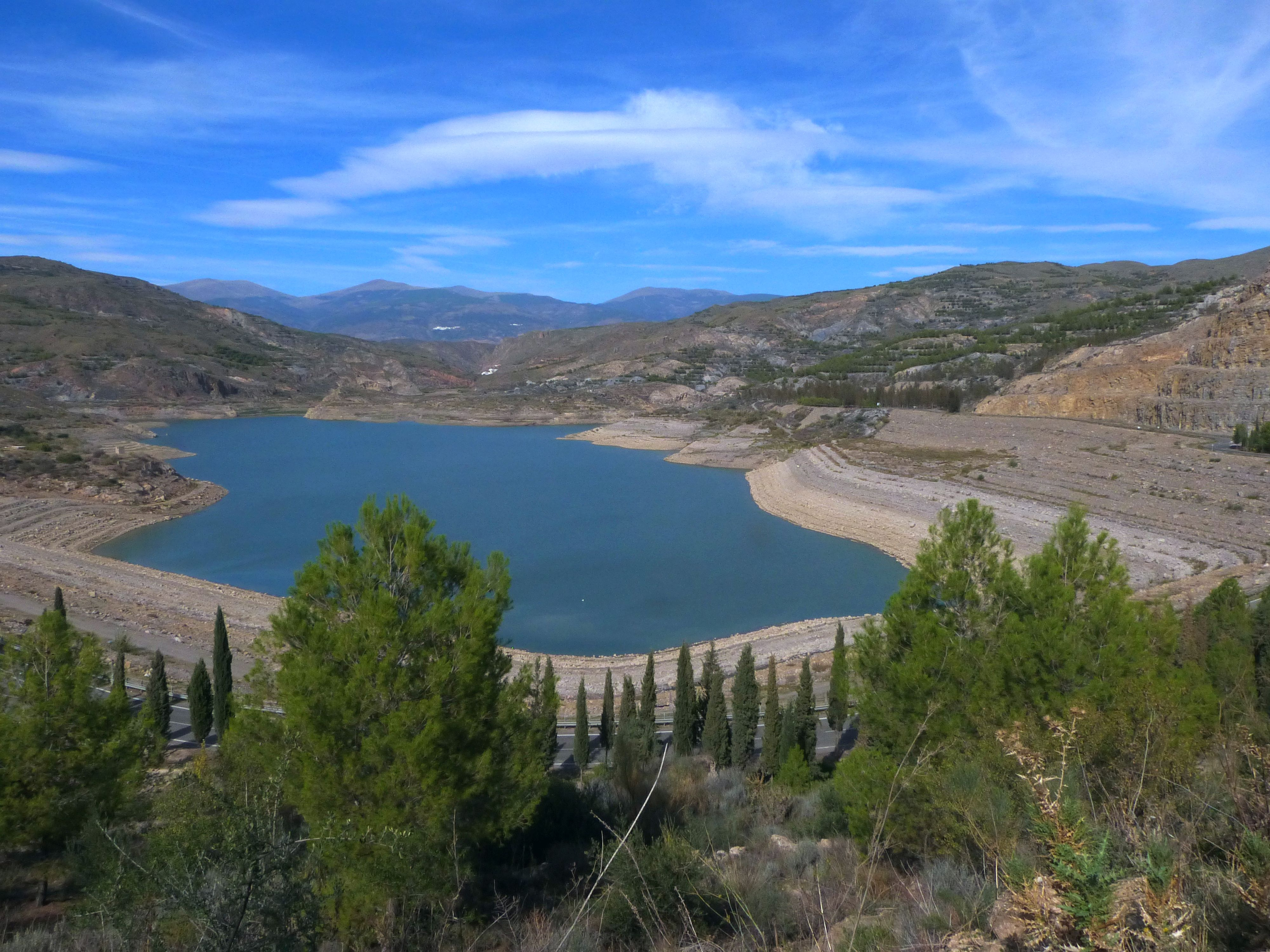
Embalse de Benínar

- Embalse de BenínarGuadalquivir cabecera: Es la menor en extensión de todas. Abarca las altiplanicies del noroeste provincial. Se caracteriza por la abundancia de barrancos y arroyos secundarios, siendo el cauce principal el Guadiana Menor, que nace en las Cañadas de Cañepla.[17]

Existen asimismo tres embalses: el del Almanzora, construido en 1986 y con una capacidad de 157,87 hectómetros cúbicos, y que fue sede de deportes acuáticos de los XV Juegos Mediterráneos; el de Benínar, construido en 1983 y con una capacidad de 62,90 hectómetros cúbicos, en cuyo lecho descansa el pueblo del mismo nombre; y el de Isabel II, que es uno de los más antiguos de España: se inauguró cerca de Níjar en 1850, empezando a colmatarse en 1861, quedando completamente inutilizado y sin uso en la década de 1870.

### Clima
El clima de Almería, para algunos subdesértico, mediterráneo, cálido y seco[cita requerida], es sin embargo muy variado:
- Inframediterráneo o iranio-mediterráneo: zonas bajas costeras de Almería, caracterizado por ausencia de heladas y muy escasas precipitaciones, siempre inferiores a 250 mm, como los 197 mm de Almería, 191 mm en Cuevas del Almanzora o los 150 mm de Cabo de Gata, con la excepción del litoral occidental; concretamente Adra donde se alcanzan los 400 mm anuales.[20]
- Termomediterráneo 400-500 a 800-900 m s. n. m., caracterizado por precipitaciones menos escasas, suficientes como para mantener arbolado. Las precipitaciones oscilan entre los 250 y 450 mm. Destacan los 400 mm de Topares, los 398 mm de Chirivel y los 362 mm de Purchena.
- Mesomediterráneo o mediterráneo medio o típico (800-900 a 1220-1300 m s. n. m.), caracterizado por el bosque mediterráneo de encinas (aunque aparecen en otros), almeces y retamas.
- Supramediterráneo (1200-1300 a 1600-1800), reconocido por la amplitud de días con heladas que se producen a lo largo del año.
- Oromediterráneo, cumbres de las montañas de más de 1800 m s. n. m., en las cuales el suelo permanece helado durante unos meses cada año. La precipitación oscila entre los 400 y los 700 mm, siendo los lugares más húmedos de la provincia. En el Puerto de la Ragua (2041 m s. n. m.) se registró la temperatura mínima registrada jamás en Andalucía de -20,7 °C[21] en enero de 2010. También la sierra de Gádor ha registrado temperaturas muy bajas, aunque carecen de carácter oficial, tal y como -21 °C [cita requerida].

En ciertos sectores de Sierra Nevada, en años lluviosos, se han llegado a superar los 1000 mm.
No se encuentra el crioromediterráneo de las nieves perpetuas, que no se da en la región de Almería. Su característica más destacable es su cielo despejado y luminoso. En la costa sur es característico el fuerte viento de poniente. Por su parte, el levante es famoso en la capital ya que suele hacer subir la temperatura varios grados.
También la pluviometría es escasa, siendo el cabo de Gata el lugar donde menos llueve de la península ibérica. Asimismo, el desierto de Tabernas es, técnicamente, el único desierto árido del continente europeo, lo que le confiere características naturales únicas que le valieron convertirse en escenario del rodaje de multitud de películas, especialmente westerns, durante los años 60 y 70. En la actualidad se siguen rodando algunas películas, así como spots televisivos y vídeos musicales. La precipitación media en la provincia es de 355 mm.

#### Récords climáticos
- Temperatura mínima registrada: -20,7 °C. Puerto de la Ragua, en 2010.[21]
- Temperatura máxima registrada: 50 °C[22][23] (no reconocida por la AEMET). Berja y Alhama de Almería, 1978.
- Precipitación máxima en 24 horas: 600 mm Zurgena, en 1973.
- Precipitación media máxima: 690 mm. El Cerecillo (Laujar de Andarax).[22]
- Precipitación media mínima: 150 mm. Cabo de Gata.[22]
- Precipitación mínima registrada: 31,9 mm Punta Sabinar año hidrológico 2023/24. [24]
- Racha de viento máxima: 137 km/h, en el aeropuerto de Almería, 16 de octubre de 1980.[25]

### Riesgos naturales
Las continuas sequías son el riesgo natural más conocido en la zona, que ha provocado gran escasez hídrica tanto para consumo humano como para agricultura, aunque sus efectos han ido paliándose con el paso de los años y la llegada de nuevas tecnologías, como la desalinización. Resulta llamativo que otro de los principales riesgos sean las lluvias torrenciales, que se suceden con relativa frecuencia en los cursos bajos de los principales cursos fluviales.
La segunda amenaza principal son los terremotos que, aunque se registran con bastante frecuencia los movimientos de baja intensidad, también suceden periódicamente otros de gran potencial destructivo, como los acaecidos en 1522 y 1804.

## Naturaleza

### Flora y fauna
La característica más acusada del paisaje natural almeriense es la de su aridez, característica de los espacios mediterráneos, aumentada en Almería por su posicionamiento geográfico en el levante y por la disposición del relieve que impide que penetren las masas de aire húmedas del Atlántico, debido al efecto Foehn.
En la provincia se tiene registro de más de 2000 especies vegetales diferentes, de las cuales, 288 son endemismos y 48 se encuentran exclusivamente aquí. La vegetación depende de muchos factores, entre los que destacan la pluviosidad —fuertemente correlacionada con la altitud— y el tipo de suelo. De esta forma, en las cumbres de Sierra Nevada y los Filabres -por encima de los 1800 m s. n. m.- la vegetación predominante es el piornal y el enebral, adaptados a las condiciones físicas de la alta montaña. Mientras, en las zonas de media montaña predomina el encinar, si bien, bastante degradado en el caso de los Filabres. El encinar también es la vegetación dominante en las zonas secas con suelos básicos, con una mayor extensión en la sierra de Gádor; en Sierra Alhamilla se encuentra uno de los encinares más extensos y mejor conservados de la provincia. Las zonas semiáridas del interior son pobladas principalmente por lentiscos, que rodean en forma de orla las principales zonas montañosas. Esta vegetación está muy degradada y con mucha frecuencia deriva a espartales. Al bajar la altitud aumenta el carácter árido de la vegetación. En las depresiones del Campo de Níjar y en el valle del Almanzora predominan los espinares -de azufaifos en su mayoría-, que dan al paisaje un claro carácter desértico acrecentado por la fuerte acción antrópica. En esta zona es muy reseñable la gran riqueza florística en muchos casos de carácter endémico. En el Campo de Dalías y el Andarax, con suelos similares pero no tan áridos, en los espinares predomina el arto, si bien la acción antrópica -cultivos en invernaderos- apenas deja ver restos de vegetación natural. En las sierras de cabo de Gata y Cabrera, la altitud hace que se intensifique la acción marina y se desarrolle una vegetación menos rala que en los espacios limítrofes. Por último, también son destacables las formaciones edafoxerófilas -Campo de Tabernas, donde destacan las formaciones adaptadas a los yesos- o edafohigrófilas en las zonas de las desembocaduras de los ríos.
Al igual que ocurre con la vegetación, la fauna de la provincia de Almería presenta una gran biodiversidad y riqueza. En el Cabo de Gata y Níjar destacan el zorro, el erizo moruno, el lagarto ocelado (subespecie nevadensis) y la víbora hocicuda. En la Sierra de los Vélez son características las aves rapaces, la cogujada, la calandria y la bisbita común; también abundan las culebras y las mariposas -destaca la Parnassius por su condición de endémica-. En Sierra Nevada y en la sierra de los Filabres son también abundantes las aves rapaces y diversos mamíferos protegidos, como la cabra montés, el gato montés o el jabalí, entre otros.

### Zonas protegidas

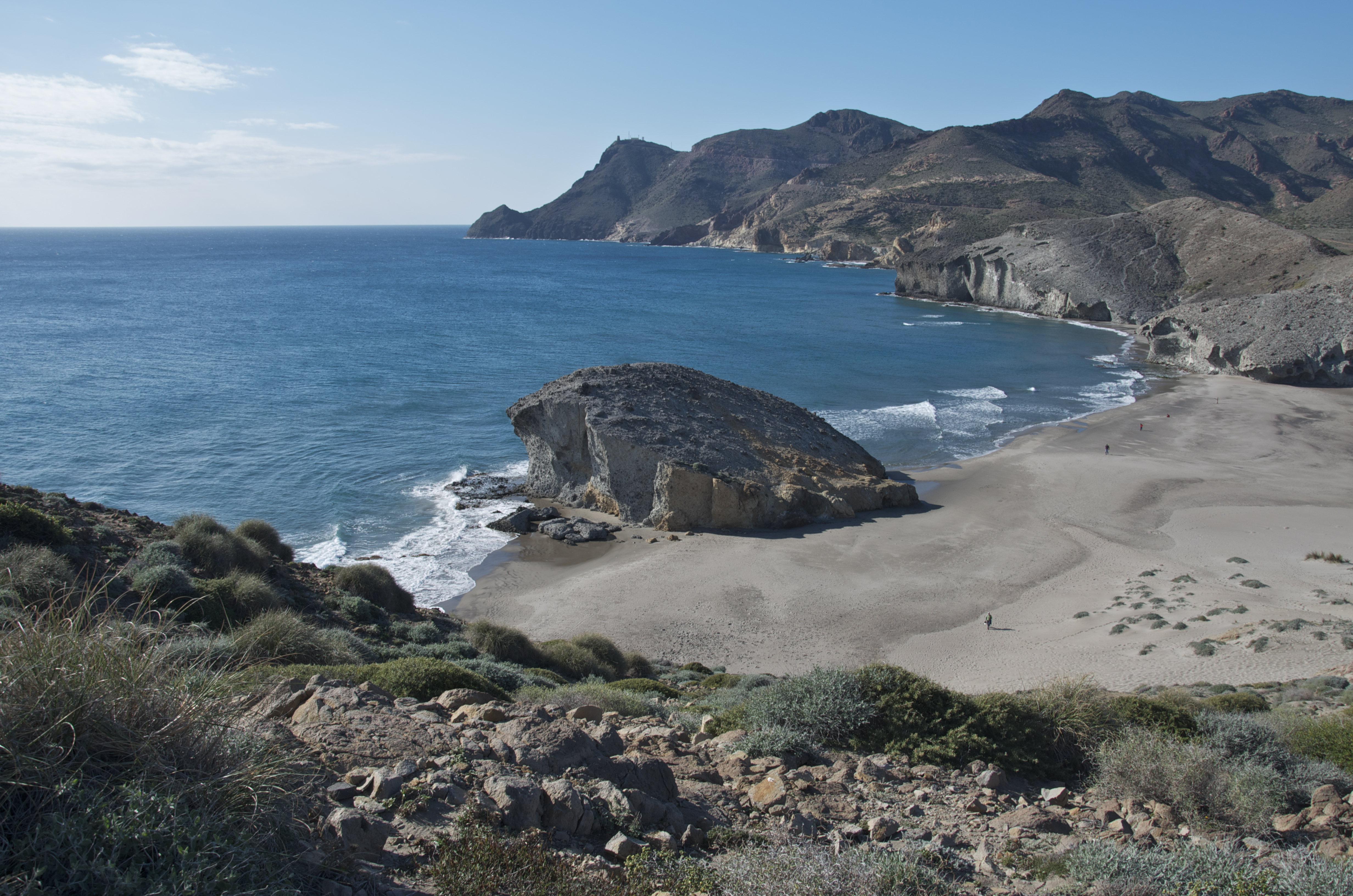
Cabo de Gata-Níjar

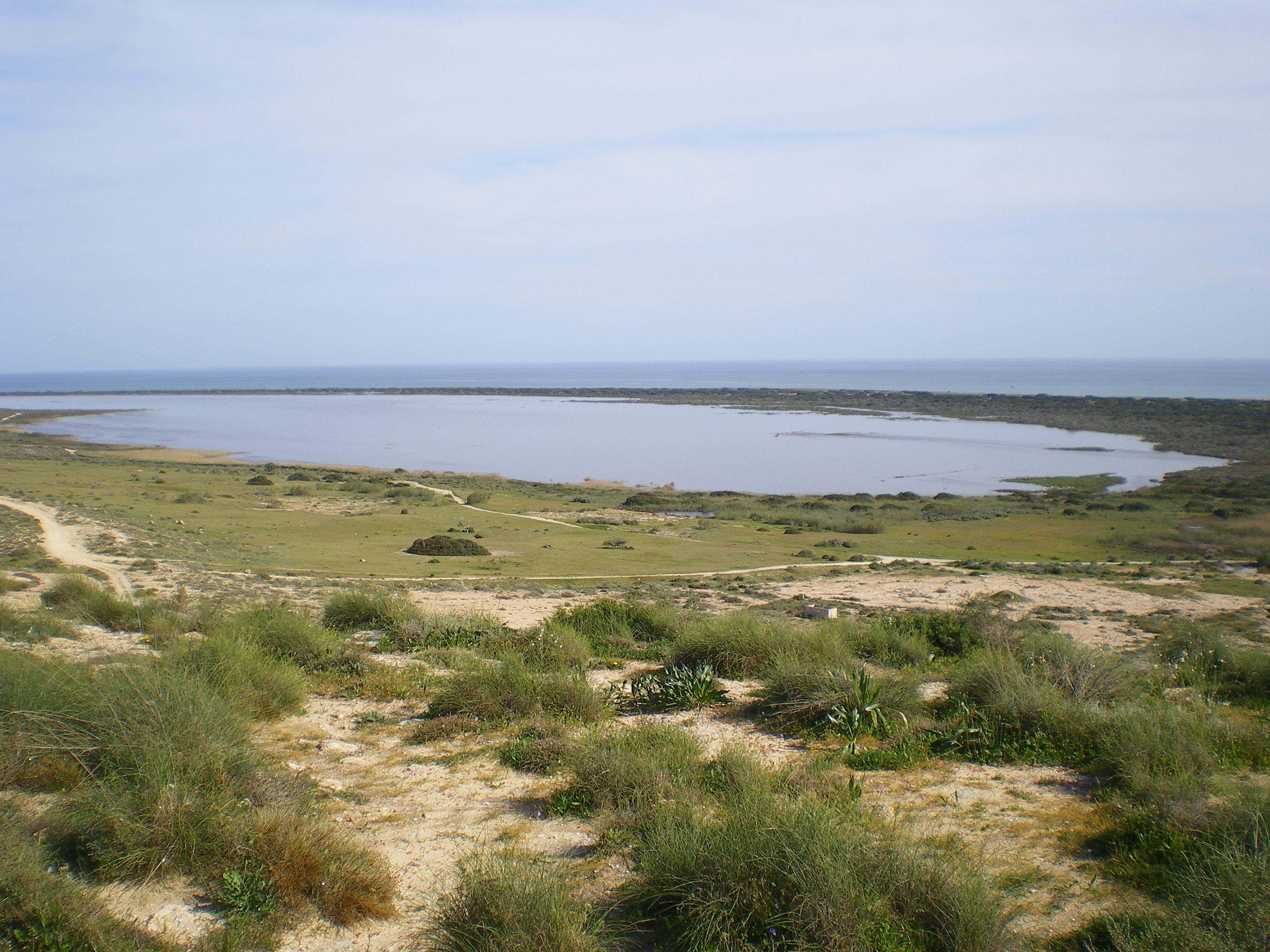
Punta Entinas-Sabinar

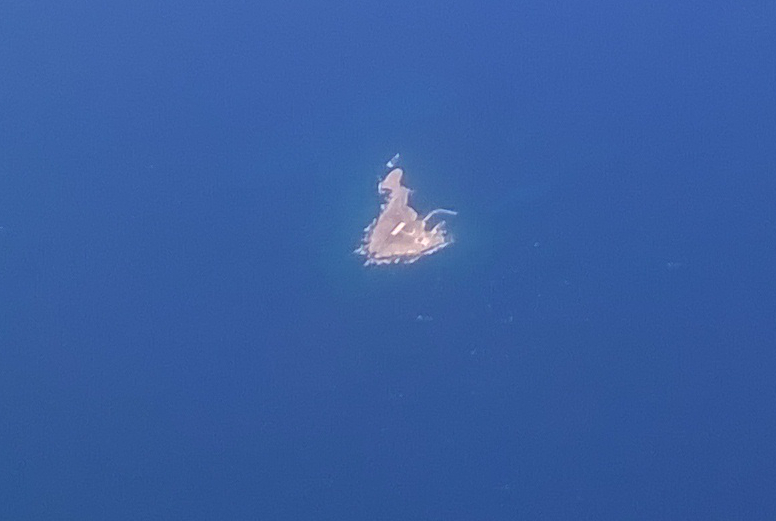
Isla de Alborán desde el aire

La riqueza natural del territorio queda reflejada en varios espacios naturales protegidos.
- Un parque nacional, el de Sierra Nevada, compartido con la provincia de Granada, en el que se pueden encontrar cabras monteses y jabalíes.
- Tres parques naturales: el de Cabo de Gata-Níjar, declarado en 1987 y primero Marítimo-terrestre del país, es probablemente uno de los últimos reductos de costa virgen del Mediterráneo y cuenta con multitud de especies vegetales xerófitas endémicas y hasta hace pocos años fue santuario de las últimas focas monje de Europa; otro es el de la sierra de María-Los Vélez, que cuenta con grandes extensiones de pinares carrascales y poblaciones de la escasa tortuga mora, y, por último, el de Sierra Nevada.
- Además existen cinco parajes naturales: Alborán, Desierto de Tabernas, Karst en Yesos de Sorbas, Punta Entinas-Sabinar y Paraje Natural Sierra Alhamilla. De entre ellos, los más importantes quizá sean los dos primeros. El desierto de Tabernas es, técnicamente, el único desierto del continente europeo. Se trata de un ecosistema excepcional, cuyos característicos paisajes son aprovechados por la industria audiovisual desde principios de los años 60. Por su parte, el cercano karst en Yesos de Sorbas es un complejo de cuevas, cañones y demás fenómenos kársticos excavados por el río Aguas en un depósito de yeso cercano a la localidad de Sorbas.
- Dos reservas naturales: Albufera de Adra y Punta Entinas-Sabinar, que es una reserva natural dentro del Paraje Natural homónimo, con una extensión de 109 hectáreas. Alberga espacios de interés medioambiental como zonas de charcas y salinas ricas en avifauna y cordones dunares con sabinas, lentiscos y arto negro.[30]
- Once monumentos naturales: Arrecife Barrera de Posidonia, Monumento natural de Isla de Terreros e Isla Negra de Pulpí, Isla de San Andrés, Piedra Lobera y Sabina Albar de Chirivel, Peñón de Bernal, Cueva de Ambrosio en Vélez-Blanco, Las Canales de Padules, Encina de la Peana en Serón y Encina del Marchal del Abogado en Serón.[31] En 2022, se declara la Geoda de Pulpí y la mina que la alberga como el «Monumento Natural Geoda de Pulpí y Mina Rica del Pilar de Jaravía».[32]
- Un parque periurbano, el de Castala, en Berja, que ocupa algo más de 11 hectáreas.
- Otros espacios naturales destacables en la provincia son el olivo gigante de Agua Amarga, uno de los más longevos del continente europeo; y la Geoda en yeso de Pulpí, con cristales que alcanzan hasta los dos metros de largo, siendo la más grande Europa y la segunda más grande del mundo;[33] el humedal de la Cañada de Las Norias y el humedal de Ribera de la Algaida.
- Existen además en la provincia varios centros de recuperación, conservación y estudio de fauna y flora. Algunos de ellos son:

- Parque de Rescate de la Fauna Sahariana en Almería
- Jardín Botánico del Albardinar en Rodalquilar (Níjar)
- Jardín Botánico Umbría de la Virgen en María

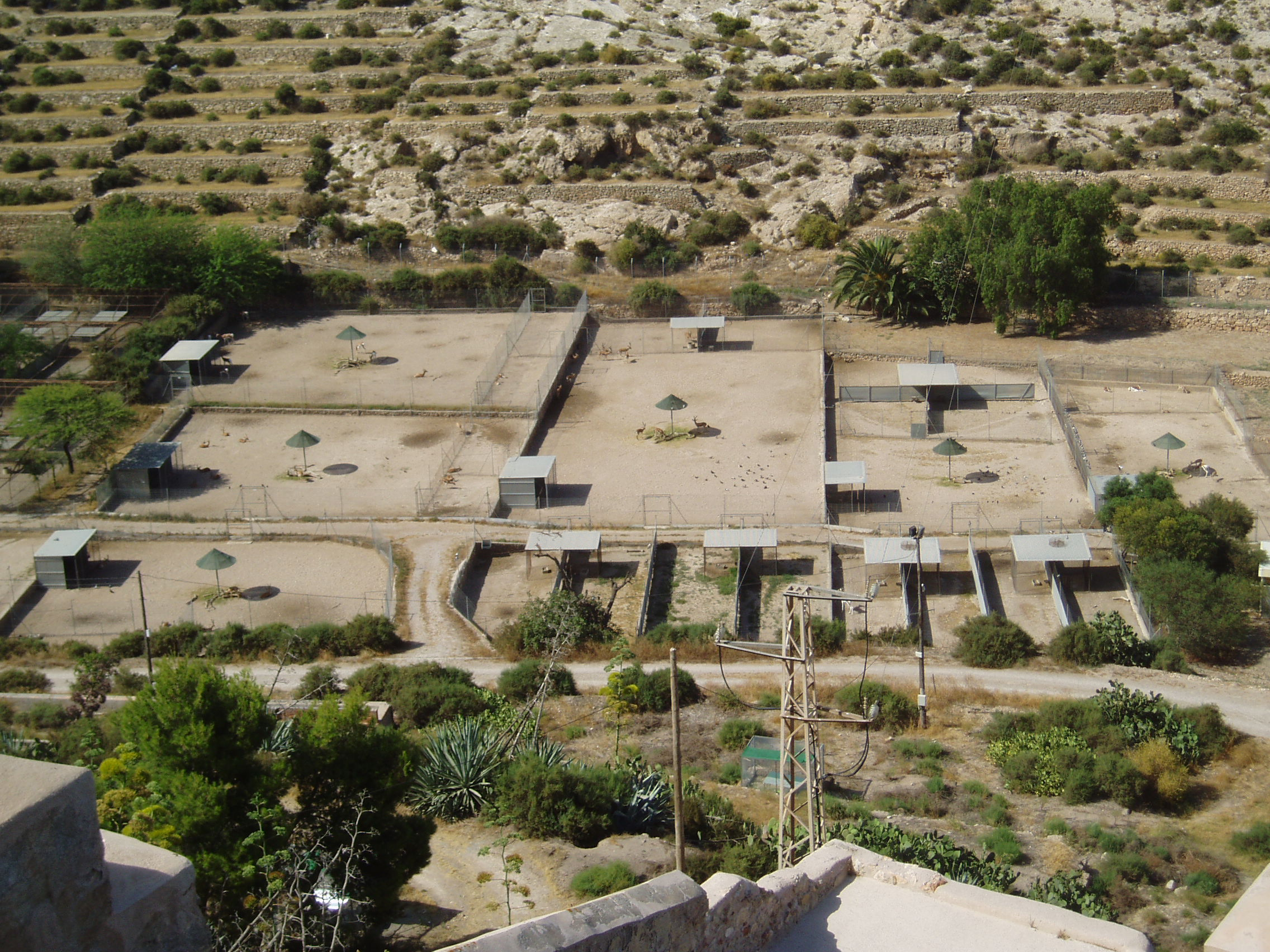
Parque de rescate de la fauna sahariana

- Acuario de Roquetas de Mar[34][35]

### Contaminación
Los principales causantes de contaminación atmosférica en la zona son las PM10 y PM2.5 y el ozono troposférico, causados en su mayoría por la central térmica Litoral de Almería y por Deretil, según Ecologistas en Acción; aunque el reciente cierre de la primera ha aliviado las estadísticas a este respecto. También contribuyen a este aspecto negativo el almacenamiento al aire libre de graneles en los grandes puertos.
También es destacable la contaminación de los acuíferos con nitratos, mayormente procedentes del invernadero, por lo que se ha implementado medidas para evitar esta polución; pero también se ha encontrado culpables en la ganadería intensiva, especialmente porcina, del Levante y la agricultura monocultivo de la misma zona.
Igualmente procedente de la agricultura intensiva se puede reseñar la contaminación por plásticos procedentes de vertidos ilegales, que los fuertes vientos de la zona dispersan por el entorno y llegando en ocasiones hasta el mar, causando una acumulación de microplásticos tres veces más alta que la media nacional en el medio marino.
La provincia de Almería es una de las provincias de España con mayor concentración de polución por radón, principalmente en la comarca de Filabres-Tabernas. También relacionado con la contaminación radiológica, habría que destacar las varias zonas de exclusión en las cercanías de Palomares como consecuencia del incidente de 1966.
Desde 2024, las poblaciones de Almería, Roquetas de Mar y El Ejido están obligadas a implantar una zona de bajas emisiones en sus respectivos cascos urbanos, por orden de la Ley de cambio climático y transición energética.

## Historia

### Prehistoria
Durante el Paleolítico, la provincia de Almería se encontraba habitada por pequeños grupos de nómadas, cazadores y recolectores. No existen muchos yacimientos de la época paleolítica en la provincia, aunque entre ellos se puede señalar, por ser el más antiguo, Cueva de Zájara I, en Cuevas del Almanzora y el Monumento natural Cueva de Ambrosio, de gran importancia para la datación del arte rupestre paleolítico.
Ya en el Neolítico, y aún antes durante el Paleolítico superior, empiezan a surgir las aldeas y los espacios dedicados en exclusiva a enterramientos más antiguos de las que se tiene constancia. Las pinturas rupestres de la Cueva de los Letreros y de aproximadamente veinte cuevas y abrigos más de la Comarca de los Vélez considerados por la Unesco, en 1989, como parte del Patrimonio de la Humanidad han sido datadas en esta época.

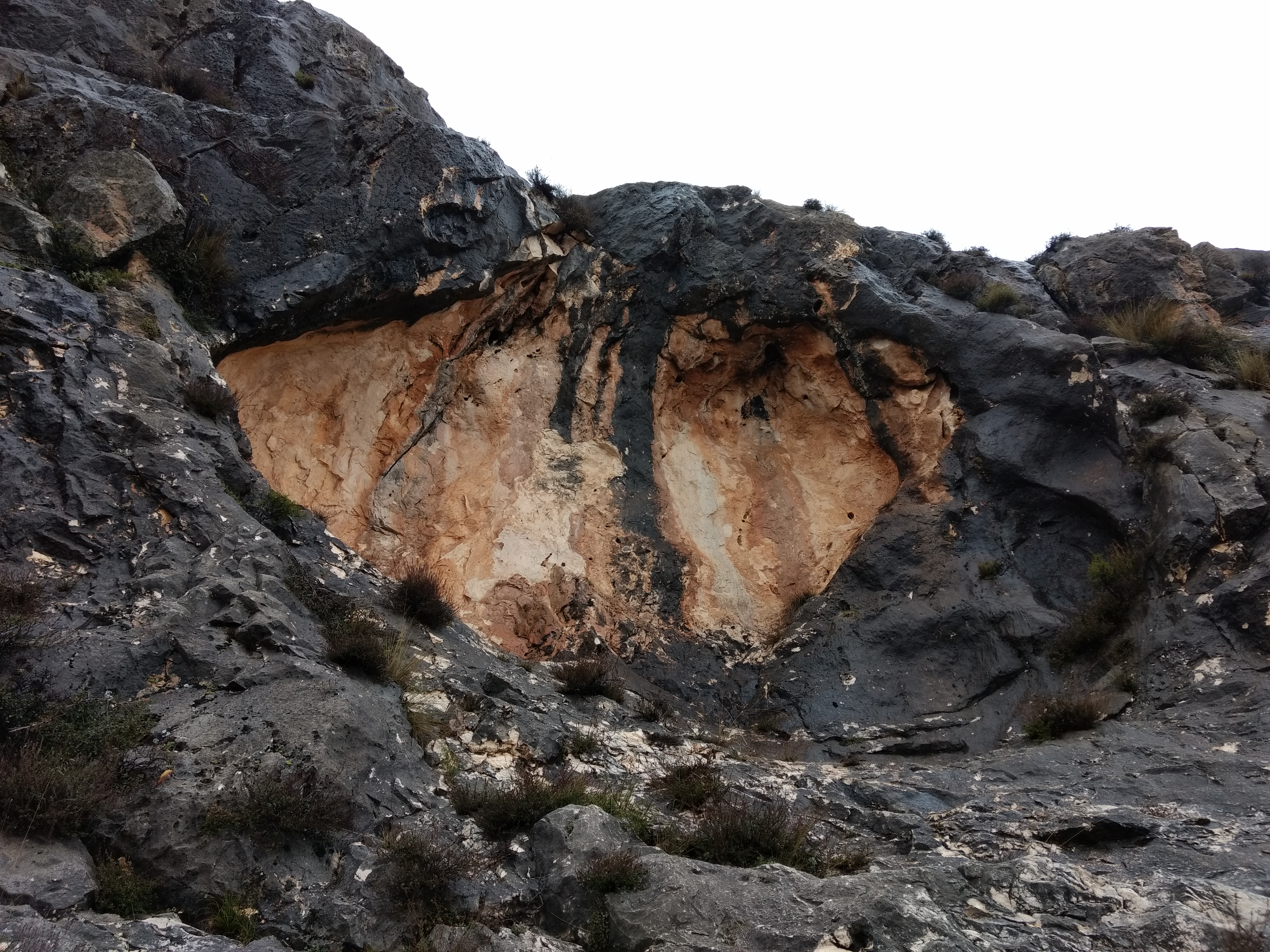
Abrigo de las Colmenas

En uno de esos refugios de los primeros pobladores del levante peninsular, el Abrigo de las Colmenas, todavía se conserva una figura humana con los brazos en cruz que sostiene un supuesto arco iris sobre su cabeza. Dice alguna leyenda que esta pintura rupestre representa un pacto del hombre prehistórico con los dioses para evitar futuros diluvios. Es la primera representación del indalo almeriense, cuyo origen etimológico podría venir del indal eccius, el mensajero de los dioses de los íberos. De indal eccius viene también el nombre de San Indalecio, uno de los siete varones apostólicos y santo patrón de Almería junto a la Virgen del Mar.

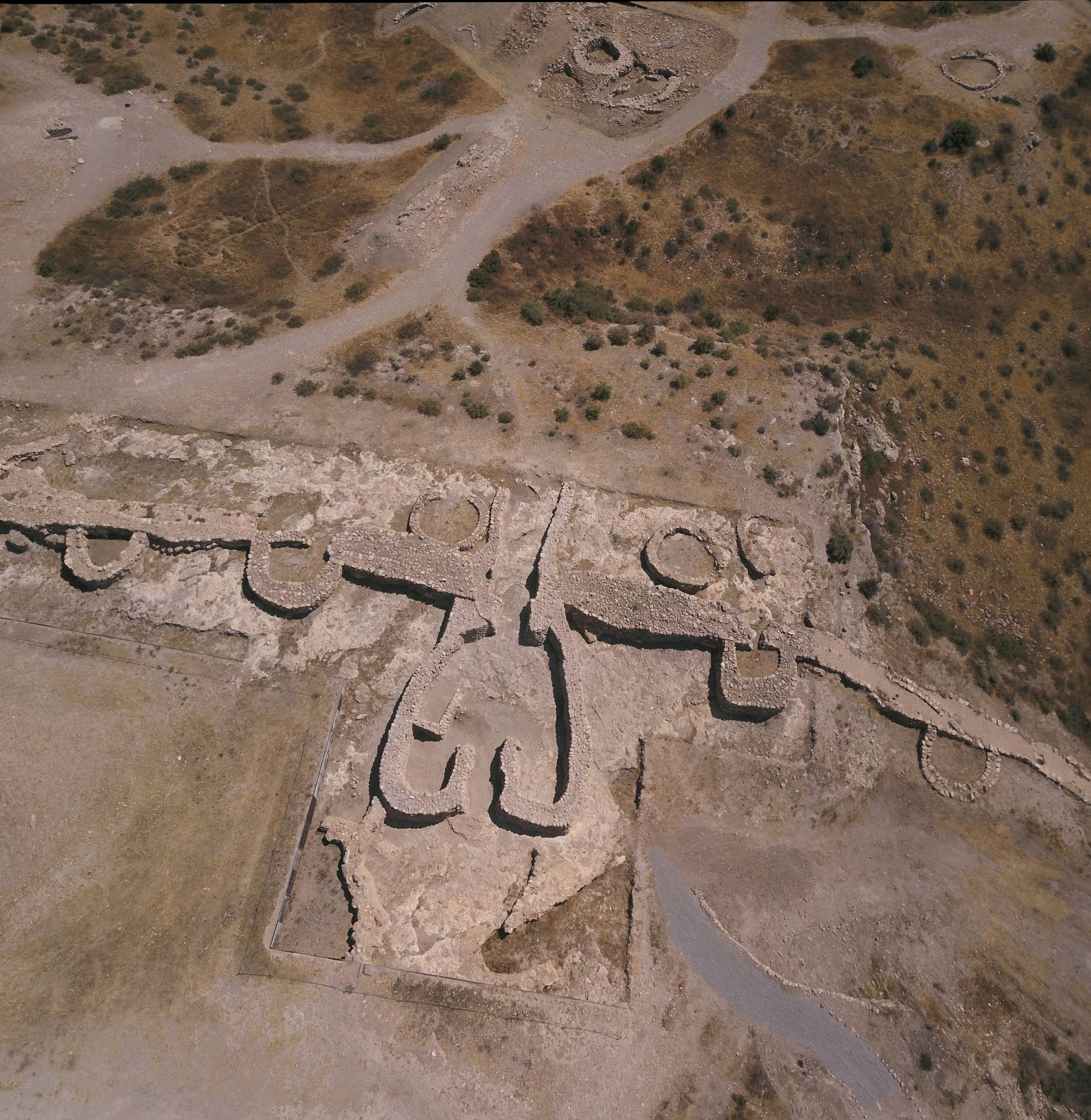
Los Millares, uno de los asentamientos más importantes de Europa de la Edad del Cobre, dando nombre a la cultura arqueológica de Los Millares

Gracias al hallazgo del arqueólogo belga Luis Siret y Cels, descubridor de gran parte del patrimonio de la provincia, particularmente datada en la Edad de los Metales, dijo de Almería que era «un museo a cielo abierto». Las culturas de Los Millares y El Argar son dos de las culturas más relevantes de esta época a nivel peninsular.
A la llegada de la Edad del Cobre o Calcolítico (3000-2150 a. C.) surgió la primera urbe conocida: el poblado de Los Millares, que se ubicó estratégicamente sobre un saliente de roca localizado entre el río Andarax y la rambla de Huéchar, al sur de la provincia. El poblado llegó a contar unos mil habitantes, con tres líneas de murallas y torreones protegiéndola de posibles ataques, y con una economía que estaba basada en la metalurgia del cobre y en la agricultura, ganadería y caza a mediana escala. Se tiene además constancia de la construcción de necrópolis de gran tamaño y de la exportación de las tecnologías metalúrgica y alfarera a gran parte de la península.
Una vez entrada la Edad del Bronce (2044-1413 a. C.), nace una nueva cultura con el mismo nivel de relevancia, la de El Argar, que fue capaz de desarrollar un nuevo modelo alfarero, el vaso campaniforme, y que alcanzó una extensión que cubría todo el levante español. Las nuevas necrópolis supusieron un desarrollo con respecto a las encontradas en Los Millares y se diversifica la producción agrícola y ganadera.

### Edad Antigua
Las culturas de la Edad de los Metales mantuvieron contacto con civilizaciones de todo el Mediterráneo, prueba de ello son las colonias que pueblos como los fenicios fundaron años más tarde, en el siglo VIII a. C. Abdera (Adra) y Baria (Villaricos) fueron las más importantes, centros eminentemente comerciales y pesqueros que mantenían a su vez contactos con navegantes griegos. El control fenicio se convirtió en cartaginés cuando la civilización púnica se extendió por el SE peninsular, control que se extinguiría el año 209 a. C. con la II Guerra Púnica. De la época fenicia y cartaginesa se conservan numerosos restos, en Vera, Los Vélez y Dalías.

Antigua bandera de la provincia de Almería

Almería cayó en las manos de Roma durante la campaña de Escipión el Africano contra los cartagineses por el control de Mediterráneo, durante el siglo III a. C. Los romanos llamaron Portus Magnus al territorio en el que hoy se asienta la capital, quedando lo que hoy es la parte occidental de provincia enclavada en la Hispania Ulterior, mientras que la zona oriental cayó en la Hispania Citerior. Plinio el Viejo la menciona en su obra; no en vano se convirtió en uno de los puertos más importantes del Sur de Hispania. Roma trajo la organización territorial, las vías de comunicación y los impuestos, y explotó sistemáticamente los recursos mineros del territorio, entre ellos el mármol de Macael. Se fortaleció el comercio, especialmente el del garum, sabrosa salsa de pescado y especias muy apreciada en la época y cuya fórmula exacta se desconoce aún hoy. En Adra y Torregarcía y en la capital, en el mismo Parque Nicolás Salmerón, se conservan salinas y factorías de salazón de esta época. Otros restos de gran importancia son el Dionisio de Chirivel, el sarcófago de Berja, el Daymún (templo funerario de época tardorromana) de El Ejido y el puente y restos de vía romana de Bayanna, a las afueras de la capital.
El siglo I d. C. está marcado con la llegada de los Varones Apostólicos, siete clérigos ordenados directamente por San Pablo y San Pedro que fueron enviados por estos a predicar el Evangelio por el sur de Hispania. De estos siete, San Indalecio, San Tesifonte y San Segundo se repartieron por diferentes poblaciones de la actual provincia de Almería, acompañando a Santiago el Mayor en su esfuerzo evangelizador. Todos fueron ordenados obispos de diferentes poblaciones: Indalecio en Urci, Tesifonte en Berja y Segundo en Abla.
El 21 de julio del año 365 se tiene registro de que a las costas llegó un tsunami, según palabras del historiador romano Amiano Marcelino:

En el año segundo del reinado de Valentiniano y Valente, al rayar el alba de dicho día, se sintió... un violento terremoto. Las olas del Mediterráneo hirvieron como en la más deshecha borrasca. A muchas varas de distancia de Málaga y Adra quedaron en seco las
playas, que siempre habían estado bañadas por las aguas: los peces, faltos de su natural elemento, eran cogidos a mano sobre la arena
sin redes ni anzuelo. Absortos los habitantes de la costa, vieron la profundidad de los abismos, que colmados de agua estaban quizá
desde el principio del mundo. Al cabo de algunas horas retrocedió el mar con ímpetu furioso; los barcos, que habían encallado en la
arena, fueron lanzados con irresistible empuje dentro de tierra y estrellados algunos contra los edificios de las ciudades cercanas. Las aguas inundaron los pueblos de la ribera, ahogando a multitud de familias.

Almería fue ocupada más tarde por vándalos y visigodos. Tras un breve periodo de ocupación bizantina (el SE español fue el único territorio peninsular en su poder durante varios años), Suintila integra definitivamente a Almería en el reino visigodo el año 621 tras la expulsión de los ejércitos bizantinos. En esos años, mantuvieron su importancia las antiguas poblaciones de Abdera, Urci y Baria. Este poder se mantuvo hasta la sumisión del sureste de la península al dominio musulmán.

### Dominio musulmán
Durante este periodo, la provincia de Almería llegó a su máxima relevancia en los contextos histórico, político y socioeconómico. La llegada en el año 711 de tropas y población de origen bereber y yemení, marcó el comienzo de este periodo de esplendor que duró más de siete siglos.
Este periodo musulmán se puede dividir en dos fases, siendo la efímera ocupación cristiana que duró entre 1147 y 1157 la frontera entre ambas. A pesar de la brevedad de esta etapa, se inició un declive en la región del que se tardarían centenios en recuperarse. La primera fase destacable va así pues desde la fundación oficial de la ciudad en 955 hasta 1147, y la segunda desde 1157 a 1489.

#### Primera fase
Valiato de al-Ándalus
Con la llegada de los árabes, quedó patente que estas tierras quedan más cercanas al norte de África que a las potencias europeas. Esta circunstancia facilitó la llegada de pobladores magrebíes, que empezaban a encontrar una superpoblación en su origen y la llegada de las artes y las ciencias orientales. No existe mucha bibliografía referente a estas fechas, a excepción de algunas citas que señalan que la zona de Los Vélez era una zona con un pobre control del gobierno, y que llegó a estar bajo el poder del Pacto de Teodomiro.
Emirato de Córdoba
Alrededor del año 885, los gobernantes del Emirato quisieron atraer a tribus procedentes de Yemen, concretamente a los Banu Siray, Gassan y Ru’ayn, con el fin de defender su soberanía frente a los periódicos ataques por parte de vikingos. Así se creó el iqlim de Urs al-Yaman, traducible como Urci de los yemeníes, a semejanza de Córdoba, que además de una mayoría yemení, también contaba con minorías de origen judío y muladí. Su territorio comprendía todas las tierras al sur de la cuerda de la sierra de los Filabres. Urs al-Yahman terminaría por convertirse en la República Marítima de Pechina aproximadamente en el año 891, aunque otros investigadores prefieren describirla como base de piratería por la carencia de un sistema de gobierno.
Vivió intentos de anexión por parte de la vecina Cora de Ilbira, a la que pertenecían las localidades hoy almerienses ubicadas en toda la sierra de Gádor; además de infructuosas invasiones por parte de Suniario II de Ampurias.
Califato de Córdoba
Los antecedentes del periodo 955-1147 se encuentran en la fundación a principios del siglo VIII de un asentamiento en lo que entonces eran los aledaños de la desembocadura del río Andarax, que en aquella época tenía su boca a la altura de lo que hoy es La Juaida. Se trataba de Bayyana, la actual Pechina. Su estratégica posición le permitió convertirse en un próspero centro de comercio que dio origen a la que se denominó República Marítima de Pechina. Y no solo en lo material se enriqueció el bajo Andarax, también en lo espiritual. En efecto, Pechina fue cuna del más importante sufismo ibérico. Aquí emigraron los últimos discípulos del sufí cordobés Ibn Massarra: el almeriense Ibn Al Arif fundó la Escuela de Almería, por la que discurrieron Ismail Al Rouayni de Córdoba (cuyo nombre, sorprendentemente, bautizó a la actual pedanía de El Ruiní, posiblemente porque vivió en ella), Abu Madyan y probablemente el más grande místico sufí de al-Ándalus, el murciano Ibn Arabi. Demasiadas veces pasa desapercibida la importancia del movimiento sufí en Almería, que tanta importancia tuvo no solo por su profundidad, sino por haber aportado muchas de las claves del misticismo cristiano posterior de, entre otros, Santa Teresa de Jesús y San Juan de la Cruz.
El origen último de Almería capital está en efecto en Pechina, pues poco después de su fundación se crearía un asentamiento costero y una atalaya, dependientes de aquella, que recibirían el nombre de Al Mariyyat Bayyana.
En el año 955, Abderramán III instó al inicio de las obras para la construcción de una fortaleza, la Alcazaba, con el fin de defender la zona de la amenaza que suponía el Califato fatimí, procedente de la actual Túnez, y de tropas vikingas procedentes de Normandía. Con esto, la Alcazaba deviene en la fortaleza musulmana de mayor extensión en España y Europa, sumando 43 000 m², pudiendo de esta manera alojar a los 20 000 hombres que componían un destacamento militar, dar cabida a los palacios de los diferentes monarcas que regían en el áreas, además de refugio para la población si se producía un ataque. Además, esta nueva ciudad, que posteriormente se convertiría en la capital de la provincia, se convirtió en la base de toda la flota militar del Califato. Esta primigenia conurbación basaba su prosperidad en el comercio con el norte de África, exportando especialmente sedas y otros textiles e importando trigo y cereales, además de participar en el comercio árabe de esclavos. 
El califato se desintegró a comienzos del siglo XI durante la Fitna de al-Ándalus, una guerra civil entre los descendientes del califa Hisham II y los sucesores de su háyib (oficial de la corte), Almanzor. En 1031, tras años de conflicto, el califato se fracturó en multitud de reinos musulmanes independientes conocidos como taifas.

#### Taifa de Almería

Extensión de la Taifa de Almería

Los reinos de taifas surgen a principios del siglo XI por desintegración del califato, entre ellos el de Almería, que tuvo a su frente a Jairán como su primer gobernante, remodelador de la Alcazaba, desde 1014. Esta división correspondía aproximadamente a la actual provincia pero extendida hacia el norte acercándose a La Mancha.
Durante este periodo, Almería restó mucha importancia a Bayyana, cuyos habitantes comienzan a trasladarse y se convierte en una ciudad de nueva planta califal, equipada con una mezquita mayor y con un puerto de gran pujanza, que terminaría deviniendo en el más importante puerto comercial de todo al-Ándalus. El comercio de los tejidos decorados con oro y plata y del mármol extraído en los Filabres fue el pilar principal que sustentaba la economía del momento.
A la muerte de Jairán, en 1028, llegó el fatá Zuhair, que consiguió extender las fronteras de su territorio hasta acercarse a Cartagena, Jaén a la taifa de Toledo.
Reinó durante la segunda mitad del siglo Almotacín (o Al Mutasim) (1052-1091), el rey poeta, que enriqueció la corte con literatos y científicos. Se introdujeron avances en los sistemas de regadío; en la ciudad florecían los baños y las mezquitas y efervescía en el puerto el comercio de la seda, el aceite y la uva. Buena prueba de todo ello nos deja la obra de Al Idrisi.

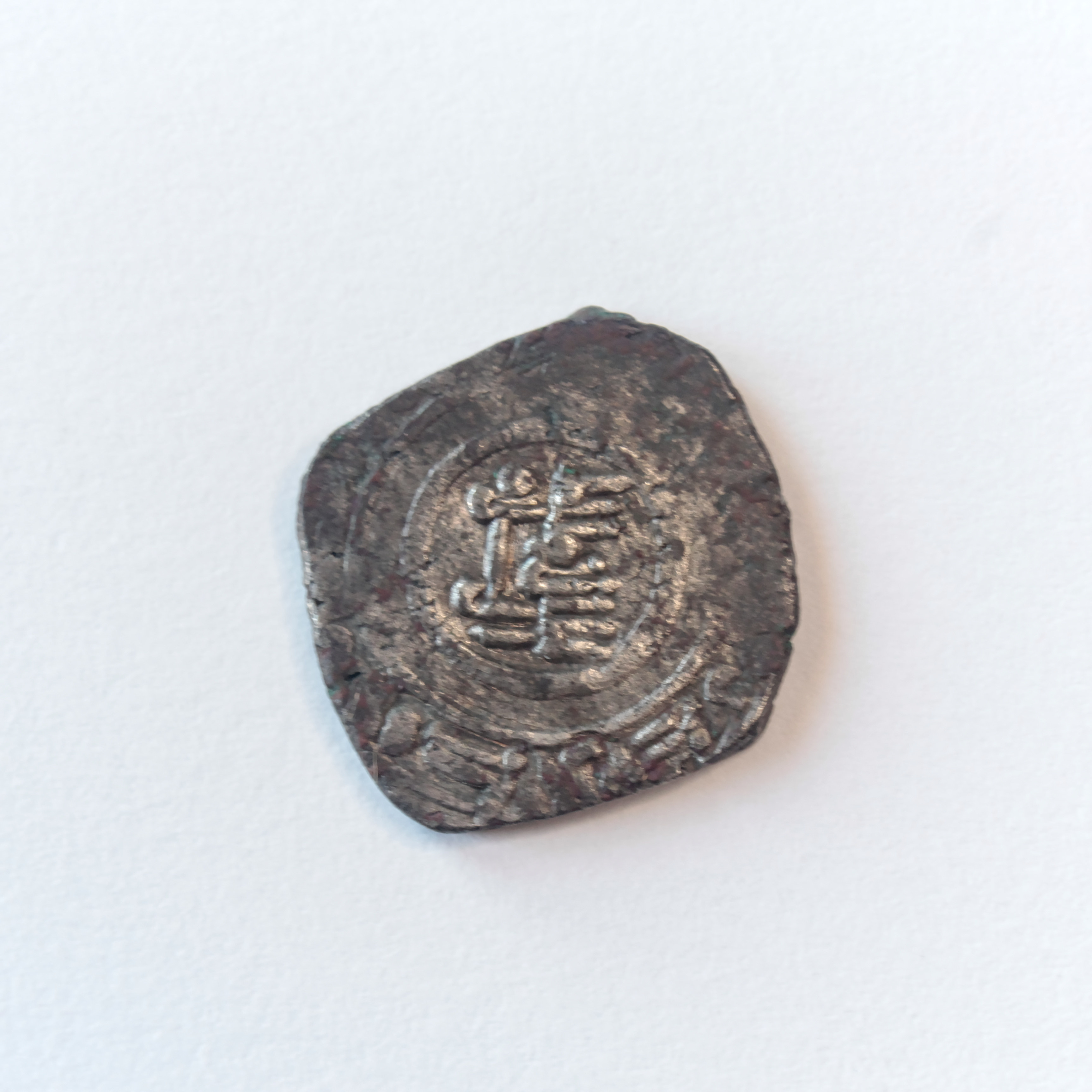
Dírham de la Taifa de Almería del año 1042, bajo el reinado de Ma'n ben Muhammad ben Sumadih.
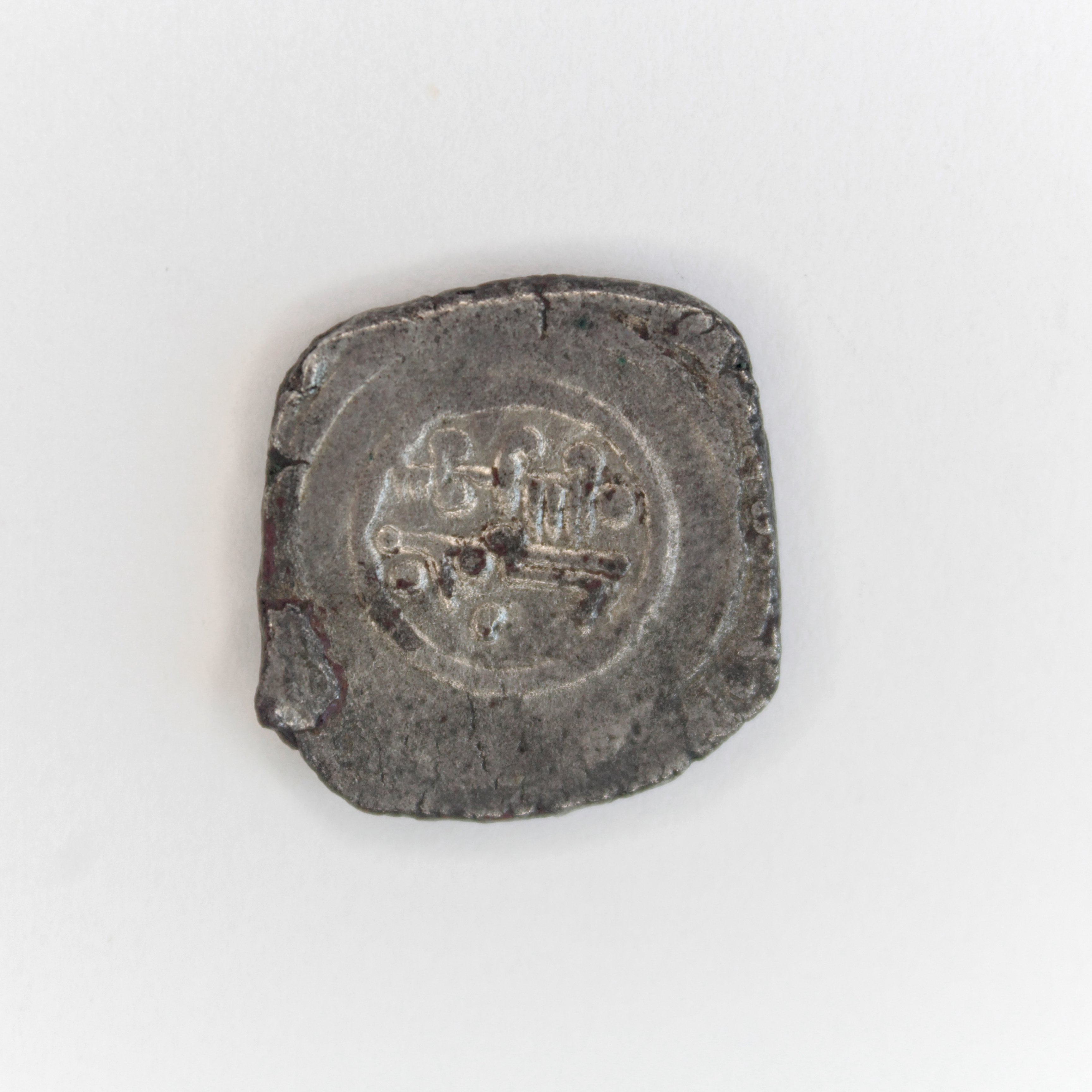
Reverso de la misma moneda.

#### Periodo almorávide
La taifa almeriense terminó con la invasión almorávide, pero la ciudad continuará siendo un auténtico emporio comercial muy codiciado por los cristianos.

#### Conquista de Almería
La relevancia del puerto de Almería en la época llevó a Alfonso VII el Emperador a tomar la decisión de apoderarse de la zona para evitar su uso como base de la flota de la taifa y de diferentes piratas berberiscos. Ya en 1146 hubo un primer intento infructuoso por mar, con una armada procedente de Génova, que se saldó con el pago de un tributo a favor del atacante. Con ayuda de tropas de origen catalán, franco, pisano y genovés, el día 17 de octubre de 1147 el ejército conjunto toma finalmente la plaza. La hazaña ha llegado hasta nuestros días relatada en el poema de Almería. El legado de las tropas genovesas hoy se puede ver en la bandera, tanto provincial como de la capital, además en la conocida playa de los Genoveses, lugar al que arribó la flota para su ataque.
Al frente fue impuesto Muhámmad ibn Mardanís, emir de Murcia y aliado de Alfonso VII y Ramón Berenguer, lo que significa que no se eliminó la cultura musulmana imperante entonces.
Este periodo de dominación cristiana duró apenas diez años, hasta que el ejército del califa Abd al-Mumin sitió a los cristianos en la Alcazaba de Almería. La pérdida de esta plaza de soberanía llevó a la firma del Tratado de Tudilén.

#### Segunda fase
Reconquista almohade
Almería volverá a ser musulmana con la toma de los almohades, pero jamás recobrará su antiguo esplendor. A pesar de los redoblados esfuerzos de los dirigentes por mantener una buena diplomacia con otros Estados, la convivencia interior se encontraba en franco retroceso y la fuerza de su ejército era cada vez menor debido a la belicosidad del gobierno.
Reino nazarí de Granada
En el año 1237 pasa a formar parte del reino nazarí de Granada, siendo gobernador Abbu-i-Abbas, quien intentó reconstruir la ciudad sin demasiado éxito. Fue en parte responsable de ello una sequía que comenzó el año 1227 y desestabilizó gravemente la agricultura y el comercio de toda la región.
De la época musulmana se conservan innumerables restos. A la Alcazaba y los restos de la mezquita mayor hay que sumar los aljibes de Jairán, que en una época abastecieron a la ciudad, y las murallas construidas por el mismo rey. También se conservan lienzos de la muralla del puerto y restos de la puerta de Purchena, en el subsuelo de la Rambla Obispo Orberá. No solo ciudades florecieron en la Almería musulmana: se pueden encontrar diseminados por los Filabres, las Alpujarras y el valle del Almanzora numerosos baños, mezquitas y castillos.
Hacia 1308, el Tratado de Alcalá de Henares, firmado entre Fernando IV de Castilla y Jaime II de Aragón, determinó que, en el renovado esfuerzo para seguir con la Reconquista era labor de las tropas del segundo tomar la plaza de Almería. Este acuerdo establecía que una sexta parte del reino de Granada, correspondiente a toda la cora de Bayyana pasaría a la Corona de Aragón, a excepción de algunas localidades que ya fueron castellanas con anterioridad. Mediante un asedio que duró desde agosto de 1309 hasta enero del año siguiente, el ejército aragonés intentó tomar la urbe infructuosamente ya que consiguieron refuerzos enviados desde Granada, pero se fueron con un pequeño botín de guerra. Ya en 1348 se tienen registros de la llegada de la peste negra.
Hacia 1488 los Reyes Católicos empezaron a conquistar las localidades de lo que hoy es la provincia de Almería, culminando el proceso al año siguiente, en un proceso en el que la mayoría de poblaciones procedieron a capitular sin derramamiento de sangre, exceptuando algunas rebeliones mudéjares.

### Edad Moderna
Una vez el reino de Granada fue integrado en la Corona de Castilla se fue constatando el retroceso y abandono de la provincia. Pueden señalarse varias causas: Especialmente dañino fue el seísmo de 1522, que destruyó la capital casi completamente y redujo la población a tan solo 700 habitantes, que se asentaron en torno a la catedral, de nueva construcción. Asimismo, gran parte de la provincia también sufrió graves destrozos. Como daño colateral, esta repentina pérdida de infraestructuras y población, apartó a los puertos de todo el comercio con el Nuevo Mundo, lastrando su recuperación. Por otra parte, los frecuentes saqueos de piratas berberiscos y posteriormente británicos impedían un desarrollo estable. Los primeros años de esta nueva etapa estuvieron además marcados por la difícil convivencia entre los nuevos pobladores de origen cristiano y los moriscos que decidieron quedarse tras la invasión.
La Catedral de Almería es un gran ejemplo de edificio defensivo de la época. Fue levantado el primer templo catedralicio en 1496 bajo las órdenes del cardenal arzobispo de Toledo Pedro González de Mendoza, sobre la antigua mezquita. El terremoto de 1522 la destruyó completamente y fue entonces cuando Fray Diego Fernández de Villalán, obispo de Almería, mandó construir el actual, bajo la advocación de Nuestra Señora de la Encarnación. Su aspecto exterior le da clara apariencia militar; en efecto, se trata de una de las únicas catedrales-fortaleza de su clase en España: sólidos contrafuertes, torres albarranas, gruesos muros, escasez de vidrieras... Las tres naves son de igual altura, lo que proporciona una amplia azotea que sirvió para la instalación de cañones y la vigilancia militar. Solo la embellecen dos austeras portadas renacentistas de Juan de Orea, y en el muro que da a la calle del Cubo, el Sol de Portocarrero (otro de los símbolos de la ciudad, que aunque se cree que hace referencia al obispo Portocarrero, del siglo XVII, ya estaba esculpido desde los primeros tiempos de la catedral) No obstante, las bóvedas y la sacristía son espléndidas, góticas las primeras y renacentista la segunda. Contiene el templo obras de Alonso Cano, Murillo y Ribera, y un San Indalecio de Salzillo.

#### Los moriscos
La segunda mitad del siglo XVI estuvo marcada en toda la provincia por el levantamiento y posterior expulsión de la población morisca. Los moriscos, extensa comunidad de religión y cultura musulmanas a la que se había permitido permanecer en la península previa conversión, veía sin embargo sus derechos y su dignidad continuamente negados desde la firma de las Capitulaciones. La población morisca era, a pesar de la incipiente repoblación cristiana, mayoritaria en amplias regiones de la provincia, como las Alpujarras y el alto Almanzora. Fue precisamente en la Alpujarra Almeriense donde en 1568 se rebela el laujareño Abén Humeya (nacido Fernando de Válor y convertido al islam); la insurrección se propaga a toda la provincia y pronto Vera es conquistada y Cuevas de Almanzora atacada. En su retirada, Abén Humeya fundó en Purchena una competición para celebrar el nombramiento de la ciudad como cabeza del valle del Almanzora. Se trataba de unos juegos deportivos y culturales de innegable analogía con el olimpismo, que incluían la lucha, las carreras a pie y a caballo, el tiro y la poesía y que han sido recuperados hoy día, recibiendo el elogio de, entre otros, Juan Antonio Samaranch y el Comité Olímpico Internacional. Vuelve más adelante Abén Humeya a Laujar donde crea una casa real con vocación dinástica (ya había sido Laujar de Andarax asiento real con Boabdil a principios del siglo XVI), pero es asesinado, víctima de sus propios colaboradores en una oscura intriga palaciega. Poco a poco la resistencia morisca se desvanece. Prueba de que había sido enormemente dura es que Felipe II decidiera enviar al mejor y más temido de sus militares, Juan de Austria, quien pronto acaba con el breve reino morisco. Se reemprende así la expulsión de la población musulmana, que culminará con Felipe III.
Uno de los episodios más sangrientos de la represión contra los moriscos tuvo lugar en Níjar, y constituyó lo que se convino en llamar el "negocio de Inox". En las revueltas de la Navidad de 1569, cientos de familias moriscas acudieron a refugiarse al castillo morisco del peñón de Inox, cercano a Níjar. Informados los cristianos, reunieron un improvisado ejército de mercenarios que se adueñó fácilmente de la fortaleza, haciéndose de una vez con más de 3000 esclavos, mujeres y niños e incontables botines. A este negocio se debe el nombre de la cortijada actual cercana, La Matanza, en cuyos aledaños pueden encontrarse aún semiderruidos entre la maleza los muros de la antigua mezquita de Inox.
La matanza y expulsión de los moriscos fueron un duro golpe que sumió a la provincia en lo que sería la época más oscura de la historia de Almería, el siglo XVII. En efecto, se marcharon los que habían enseñado a los cristianos el cultivo del moral, el tejido de la seda, las técnicas de regadío y la carpintería. Quedó la provincia desierta de Níjar a Mojácar y la población de la capital se redujo a 7000 habitantes. Los intentos de repoblación cristiana fueron inútiles y los terremotos y los ataques piratas berberiscos e ingleses mantuvieron a la provincia ensombrecida durante los siguientes 100 años.

#### SiglosXVIIyXVIII
Los siglos XVII y XVIII son quizá los más desconocidos de la historia almeriense.
El siglo XVII se inicia con una despoblación galopante, a la que hay que sumar terremotos, sequías y una costa bajo constante amenaza pirata, como en el asalto a Adra de 1620. La repoblación cristiana, proveniente sobre todo de Levante (60 %: un 50 % de murcianos y un 10 % de valencianos), Jaén (20 %), Castilla-La Mancha y Aragón (el restante porcentaje) es insuficiente y no logra repuntar la demografía de la ciudad ni de la provincia. Las malas comunicaciones y el aislamiento siguen siendo los mismos de siglos.
A pesar de todo ello, la actividad minera es impulsada con las explotaciones de hierro en los Filabres, plomo en Gádor y mármol de Macael. La contrapartida son las consiguientes talas masivas en las sierras de Gádor y Almagrera, que iría agravándose durante los siglos siguientes y contribuiría de manera importante a deforestación que sufre hoy todo el territorio (a esto se deben las talas y la sequedad atávica de la provincia, y no a la necesidad de madera para construir la Armada Invencible, como se suele contar en Almería).
Este aislamiento y las penosas condiciones contrastan no obstante con una actividad cultural y etnológica que nace para ir desarrollándose poco a poco durante este siglo y el siguiente, el XVIII.
En 1640 se edita el primer libro en Almería, a instancias del obispo José de la Cerda, lo que lentamente va abriendo el camino a nuevas iniciativas que vendrán con los ecos de la Ilustración. En el siglo XVIII, los gobernantes de la ciudad comienzan a preocuparse de recabar información veraz sobre demografía, trabajo y emigración y se crean agrupaciones culturales y sociales como la Sociedad Económica de Amigos del País de Vera.
En lo artístico cabe destacar la construcción en este siglo de dos templos de gran importancia en la provincia, la iglesia de la Encarnación en Vélez-Rubio y el Santuario del Saliente en Albox, a lo que se deberán sumar las numerosas imágenes religiosas del murciano Francisco Salzillo que hoy día se veneran en Semana Santa. En efecto, el norte de la provincia goza quizá de mejor condición que el resto, debido a la exitosa repoblación y urbanización llevada a cabo por el marqués de Los Vélez.

### Edad Contemporánea

#### Guerra de la Independencia
Las tropas napoleónicas, comandadas por Goudinot, llegaron a la actual provincia de Almería el día 15 de marzo de 1810, a pesar de la resistencia opuesta por los guerrilleros Mena, Villalobos y Aróstegui. En la zona del Almanzora no se produjeron conflictos, aunque sí se ejercía una fuerte presión recaudatoria de parte del gobernador Peyremont. Durante los dos años de dominio francés, el ejército solía ausentarse para apoyar a otros destacamentos en la zona norte de la provincia, cerca de la actual frontera con la región de Murcia. Tanto fue así que, tan sólo dos días después de la toma de la capital, partieron a Granada a felicitar al recién proclamado José I Bonaparte. Esta ocasión fue aprovechada por el bandolero Aróstegui Chavarría para recuperar la ciudad, aunque se estableció un sistema de pillaje hasta la llegada de tropas españolas por parte de Antonio de Ossorio. Este efímero dominio español duró hasta el 29 de abril, cuando el ejército galo, ahora comandado por Louis Liger-Belair, volvió a la zona. También se produjeron varios ataques por parte de las tropas del general Blake hasta que, en octubre de 1812, tras la batalla de los Arapiles, las tropas invasoras abandonaron el sur peninsular.

#### Reinado de Fernando VII
El retorno de Fernando VII a España en mayo de 1814 fue festejado por la población almeriense con trece días de celebración, a pesar de la amenaza de volver a aplicar el absolutismo y su negativa a acatar la Constitución de Cádiz.
Durante la década de 1820 empiezan a surgir las ideas de la formación de una provincia oriental granadina, como se le denominó originalmente durante gran parte de los debates. En el contexto del auge de la minería, que provocó la llegada de una nueva burguesía, el concepto de la creación de una provincia segregada del antiguo Reino de Granada, a semejanza de la recientemente creada provincia de Málaga, fue tomando forma, si bien fue un camino tortuoso y lleno de trabas. En primera instancia, surgió el debate para decidir cual de las demarcaciones municipales debería cargar con la responsabilidad de la capitalidad, pues la idea primigenia fue la de dibujar un nuevo territorio con capitalidad en Baza por su relevancia agropecuaria. A los diferentes ayuntamientos candidatos a formar parte de esta nueva demarcación se les fue solicitando opinión sobre este tema, estando las localidades más septentrionales inclinadas por esta primera opción, pero el asunto fue zanjado por las Cortes del Trienio Liberal, que se decidieron por la pujanza de una localidad portuaria. Fue el día 27 de enero de 1822 cuando las Cortes aprobaron por decreto la creación de la provincia, con el mismo territorio con el que se le conoce hoy en día a excepción del municipio de Adra, pero con las revueltas del año siguiente volvió a ser parte del antiguo reino de Granada. Hay que destacar que la primera subdivisión era de nueve partidos judiciales (ocho en la actualidad) que agrupaban 114 municipios (103 a día de hoy).
En estas circunstancias, en 1824, un grupo de soldados provenientes de Gibraltar, ataviados con chaquetas rojas que les dieron el sobrenombre de los Coloraos, arribaron la madrugada del 14 de agosto de 1824 al puerto de Almería, con la intención de reinstaurar la fallida constitución. Su frustrada hazaña es hoy conmemorada por el Monumento a los Mártires de la Libertad. Estaban estos relacionados con una sociedad secreta, la Santa Hermandad, de inspiración comunera. Al fracasar en su intento, veintidós de ellos fueron fusilados por los absolutistas en la Rambla de Belén a la altura de la calle Granada.

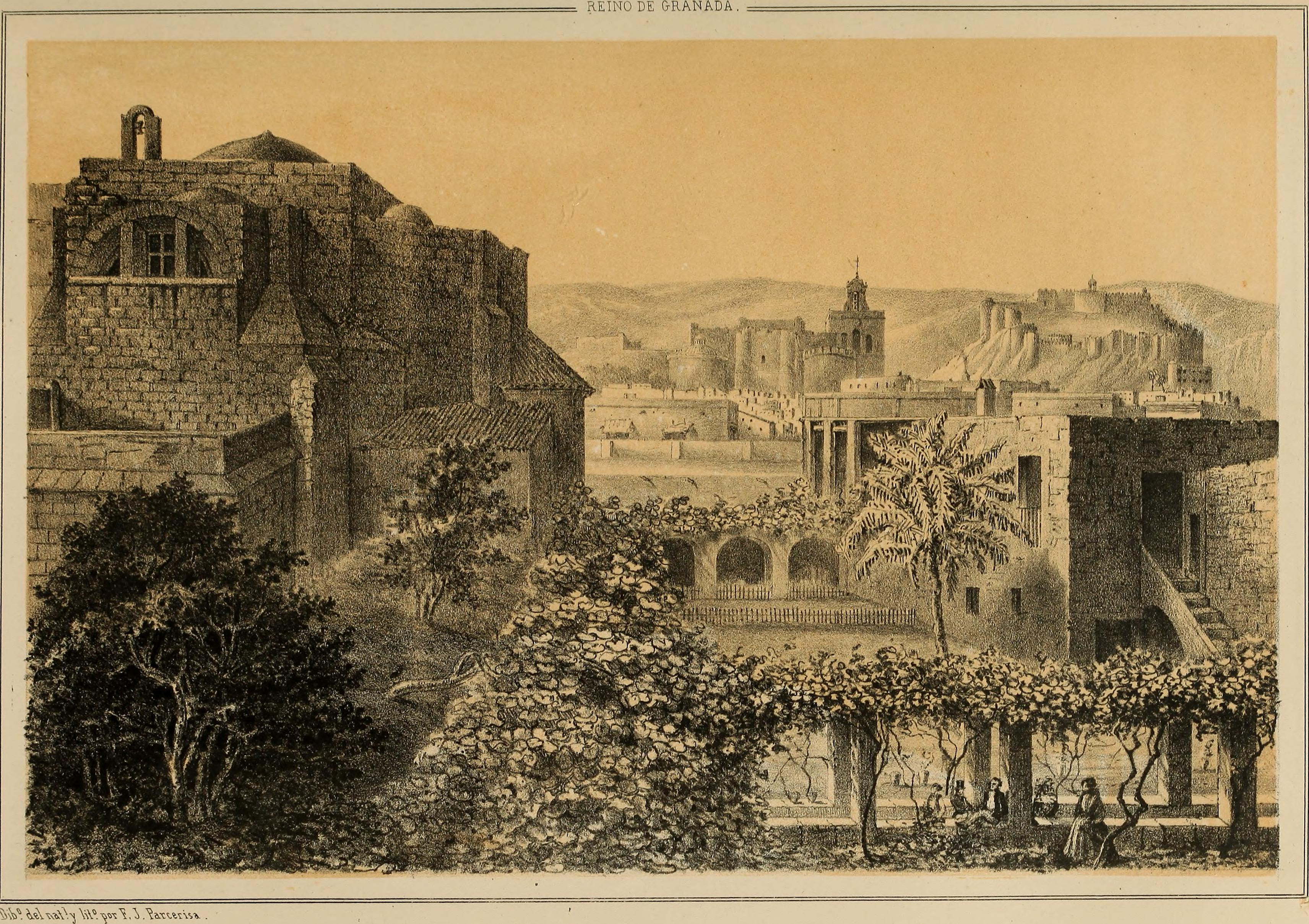
Vista de Almería en Recuerdos y bellezas de España (1850)

El Real Decreto de 30 de noviembre de 1833 creó la provincia de Almería, que se formó agrupando localidades del Reino de Granada. Así la provincia de Almería formaba parte del territorio de la Audiencia, Capitanía general y Arzobispado de Granada
siendo también el distrito universitario el de Granada. Uno de los principales artífices de este logro fue el conde de Ofalia, desterrado a Almería. Actualmente la provincia está compuesta por los municipios que pueden verse en el anexo Municipios de la provincia de Almería. Respecto al ámbito marítimo, Almería dependía del Departamento de Cádiz hasta el Cabo de Gata, y desde este hacia el Levante su mar pertenecía al Departamento de Cartagena.
Desde el punto de vista económico, es el siglo de plata de la minería en la provincia, con los yacimientos de plomo, plata y oro, en la sierra de los Filabres, sierra Almagrera y Rodalquilar, entre otros lugares; minería enormemente productiva en otro tiempo que ha dejado insólitos parajes como las instalaciones turísticas y los poblados mineros de Las Menas y Rodalquilar, en permanente rehabilitación como servicios turísticos y culturales, o casas palaciegas como el Palacio de Almanzora. Testigo mudo de esta época pasada es la máquina de vapor encontrada en 2002 en el barranco del Chaparral, en Los Lobos (Sierra Almagrera), que data de 1873 y es considerada BIC y la más antigua máquina de vapor dedicada a la minería de España. La necesidad de una fuente de energía provocó la deforestación de las sierras aledañas, que aún hoy sigue patente y que se ha intentado paliar, con escaso éxito, a través de reforestaciones. Las encinas, pinos, quejigos, alcornoques y madroños que poblaban aproximadamente el 20% de la superficie provincia fueron taladas para alimentar la maquinaria minera, arrastrado por la revolución industrial que brillaba por todo el continente. Una vez llegada la década de 1860 apenas queda combustible en las laderas de la provincia, por lo que se ha de empezar a importar carbón desde el Reino Unido, provocando una subida de precios y por tanto una bajada de la competitividad dejando así herida de gravedad a esta industria. La alternativa a la minería fue la explotación del esparto, que se exportaba al norte de Europa para su industria papelera y que ahondó más en la herida de la deforestación, dejando sin cubierta vegetal a más de 1 000 km² de terreno.

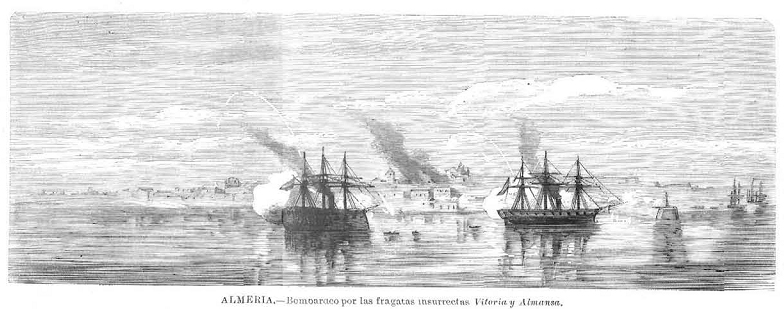
Bombardeo de Almería por las fragatas insurrectas Vitoria y Almansa durante la revolución cantonal (1873)

La fisonomía de la ciudad sufrirá un cambio drástico en lo que se ha venido a llamar la evolución de ciudad conventual a ciudad burguesa. En efecto, Almería se derrama fuera de sus murallas, que terminan siendo derruidas casi completamente en 1855. Se urbanizan los amplios perímetros monásticos (huertas, campos), recién desamortizados, dando lugar a plazas como la de San Francisco (actual de San Pedro), se dota a la ciudad de un sistema de alcantarillado y agua potable, y se trazan nuevas calles. Se abre la nueva Puerta de Purchena, es encauzada la Rambla de Belén y el eje de la ciudad se desplaza de la calle Real al novísimo bulevar, de clara inspiración francesa, que tantos otros nombres recibiría antes de convertirse en el actual paseo de Almería.
En la década de 1860 la provincia de Almería tenía 103 distritos municipales en los que vivían 315.450 habitantes y la capital contaba con 30.365. La ciudad de Almería carecía de carreteras importantes y ferrocarril, que no llegaría hasta finales de siglo, y la provincia se encontraba aislada junto a gran parte del sureste peninsular. Solo el puerto conectaba con los de Málaga, Motril y Cartagena. El político andaluz Francisco María Tubino recoge en su Crónica del viaje de SSMM y AARR a las provincias andaluzas en 1862 así la situación almeriense:

“Almería no ha sido auxiliada, ha estado y aún está casi
incomunicada con el resto de la Península. Almería vive sola, rodeada de playas o montañas.”
Francisco María Tubino

#### La Gloriosa
El 28 de septiembre de 1868, mientras las tropas isabelinas y las revolucionarias se enfrentaban en la Batalla de Alcolea, llegaba al puerto de Almería llegaba el vapor de guerra "Vigilante" que transportaba al Brigadier Carlos Palanca, que tomaría el mando militar de la provincia. El vapor a su llegada lanzó cañonazos con el fin de animar al pueblo a secundar el alzamiento de Cádiz. Junto al pueblo que se había amontonado en el puerto, rápidamente carabineros, Guardía Rural y Guardía Civil se unieron a ellos y se invitó al isabelino Manuel de Moreta y González (gobernador militar de las provincias de Málaga y Almería) y al comandante de marina Santiago Soroa y Sant Marty a ello.
Esa misma noche se formó la Junta Revolucionaria con la presidencia interina del progresista, que eran mayoría, Ramón Orozco Gerez. Entre el resto de la Junta estaban Francisco Arias de Reina, Pantaleón Martín Aguado, Rafael Carrillo, Gaspar Molina Capel, Gerónimo Abad Sánchez, Fermín Peralta, Mariano Álvarez, Raimundo María Gil, Felipe Vilches, Francisco Campello y Pedro Cuéllar entre otros.
Al día siguiente, se formó la Junta definitiva en la que fueron elegidos el mismo presidente, el unionista Felipe Vilches y Gómez vicepresidente; y como secretarios el demócrata Francisco Arias de Reina y Raimundo María Gil, progresista.
Entre las primeras decisiones de la Junta se acordó liberar a los encarcelados por causas leves, la supresión de la contribución de consumos y a inicios de octubre se bajó el importe de la sal y el tabaco. Se eliminó el 5% del impuesto a sociedades mineras y dirigir una comunicación al comandante de marina para que éste permitiese pescar en costas almerienses. Se derogó los artículos de la Ley Moyano relativos a la intervención de la Iglesia en la enseñanza. Se acordó autorizar el poder trabajar cualquier día del año y se resolvió dejar sin efectos la Ley de Municipios de 8 de enero de 1845 y se restableció la Ley de 3 de febrero de 1823, dictada durante el Trienio Liberal.
El 6 de octubre, se publicaba en el Boletín Oficial de la provincia el manifiesto de la Junta Provisional de Gobierno. En él se declaró consagrados una serie de derechos inalienables de la personalidad: la inviolabilidad de la vida, del domicilio y la correspondencia, la seguridad individual garantizada por el habeas corpus, la libre manifestación individual o colectiva de las opiniones religiosas, la emisión libre del pensamiento tanto oral como escrita, la libertad de enseñanza, la libertad industrial de crédito y de tráfico. También proclamaba y pedía: libertad de reunión y de asociación pacífica, elecciones sin intervención del gobierno, sufragio universal, un pueblo armado para su legítima defensa, unidad de legislación y de fuero, justicia criminal gratuita, jurado para toda clase de delitos, inamovilidad de la Magistratura, autonomía política y administrativa del municipio y la provincia y una ley fundamental que organizará los poderes públicos sobre la base de la soberanía nacional.
Entre las medidas sociales y económicas se solicitó la organización del Ejército por el sistema
de alistamiento, instrucción primaria universal y gratuita, escuelas profesionales, un nuevo sistema penal penitenciario e impuesto directo aboliendo por tanto el de la contribución de consumos.
El 12 de diciembre de 1868 se dio a conocer a los almerienses que entre el 15 y el 18 de enero de 1869 se celebrarían las elecciones a Cortes Constituyentes, primeras mediante sufragio universal masculino para elegir a los representantes de la Nación. En las elecciones a Cortes Constituyentes en la provincia de Almería los monárquicos vencieron con un amplio margen. Los republicanos consiguieron la totalidad de las mesas en los pueblos de Bayarque, Bentarique y Somontín, obteniendo la mayoría en la composición de las mesas en Canjáyar, Darrícal, Fondón y Lúcar. La alianza gubernamental de unionistas, progresistas y demócratas monárquicos consiguió en la provincia de Almería los 7 diputados en disputa.

#### Primera República
La primera parada del segundo viaje marítimo de la rebelión cantonal fue Almería, donde se produjo un bombardeo y fallido desembarco.

#### Restauración borbónica
Marzo de 1912 fue un mes convulso en la sociedad de la provincia de Almería. El descontento de los obreros del carbón de Escocia e Inglaterra llevó a una huelga a principios del mismo año, lo que provocó una caída en picado de la demanda del mineral de hierro que salía de los puertos de la provincia. Por consiguiente, la reducción en el tráfico ferroviario que transportaba este mineral para su exportación llevó casi al cierre de la Compañía de los Caminos de Hierro del Sur de España, llevó a su vez a la huelga a los trabajadores de dicha empresa, que dejaron sin actividad ferroviaria a la provincia durante 16 días.

#### Segunda República españolayguerra civil española
La provincia acogió con ilusión y esperanza la llegada de la Segunda República, sumida en una crisis social y económica desde hacía unos años debido al declive en los negocios de la uva y la minería, lastrados por los efectos de la Gran Depresión, habiendo países que cerraron sus fronteras a los buscadores de trabajo extranjeros y evitando así que los almerienses de la época huyeran a otros lugares más prósperos. Sin embargo, este nuevo panorama político no fue menos tumultuoso que en el resto de España. La huelga de los mineros de Serón de principios de 1933, y de campesinos del Andarax en verano de 1934 son buena prueba de ello.
Al encontrarse alejada de la línea del frente, los efectos de la guerra civil española no provocaron tantos daños como en otras áreas del país, permaneciendo la totalidad de la provincia en el bando republicano hasta el último día de la guerra, literalmente. Por tanto, los efectos del conflicto armado fueron principalmente la represión por parte de la República de sus supuestos enemigos y ocasionales ataques por mar o aire de parte del bando sublevado.

#### Durante elFranquismo
El día 9 de mayo de 1943, Almería recibe por primera vez al Generalísimo, que preside la entrega de viviendas sociales a sus beneficiarios, y donde también pronuncia su discurso Paz, en el que intenta distanciarse de las potencias del Eje, frente a unos 63 000 espectadores:

“Hemos llegado a lo que suele llamarse un punto muerto en la lucha:
ninguno de los beligerantes tiene fuerza para destruir al otro”.
Francisco Franco

Este discurso resultó suficientemente relevante al Caudillo como para mandar traducirlo al inglés y publicarlo, algo que Berlín no vio con buenos ojos, al ser tomado por los Aliados como la aceptación de la derrota del Eje.

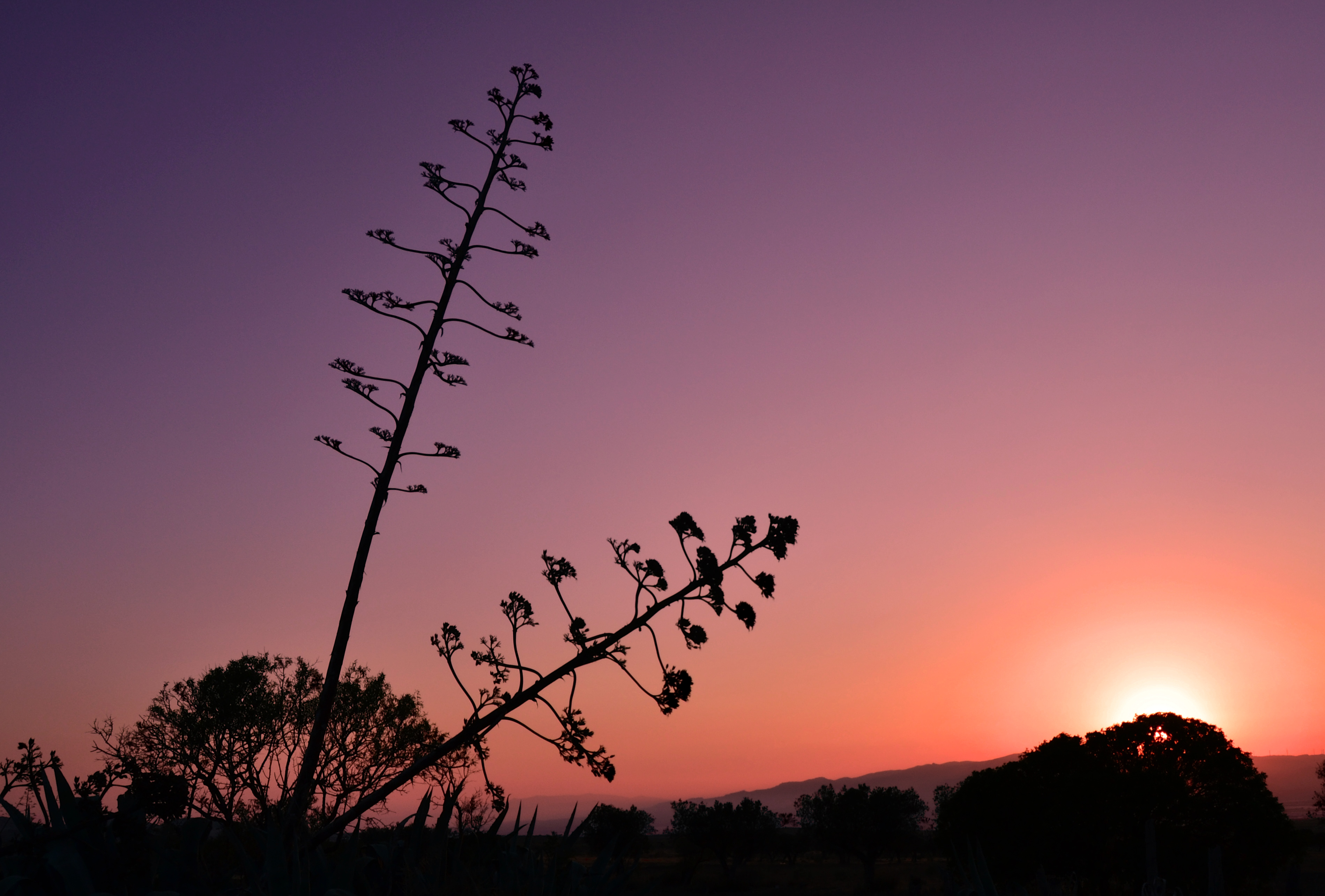
Las pitas llegaron a la provincia durante los años 1950

Durante los años 1950 llegaron a la provincia sus árboles más característicos. Aunque ya se conocían con anterioridad, siempre fueron un cultivo minoritario, pero por mediación del Ministerio de Agricultura, se reparten por el litoral sur de la provincia unos tres millones de Agave americana, Agave fourcroydes y Agave sisalana, las conocidas pitas. La intención era la de establecer una industria cordelera, pero el proyecto fracasó a los pocos años y fue abandonado.
En enero de 1966 pudo producirse el, potencialmente, incidente más catastrófico de la historia de la provincia. Un accidente aéreo entre dos aviones estadounidenses en vuelo hizo caer las cuatro bombas termonucleares que portaba uno de ellos. Aunque ninguna de ellas hizo explosión, su rotura esparció 9 kilogramos de polvo de plutonio por los alrededores de la pedanía de Palomares. Aunque parte del terreno contaminado fue limpiado, la mayoría del material radiactivo sigue depositado en el mismo lugar.

#### Transición y democracia
Al intentar proclamar la comunidad autónoma de Andalucía, la mayoría de la provincia de Almería se opuso a su formación. Se optó por reformar ad-hoc una Ley Orgánica para dejar sin efecto un precepto de una Ley de rango superior, la Constitución Española. Tras largas negociaciones entre todos los partidos políticos y el Gobierno finalmente se reforma la Ley Orgánica 2/1980, de 18 de enero, sobre Regulación de las Distintas Modalidades de Referéndum. Se le da una nueva redacción a su artículo 8, de tal forma que el referéndum se considera ratificado en todas sus provincias si la mitad más uno de los electores de la futura comunidad autónoma en su conjunto votaron afirmativamente:

Celebrado el referéndum, si no llegase a obtenerse la ratificación por el voto afirmativo de la mayoría absoluta de los electores de cada provincia, no podrá reiterarse la iniciativa hasta transcurridos cinco años.

Esto no obstante, la iniciativa autonómica prevista en el artículo ciento cincuenta y uno se entenderá ratificada en las provincias en las que se hubiere obtenido la mayoría de votos afirmativos previstos en el párrafo anterior, siempre y cuando los votos afirmativos hayan alcanzado la mayoría absoluta del censo de electores en el conjunto del ámbito territorial que pretenda acceder al autogobierno.

Previa solicitud de la mayoría de los Diputados y Senadores de la provincia o provincias en las que no se hubiera obtenido la ratificación de la iniciativa, las Cortes Generales, mediante Ley Orgánica, podrán sustituir la iniciativa autonómica prevista en el artículo ciento cincuenta y uno siempre que concurran los requisitos previstos en el párrafo anterior.
Ley Orgánica 12/1980, de 16 de diciembre, de modificación del párrafo cuarto del artículo octavo de la Ley Orgánica reguladora de las distintas modalidades de referéndum.

Para que los dos últimos párrafos pudieran entrar en vigor de forma retroactiva, la disposición transitoria de la ley modificadora establece esa eficacia, con el siguiente texto: "Lo dispuesto en la presente Ley será de aplicación a los referéndum de ratificación de la iniciativa autonómica celebrados con anterioridad a su entrada en vigor y desde la vigencia de la Constitución.".
En septiembre de 1988 llega por primera vez la mano de ETA a la provincia, con un artefacto explosivo que se halló en los servicios de un hotel en Enix, previo anuncio a través de un medio de comunicación vasco. La bomba fue localizada y desarmada antes de que hiciera explosión, evitando cualquier daño.
Entre los años 1992 y 1996 se produce en la provincia un gran avance en cuanto a las comunicaciones por tierra, recibiendo la llegada de la Autovía del Mediterráneo, agilizando el transporte con toda la costa mediterránea peninsular. La autovía A-92, cuyo nombre deriva de que estaba prevista su finalización hacia 1992 y que daría un impulso similar a las comunicaciones de la provincia con el interior peninsular, no llegó sino hasta 2003, teniendo que ser poco después cerrada para su reparación debido a deficiencias en su diseño y construcción.
Con la llegada del nuevo milenio, la provincia de Almería se encontró con un desafío desconocido en el lugar, que fue la organización de unos Juegos Mediterráneos, que fueron programados para el año 2005. Nunca antes se había organizado, y desde entonces no se ha organizado ningún otro evento de cualquier índole con la misma repercusión internacional, deportiva y económica en la provincia. A pesar de que solamente una pocas localidades acogieran directamente pruebas del evento, recibiendo la mayor parte de las inversiones, el logro fue extendido a todo el territorio, que se benefició de la repercusión que tuvo el encuentro y que motivó la construcción de grandes escenarios deportivos de alta categoría y la inversión en una oferta hotelera que se empezaba a encontrar desfasada.
En diciembre de 2004 vuelve la sombra del terrorismo de ETA, cuando se halla un maletín con un artefacto explosivo en un parque público de la capital que, afortunadamente, pudo ser desactivado.

## Geografía humana

### Organización territorial

Partidos judiciales de Almería

En la organización territorial de la provincia se distingue el nivel comarcal, el municipal y las entidades locales y singulares.
No existe una regionalización oficial en Almería con carácter administrativo. En las distintas políticas sectoriales se ha realizado una comarcalización ad hoc. De esta forma, existen unas comarcas judiciales (partidos judiciales), turísticas, agrícolas, sanitarias, entre otras, utilizadas para la planificación y ordenación de los equipamientos públicos. Entre ellas, la de mayor tradición histórica es la comarcalización judicial, que divide la provincia en ocho partidos judiciales, cuyas cabezas son: Almería, Berja, Huércal-Overa, El Ejido, Purchena, Roquetas de Mar, Vélez-Rubio y Vera, creados tras la Ley 38/1988, de 28 de diciembre. Cuando en 1834 se crearon los partidos judiciales la división era diferente y entonces había 10 partidos judiciales: Almería, Berja, Canjáyar, Cuevas del Almanzora, Gérgal, Huércal-Overa, Purchena, Sorbas, Vélez-Rubio y Vera. Todavía están representados en el escudo provincial.
En cuanto al nivel local, la provincia se divide en 103 municipios, organizados políticamente en torno al ayuntamiento. Los municipios pueden estar compuestos por varias entidades de población. Estos núcleos pueden instituirse como Entidad de Ámbito Territorial Inferior al Municipio (EATIM). Fuente Victoria (en Fondón) está constituido como EATIM y se organiza en torno a una junta vecinal.

#### Comarcas

Mapa de las distintas comarcas que componen la provincia de Almería

Las comarcas no tienen definidas ninguna competencia administrativa, a menos que se trate de la organización supramunicipal de algunos servicios básicos a la manera de mancomunidades (considerando no obstante que los límites de las mancomunidades no tienen por qué coincidir con las de las comarcas). A expensas de otras comarcalizaciones o límites comarcales, y teniendo en cuenta la no oficialidad de estas hasta que se desarrolle una legislación sobre sus competencias, la comarcalización mostrada sigue el catálogo elaborado por la Consejería de Turismo y Deporte de la Junta de Andalucía, según el cual la comarca es "un espacio geográfico con unas características naturales homogéneas, donde se producen unas relaciones sociales de inmediatez y cercanía, y que presentan unas características naturales, económicas y sociales comunes y unos mismos intereses". De acuerdo con el catálogo elaborado por la Consejería de Turismo y Deporte de la Junta de Andalucía (27 de marzo de 2003), en la provincia de Almería existen siete comarcas: Valle del Almanzora, Comarca Metropolitana de Almería, Alpujarra Almeriense, Los Filabres-Tabernas, Levante Almeriense, Poniente Almeriense y la Comarca de Los Vélez.

### Mancomunidades de municipios
Los municipios tienen el derecho a asociarse con otros en Mancomunidades para la ejecución en común de obras y servicios que son de su competencia. Las Mancomunidades tienen personalidad y capacidad jurídicas para el cumplimiento de sus fines específicos y se rigen por sus Estatutos propios.  La provincia de Almería dispone de 8 mancomunidades de municipios:
- Mancomunidad de la Comarca del Mármol "Blanco Macael": 
  - Chercos
  - Laroya
  - Líjar
  - Macael
  - Purchena

- Mancomunidad de Municipios de Los Vélez: 
  - Chirivel
  - María
  - Vélez-Blanco
  - Vélez-Rubio

- Mancomunidad de Municipios del Bajo Andarax: 
  - Benahadux
  - Gádor
  - Huércal de Almería
  - Pechina
  - Rioja
  - Santa Fe de Mondújar
  - Viator

- Mancomunidad de Municipios del Levante Almeriense: 
  - Antas
  - Bédar
  - Carboneras
  - Cuevas del Almanzora
  - Gallardos, Los
  - Garrucha
  - Huércal-Overa
  - Lubrín
  - Mojácar
  - Pulpí
  - Sorbas
  - Taberno
  - Turre
  - Vera

- Mancomunidad de Municipios del Valle del Almanzora: 
  - Albanchez
  - Alcóntar
  - Armuña de Almanzora
  - Bacares
  - Bayarque
  - Cantoria
  - Chercos
  - Cóbdar
  - Fines
  - Laroya
  - Líjar
  - Lúcar
  - Macael
  - Olula del Río
  - Oria
  - Serón
  - Sierro
  - Somontín
  - Suflí
  - Tíjola
  - Urrácal
  - Zurgena

- Mancomunidad de Municipios para el Desarrollo de los Pueblos del Interior: 
  - Alcudia de Monteagud
  - Benitagla
  - Benizalón
  - Castro de Filabres
  - Lucainena de las Torres
  - Senés
  - Tahal
  - Turrillas
  - Uleila del Campo
  - Velefique

- Mancomunidad de Municipios "Río Nacimiento": 
  - Abla
  - Abrucena
  - Fiñana
  - Gérgal
  - Nacimiento
  - Olula de Castro
  - Tres Villas, Las

- Mancomunidad del Medio-Alto Andarax y Bajo Nacimiento:
  - Alhabia
  - Bentarique
  - Huécija

### Demografía

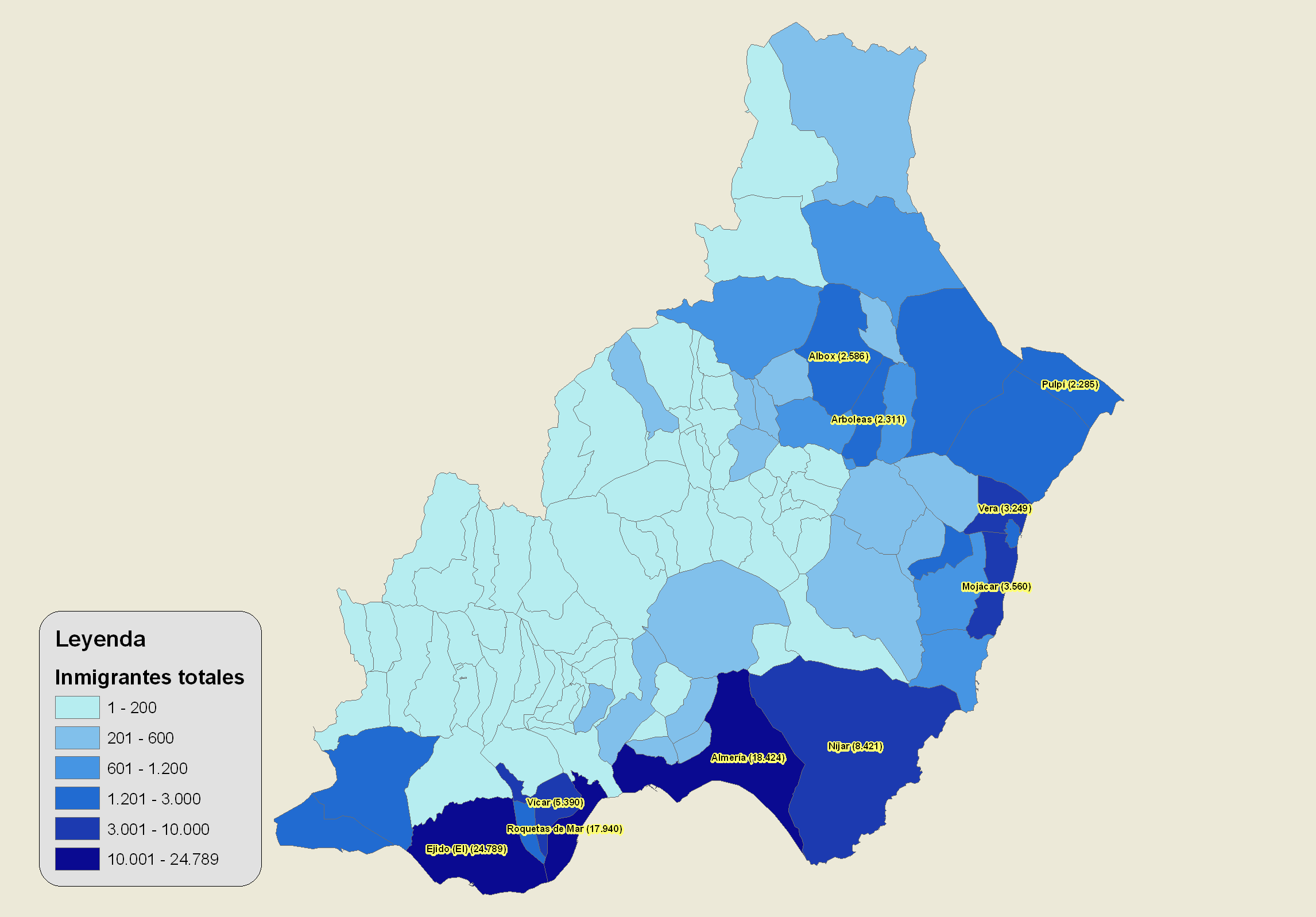
Mapa municipal de inmigrantes en la Provincia de Almería en 2007

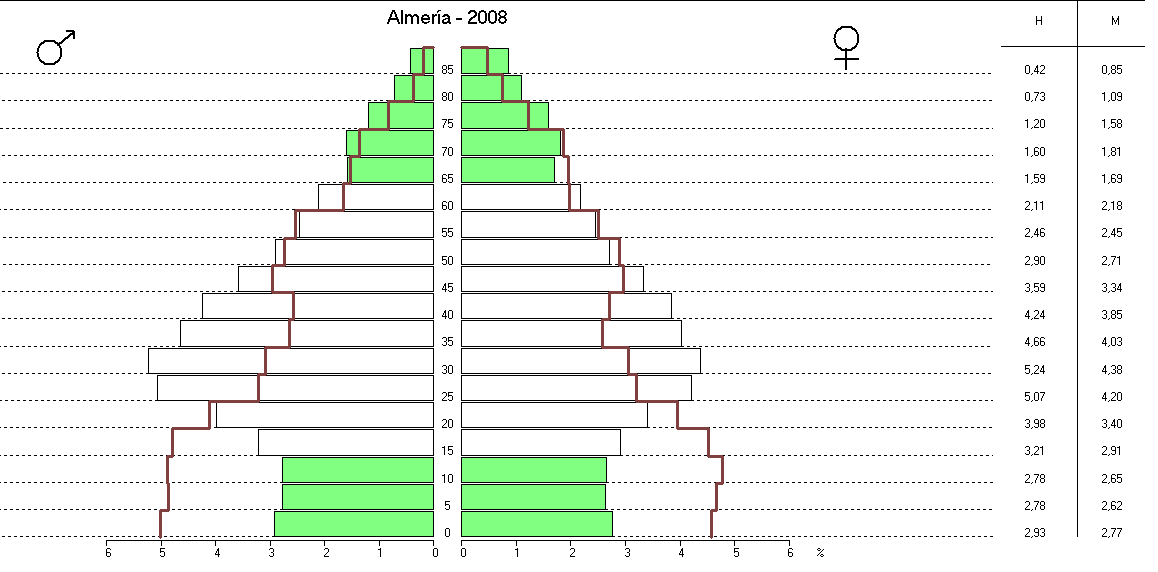
Pirámide de población de la provincia de Almería en el año 2008, comparada con 1981 (en rojo)

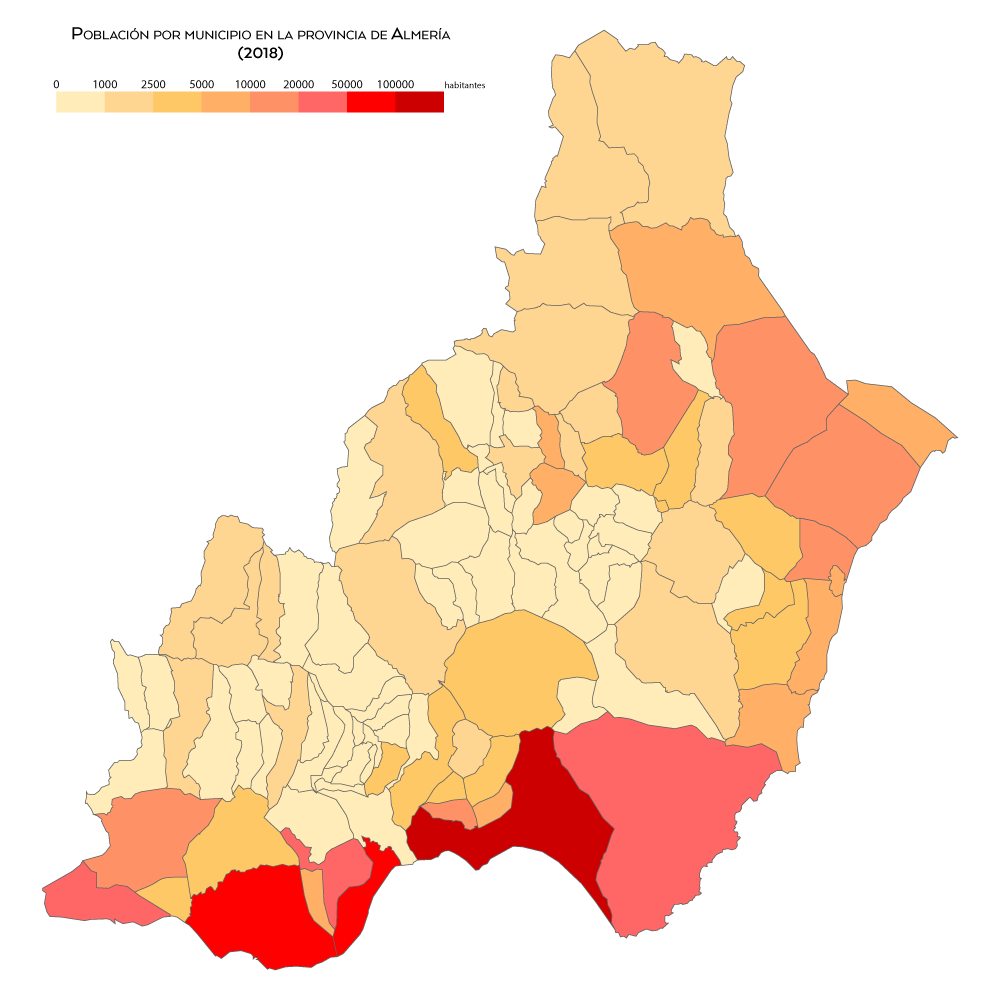
Mapa municipal de población en la provincia de Almería año 2018
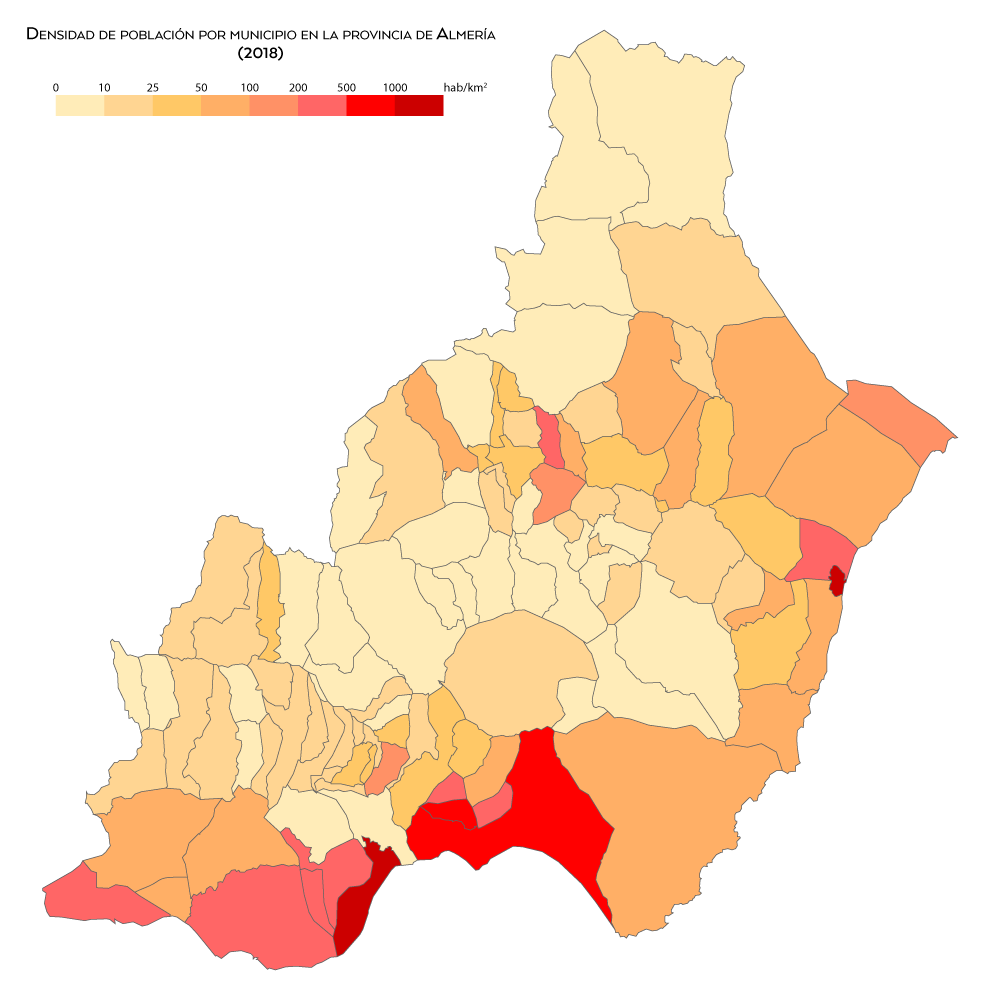
Mapa de densidad de población por municipios de la provincia de Almería
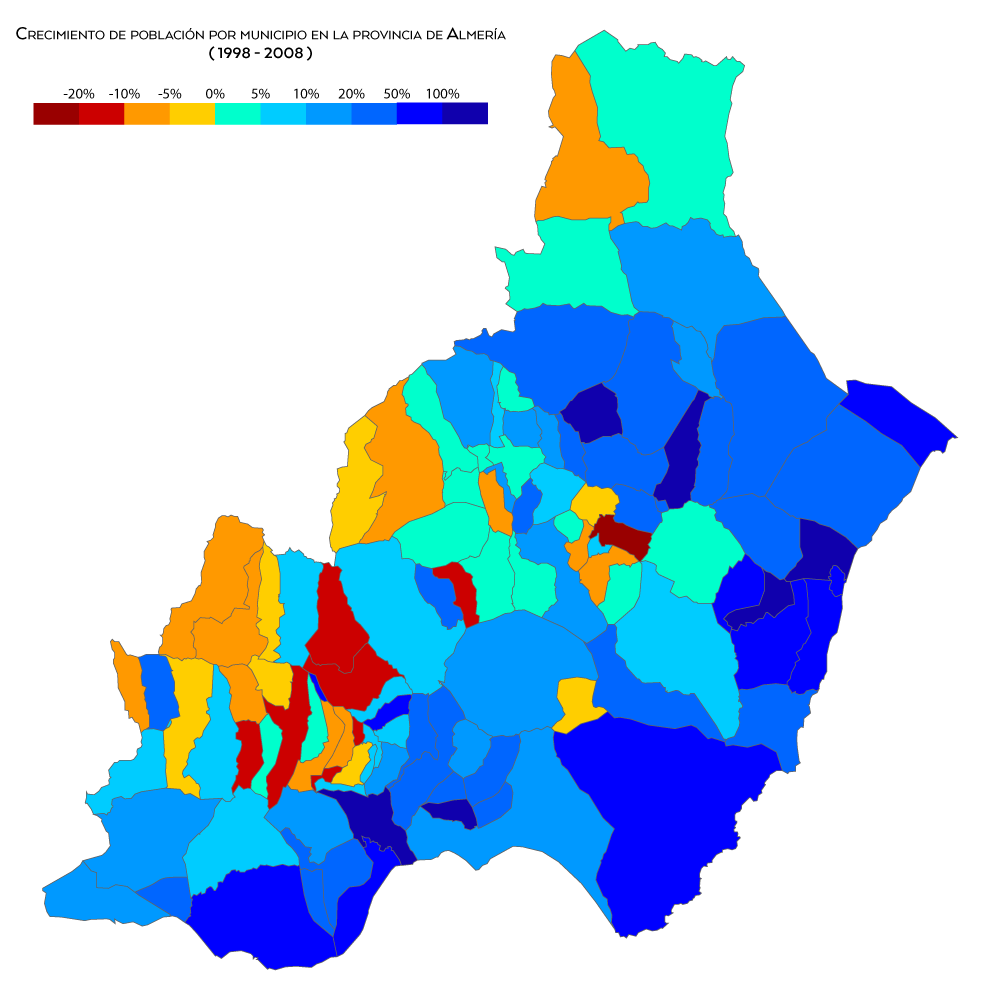
Crecimiento de la población por municipio entre 1998 y 2008
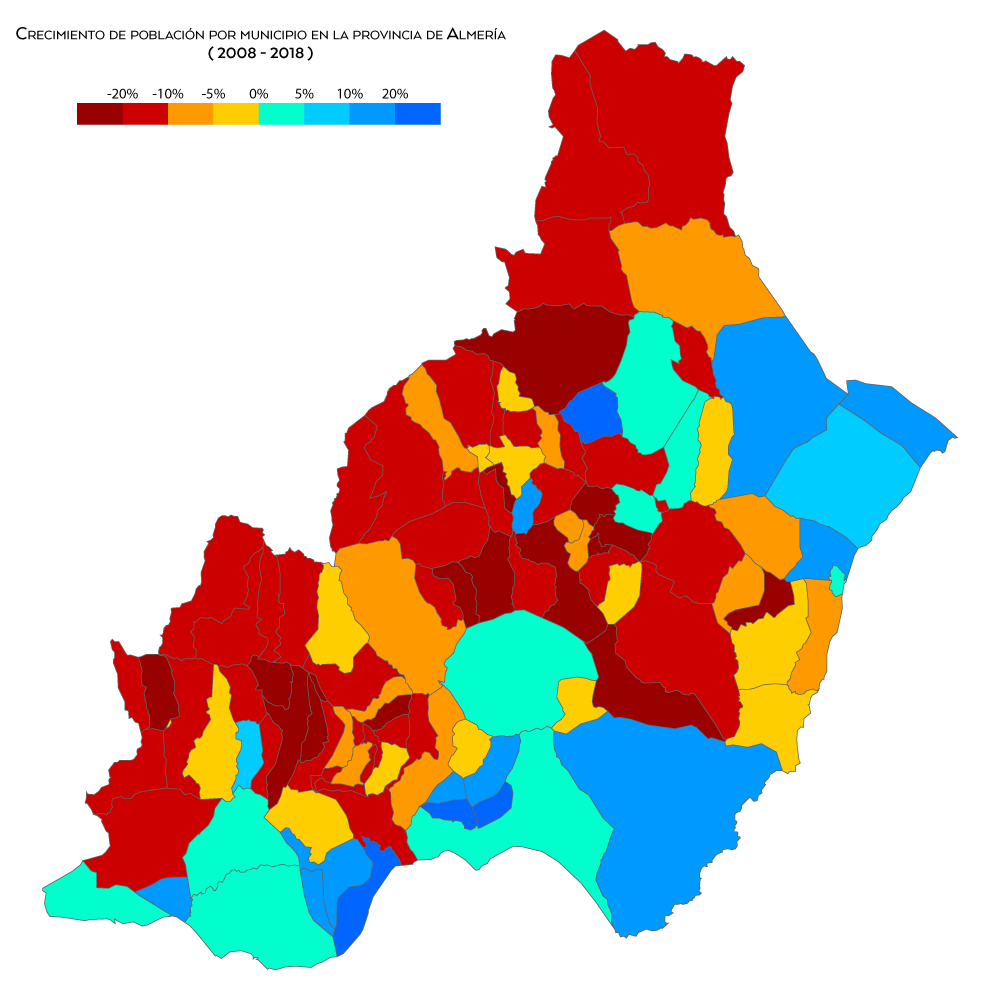
Crecimiento de la población por municipio entre 2008 y 2018
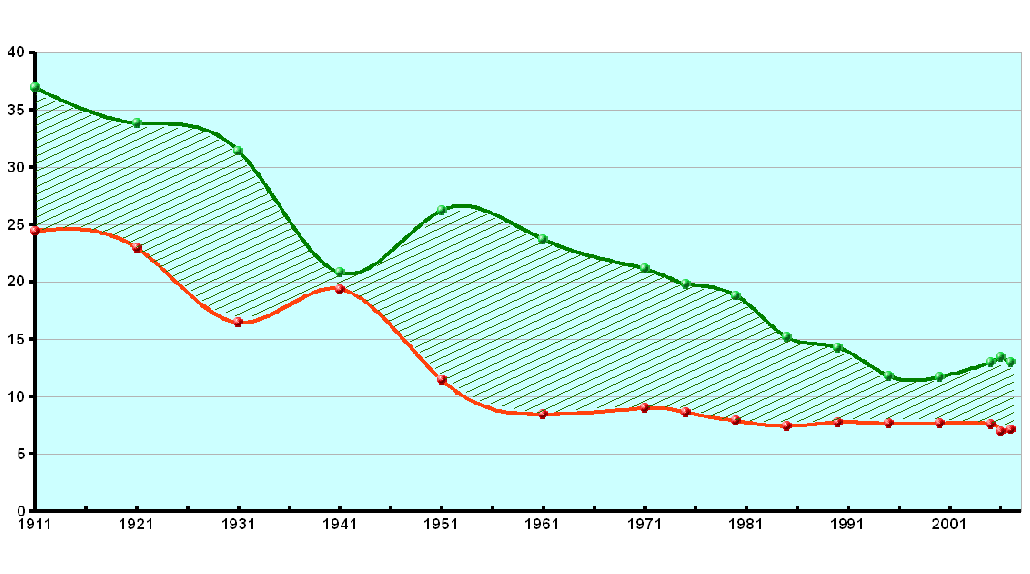
Evolución del crecimiento vegetativo (natalidad - mortalidad) en ‰ en la provincia de Almería.

La provincia Almería según su población ocupa el 6.º lugar entre las 8 provincias de Andalucía más pobladas aportando el 8,24 % de peso sobre el total de la comunidad autónoma, aunque en cuanto a densidad ocupa el 4.º lugar con sus 83,10 hab/km², que contrastan con los 94,95 hab/km² de la comunidad autónoma andaluza y los 92'46 hab/km² de España. La mayor parte de esta población se concentra en la línea de costa, sobre todo en la Comarca metropolitana de Almería y el Poniente Almeriense y las zonas menos densamente pobladas se sitúan en el interior de la provincia (sobre todo en Los Filabres-Tabernas y La Alpujarra Almeriense).
La provincia tiene una extensión de 8774 km², con una población de 753 364 habitantes en 2023.
Evolución
| Gráfica de evolución demográfica de la provincia de Almería entre 1900 y 2021                                                                             |
| |
| Población de derecho (1900-1991) o población residente (2001) según los censos de población del INE. Población según el padrón municipal de 2021 del INE. |

Distribución
Los principales municipios de la provincia en cuanto a población en 2020 son: la capital, Almería, con 201 322 habitantes, Roquetas de Mar (98 433 hab.), El Ejido (83 758 hab.), Níjar (31 666 hab.), Vícar (26 899 hab.), Adra (25 412 hab.), Huércal-Overa (19 432 hab.), Huércal de Almería (17 917 hab.), Vera (16 996 hab.), Cuevas del Almanzora (14 455 hab.), Berja (12 563 hab.) y Albox (12 083 hab.). El municipio menos poblado es el de Benitagla, con tan solo 58 habitantes.
Dentro de los municipios citados, las localidades más pobladas son:
- En Almería, La Cañada de San Urbano;
- En El Ejido, Santa María del Águila (11 059 hab.), Las Norias de Daza (9603 habitantes), Balerma (4380 hab.), y Almerimar (6246 hab.);
- En Roquetas de Mar, las localidades de Aguadulce (14 636 hab.) y El Parador de las Hortichuelas (8193 hab.);
- En Níjar, Campohermoso (8337 hab.) San Isidro (6570 hab.), y San José, este último en época estival;
- En Vícar, las localidades de La Gangosa - Vistasol (9194 hab.), Las Cabañuelas (3847 hab.) y la Puebla de Vícar (4304 hab.).

Los principales núcleos de población se concentran en el sur y en el suroeste, especialmente en la comarca del Poniente Almeriense, tradicionalmente llamada Campo de Dalías. La provincia se organiza asimismo en otras comarcas tradicionales, además de la mencionada: Campo de Níjar, Bajo Andarax, Alpujarra, Desierto de Tabernas, Cabo de Gata, Valle del Almanzora y Marquesado de los Vélez, entre otras.

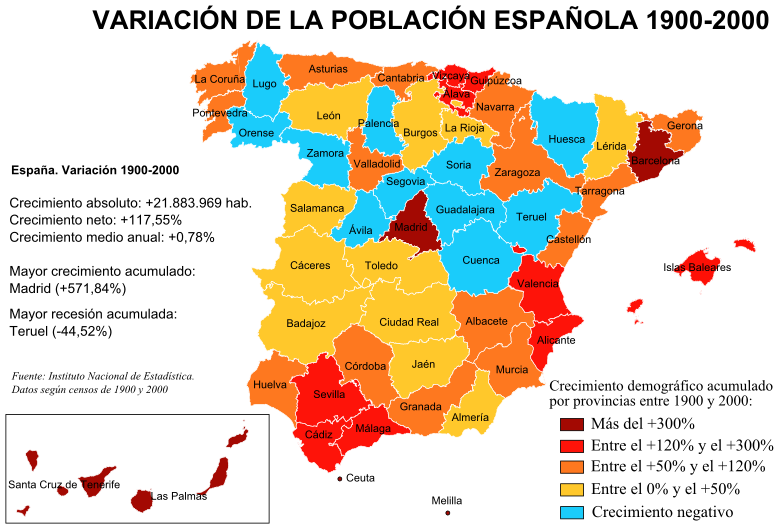
Variación de la población española entre 1900 y 2000

La provincia de Almería es la 32.ª de España en que existe un mayor porcentaje de habitantes concentrados en su capital (27,78 %, frente a 31,96 % del conjunto de España).
Migración
La provincia de Almería entre 1857 y 1981 había sido una provincia netamente emigrante, tanto a las zonas más industrializadas de España como de Europa. La provincia perdió casi la mitad de su peso relativo en la demografía nacional (pasado de representar el 2,04 % de la población española a tan solo el 1,07 %). Sin embargo, entre 1991 y el 2005 su población aumentó en un 31,49 %, siendo la tercera provincia de España que más creció en este periodo. Esta fuerte expansión demográfica ha seguido a un potente crecimiento económico paralelo que ha traído a la provincia a un alto contingente de inmigrantes: Almería era, según el censo INE 2005, la tercera provincia española con mayor porcentaje de extranjeros en su censo (un 15,20 %). Los colectivos foráneos más importantes eran, según este censo, el marroquí (29,87 % del total de extranjeros registrados), el rumano (el 11,63 %), el británico (el 10,59 %) y el ecuatoriano (el 9,45 %).
| Población Inmigrante en Almería                                                                     | Población Inmigrante en Almería | Población Inmigrante en Almería | Población Inmigrante en Almería | Población Inmigrante en Almería | Población Inmigrante en Almería | Población Inmigrante en Almería |
| País / Zona                                                                                         | Hombres                         | Mujeres                         | Total                           | % Extr.[1]                      | % And.[2]                       | % Pob.[3]                       |
| --------------------------------------------------------------------------------------------------- | ------------------------------- | ------------------------------- | ------------------------------- | ------------------------------- | ------------------------------- | ------------------------------- |
| Alemania                                                                                            | 1309                            | 1271                            | 2580                            | 1,98%                           | 10,71%                          | 0,39%                           |
| Bulgaria                                                                                            | 1782                            | 1439                            | 3221                            | 2,47%                           | 31,42%                          | 0,48%                           |
| Francia                                                                                             | 820                             | 878                             | 1698                            | 1,30%                           | 12,33%                          | 0,26%                           |
| Italia                                                                                              | 891                             | 598                             | 1489                            | 1,14%                           | 8,64%                           | 0,22%                           |
| Reino Unido                                                                                         | 9182                            | 8759                            | 17941                           | 13,78%                          | 18,04%                          | 2,70%                           |
| Rumanía                                                                                             | 13225                           | 11157                           | 24382                           | 18,73%                          | 30,82%                          | 3,67%                           |
| UE                                                                                                  | 30847                           | 27709                           | 58556                           | 44,99%                          | 19,04%                          | 8,80%                           |
| Rusia                                                                                               | 515                             | 2612                            | 3127                            | 2,40%                           | 36,04%                          | 0,47%                           |
| Ucrania                                                                                             | 565                             | 480                             | 1045                            | 0,80%                           | 10,02%                          | 0,16%                           |
| EUROPA NO UE                                                                                        | 1475                            | 3425                            | 4900                            | 3,76%                           | 17,54%                          | 0,74%                           |
| Marruecos                                                                                           | 24720                           | 10416                           | 35136                           | 27,00%                          | 37,90%                          | 5,28%                           |
| ÁFRICA                                                                                              | 33098                           | 12065                           | 45163                           | 34,70%                          | 37,54%                          | 6,79%                           |
| Argentina                                                                                           | 1948                            | 1990                            | 3938                            | 3,03%                           | 15,42%                          | 0,59%                           |
| Bolivia                                                                                             | 1060                            | 931                             | 1991                            | 1,53%                           | 9,02%                           | 0,30%                           |
| Colombia                                                                                            | 1306                            | 1514                            | 2820                            | 2,17%                           | 13,53%                          | 0,42%                           |
| Ecuador                                                                                             | 3624                            | 3207                            | 6831                            | 5,25%                           | 29,89%                          | 1,03%                           |
| Perú                                                                                                | 462                             | 373                             | 835                             | 0,64%                           | 18,42%                          | 0,13%                           |
| AMÉRICA                                                                                             | 9903                            | 9939                            | 19842                           | 15,25%                          | 14,04%                          | 2,98%                           |
| China                                                                                               | 394                             | 276                             | 670                             | 0,51%                           | 6,51%                           | 0,10%                           |
| ASIA                                                                                                | 1174                            | 495                             | 1669                            | 1,28%                           | 9,07%                           | 0,25%                           |
| OTROS                                                                                               | 13                              | 6                               | 19                              | 0,01%                           | 5,90%                           | 0%                              |
| TOTAL                                                                                               | 76510                           | 53639                           | 130149                          | 100%                            | 21,14%                          | 19,57%                          |
| [1] Porcentaje de inmigrantes con respecto al total de inmigrantes de la provincia                  |                                 |                                 |                                 |                                 |                                 |                                 |
| [2] Porcentaje de inmigrantes con respecto al total de inmigrantes de esa nacionalidad en Andalucía |                                 |                                 |                                 |                                 |                                 |                                 |
| [3] Porcentaje de inmigrantes con respecto al total de población de la provincia                    |                                 |                                 |                                 |                                 |                                 |                                 |

### Comunicaciones

#### Telefonía
El prefijo provincial de Almería es el (950), aunque desde 2020 se ha añadido el (850) debido a la escasez de líneas disponibles, aunque hasta mediados de los años 1990 fue el (951), que se transfirió a Málaga.

#### Carreteras

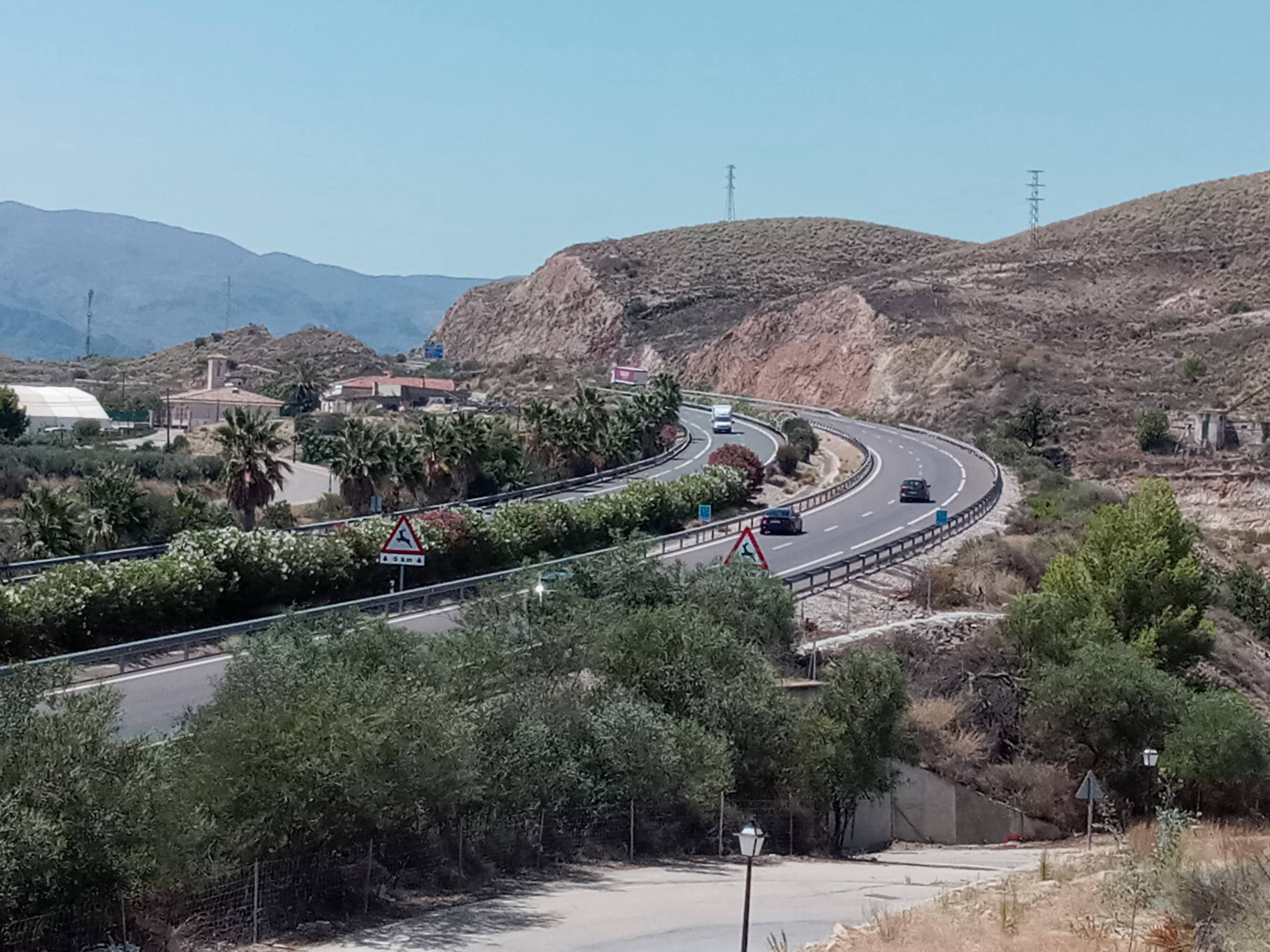
Autovía A-7 a su paso por Los Gallardos

Las principales vías de comunicación son la A-7, que la conecta con todo el arco mediterráneo; la A-92 que la comunica con Granada y Sevilla y permite el enlace para el interior de España; y la AP-7, autopista que comunica Vera con Gerona. La Autovía del Almanzora, que conecta Huércal-Overa con Baza, y que facilita las conexiones de la industria del mármol, tiene realizados únicamente los 29 kilómetros más orientales de los 80 totales a septiembre de 2023. Esta vía, que es desdoblamiento de la A-334, inauguró su primer tramo, de 8 kilómetros, en 2009.
Por otro lado, tiene otras vías que conectan diferentes puntos de la provincia, como la AL-12, que conecta la ciudad de Almería con el Aeropuerto; la Variante de Roquetas que con una extensión de 10 kilómetros circunvala el municipio; o el desdoblamiento de la A-352, cuyo proyecto es unir los municipios de Cuevas del Almanzora, Vera y Garrucha, siendo inaugurado en 2020 el tramo Vera-Garrucha.
Amén de las vías de alta capacidad ya citadas, la provincia de Almería cuenta con 818,36 km de red viaria autonómica, y 1195,01 km de red viaria provincial. 

#### Ferrocarril

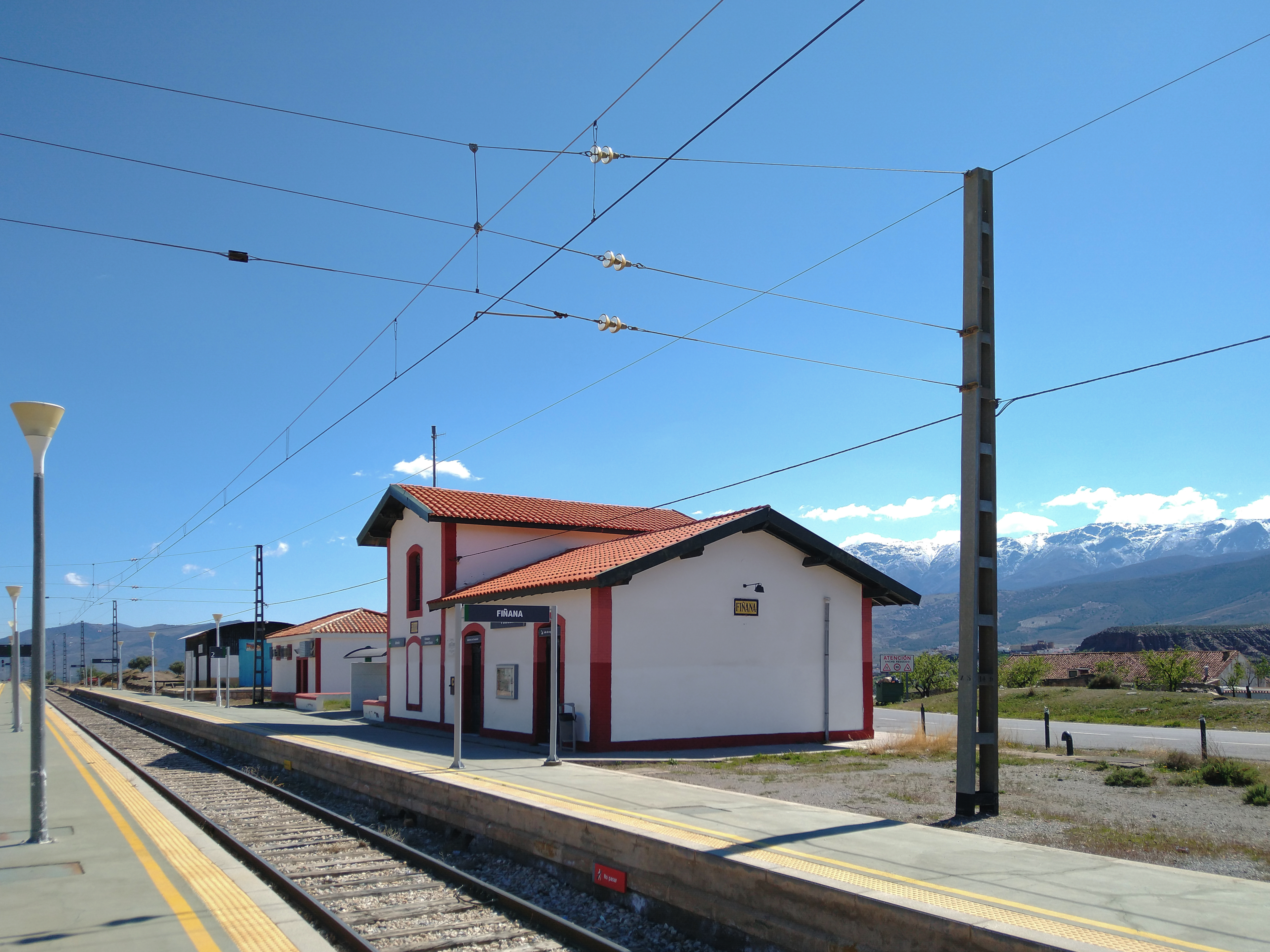
Estación de Fiñana

Solo hay una línea de ferrocarril en funcionamiento, la de Linares-Baeza-Almería, desde la cual tiene conexiones directas diarias con Madrid y Granada. Las únicas estaciones operativas son las de: Estación de Fiñana, Estación de Gérgal, la Estación de Gádor, la de Estación de Huércal-Viator (de manera temporal) y la Estación de Almería. Desde octubre de 2018 hasta el 28 de julio de 2021, la estación de Almería no estuvo operativa por las obras del soterramiento del ferrocarril, por lo que la Estación de Huércal-Viator pasó a ser la estación de destino o de origen. Para ello, ha sido parcialmente acondicionada. Por otro lado, la murciana Línea Almendricos-Águilas recorre parte del municipio de Pulpí, contando con dos estaciones en territorio almeriense, la de Pulpí y la de Jaravía.
Hasta el año 1985 existía una conexión directa con Murcia y el arco mediterráneo desde Guadix hacia Almendricos, el llamado ferrocarril del Almanzora. Existen planes por la administración para volver a poner en funcionamiento la línea con transporte de viajeros y mercancías para facilitar el transporte de mármol de Macael con el puerto de Almería.
También existen restos de varios ferrocarriles de pequeña entidad y de carácter minero o portuario dispersos por toda la geografía.
Se prevé la llegada de la Alta Velocidad desde Murcia entre el 2025 y el 2026.

#### Transporte aéreo

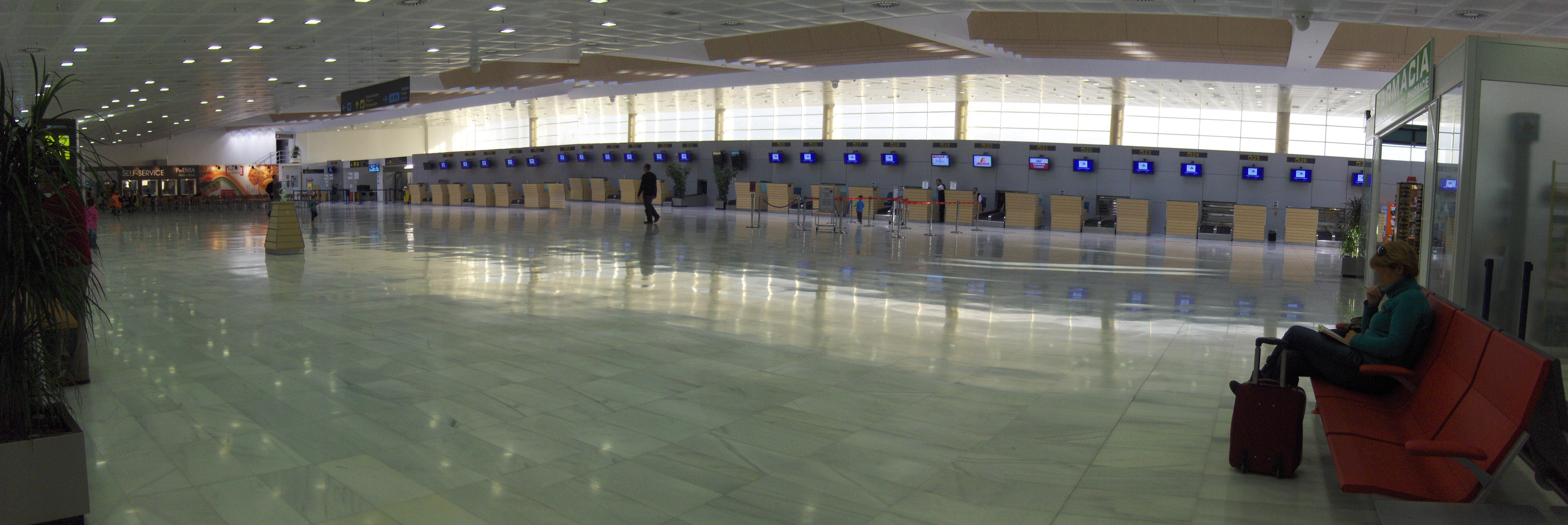
Terminal del Aeropuerto de Almería

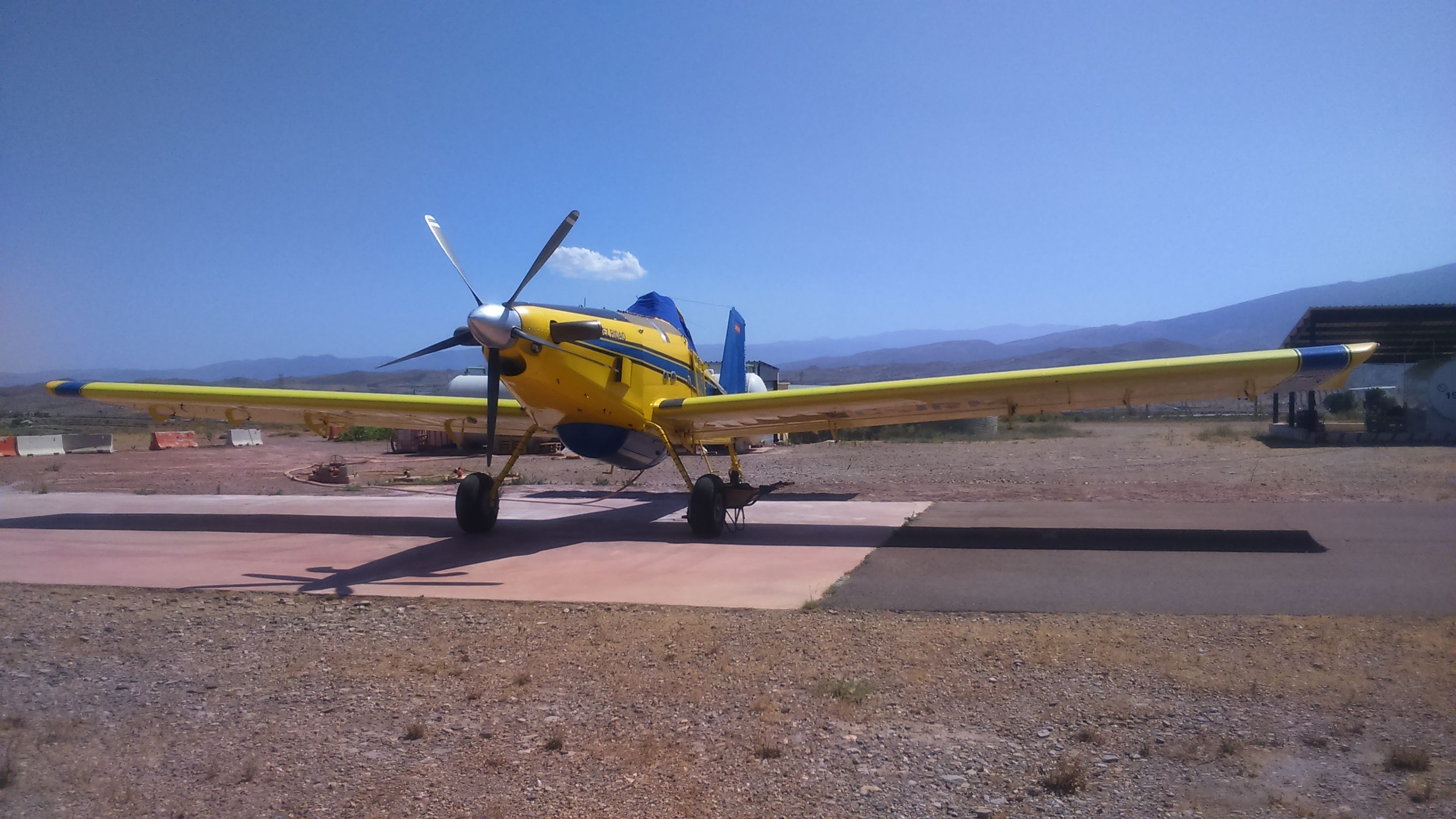
Avioneta antiincendios en el aeródromo de Gérgal

En el transporte aéreo existe el Aeropuerto de Almería, fue inaugurado el 6 de febrero de 1968 por el auge de la industria del cine. Opera con vuelos tanto nacionales como internacionales. En el año 2020, pasa a llamarse Aeropuerto Antonio de Torres tras aprobarse en Pleno por el Ayuntamiento de Almería. Durante el ejercicio de 2022, este aeródromo dio servicio a un total de 703 400 pasajeros, en unas 11 000 operaciones. Estas estadísticas suponen un descenso con respecto a 2019, su mejor ejercicio, cuando se contabilizaron 979 400 pasajeros (De los cuales, 386 200 fueron extranjeros) en 11 400 operaciones de vuelo. El aeropuerto de Almería tuvo conexiones con 19 urbes de nueve países; 24 rutas diferentes, de las cuales 18 fueron internacionales; operadas por once aerolíneas diferentes, cinco de ellas low cost. El aeropuerto tiene un potencial de atracción de 1,6 millones de personas con residencia a menos de dos horas de trayecto por carretera. La temporada de verano aglomera el 82% de las operaciones. Las rutas con más pasajeros son las conexiones con Madrid, Gatwick y Barcelona.
Existen asimismo otros aeródromos de uso civil de menor entidad en El Ejido, Garrucha, Gérgal (Propiedad del INFOCA), Olula del Río, Turre y Vera,

#### Transporte marítimo
El puerto de Almería es el segundo en importancia del país en cuanto al tráfico de personas en la Operación Paso del Estrecho, donde en 2019 se superó los 580 000 pasajeros.
Tiene conexión regular con Argelia a través de los puertos de Orán y Ghazaouet; con Marruecos a través del puerto de Nador y con Melilla.
Además, por toda la costa se suceden varios puertos con uso comercial, deportivo o pesquero, pero no de pasajeros:
- Puerto de Adra ,
- Puerto de Almerimar
- Puerto de Roquetas de Mar ,
- Puerto de Aguadulce
- Puerto de San José ,
- Puerto de Carboneras , ,
- Puerto de Garrucha , ,
- Puerto de Villaricos

### Economía
Hacia el año 2020 se calculó un total de 15 318 millones de euros el PIB de la provincia, con una renta per cápita de 21 360 €.

#### Sector primario

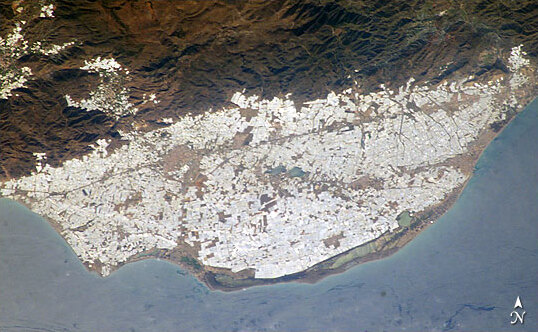
Imagen de satélite del Poniente de Almería y su «mar de plástico» formado por invernaderos

El sector primario es, sin duda alguna, el principal protagonista en las estadísticas económicas de la provincia. Mientras que este representa, a nivel nacional, apenas un 3,05 % del PIB; en la provincia de Almería este registro asciende al 16,6 %, señal de la relevancia de este sector. Asimismo, esta comparativa es trasladable a la tasa de ocupación en el mismo sector.
Además de la archiconocida agricultura intensiva bajo plástico, también existen grandes plantaciones de cítricos a lo largo de las riberas del Andarax y Almanzora, con más de 8 000 hectáreas de naranja, mandarina y limón que suman unas 300 000 toneladas de producción; y de hortalizas a cielo abierto en el Levante Almeriense.
En cuanto a la ganadería, el censo de equinos en 2022 fue de 6647 cabezas, el de bovinos fue de 2328 cabezas repartidas en 56 explotaciones, el de porcinos ascendía a 666 523 cabezas, 160 487 cabezas de ovinos y 144 618 cabras. Asimismo cabe señalar el reciente auge de la helicicultura, con prometedoras perspectivas de cara al futuro.
La pesca es igualmente relevante en la provincia. La lonja de la capital contabilizó en 2022 una capturas de 3022 toneladas, que fueron subastadas por unos 10 millones de euros. La lonja de Adra produjo unas capturas de 1846 toneladas, vendidas por casi 4 millones de euros. En Carboneras, fueron 680 las toneladas de pescado extraído, vendidas por algo más de 4 millones de euros. La lonja de Roquetas de Mar no llegó a las 400 toneladas, aunque su producto tuvo un precio medio más elevado. Finalmente, la lonja de Garrucha protagoniza la estadística del precio medio más elevado de todas las lonjas andaluzas, aupada por la extracción de la gamba roja, si bien su producción total es relativamente baja en cuanto a tonelaje.
También hay que reseñar la importancia de la minería en la provincia de Almería. La extracción de mineral de yeso en la zona de Sorbas supone el 70% del total nacional, teniendo además la que posiblemente sea la mayor reserva a nivel global. En el valle del Almanzora también se concentra una gran cantidad de empresas dedicadas a la extracción y procesamiento del mármol, donde se han calculado unas reservas de unos 150 millones de m³, suponiendo esta cifra, por tanto, casi el 100% de las reservas nacionales, ya que otros yacimientos cuentan con rocas calizas similares pero no iguales al mármol.

#### Sector secundario
Nunca ha sido de especial relevancia la industria en la provincia de Almería, siendo actualmente de un 11% la aportación al PIB, estadística muy inferior al del conjunto nacional. Más allá de la industria auxiliar presente generada alrededor de la agricultura, enfocada en la fabricación del plástico que cubre los invernaderos y los envases para el transporte de los productos, existe otra pequeña industria cárnica en la zona de la Alpujarra, Los Vélez y Serón, y otra más especializada en la minería del mármol.
Cabe destacar el peso específico del subsector del transporte dentro de la provincia de Almería, donde están contabilizados más de 8 000 tractocamiones distribuidos en 3 500 empresas dedicadas al traslado de mercancías, otorgando a la zona el tercer puesto absoluto en esta estadística dentro del conjunto nacional.
A pesar de ser el sector menos significativo, a él pertenece la empresa de mayor facturación de la provincia, Grupo Cosentino, con unas ventas cercanas a los 300 millones de euros, un activo superior a los 700 millones y más de 1200 empleados.

#### Sector terciario

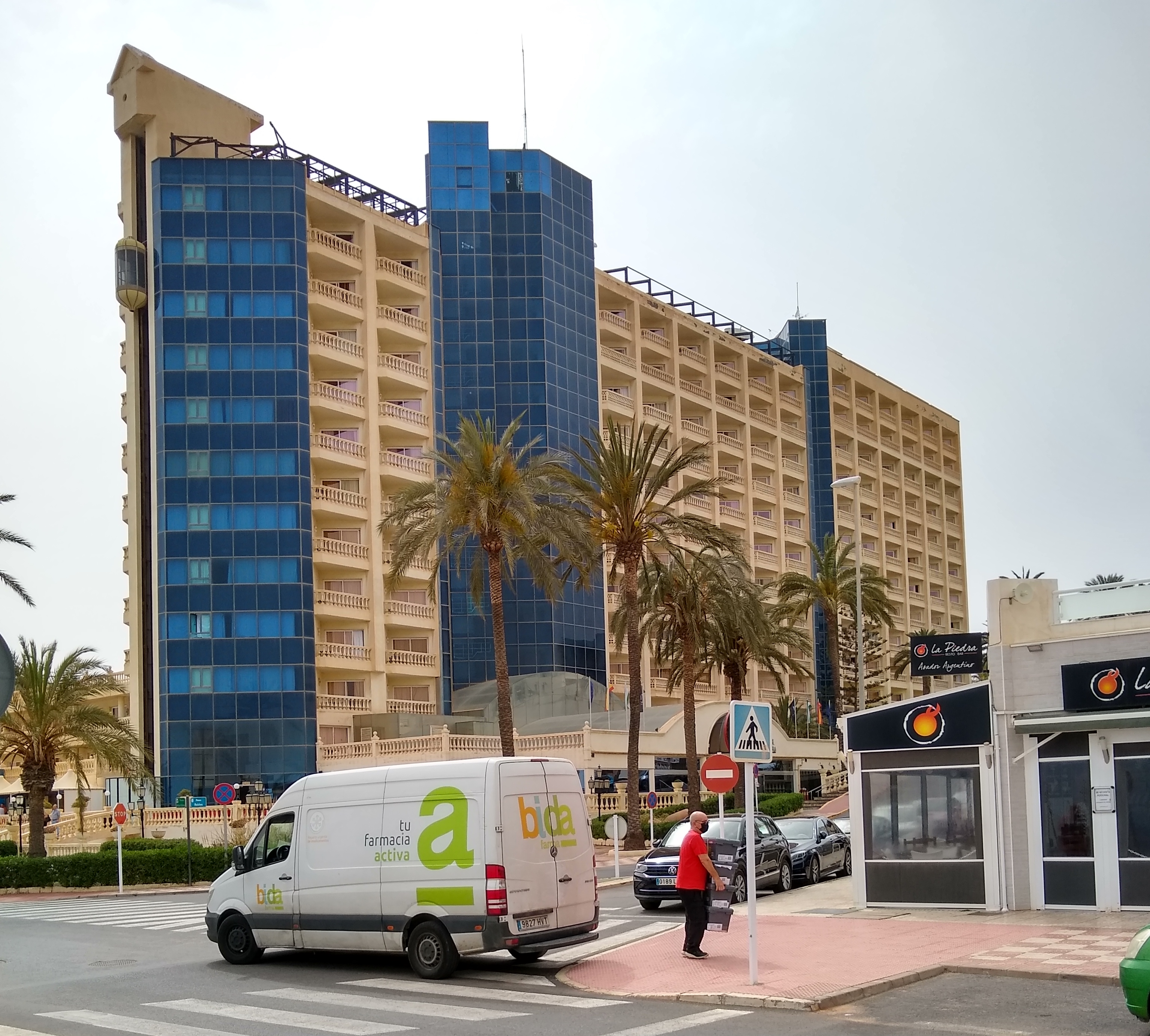
Hotel Portomagno, en Aguadulce

Es el principal motor económico de la provincia, suponiendo el 58,5% del personal activo en la provincia de Almería en el 2022.
El turismo suponía, en el año 2021, el 11,5 % del PIB provincial. La planta hotelera, en el año 2022, estaba conformada por 4 albergues, 77 hostales, 25 hoteles de 1 estrella, 36 hoteles de 2 estrellas, 24 hoteles de 3 estrellas, 57 hoteles de 4 estrellas, 4 hoteles de 5 estrellas, y 64 pensiones, haciendo una suma de 306 establecimientos y una oferta total de 35.252 camas. Respecto a los visitantes, la provincia registró en el 2022 un total de 1.373.789 visitantes, de los cuales 281.811 eran extranjeros, sumando un total de 4.674.717 pernoctaciones. Los tres municipios de la provincia con mayor peso turístico son: Roquetas de Mar, con un total de 27.130 plazas turísticas y un empleo directo de casi 4.000 personas; Mojácar con 18.370 plazas y 1.340 empleos; y Vera con 12.891 plazas y un total de 1.072 puestos de trabajo. El sello Costa de Almería agrupa turísticamente a toda la provincia. 
El comercio, en el año 2021, suponía el 11% del PIB provincial. En ese mismo año en términos de empleo había 48.439 personas empleadas en el sector, de las cuales 11.160 eran autónomas, suponiendo un 18% de los trabajadores autónomos de la provincia. La densidad comercial es de 439 metros cuadrados por mil habitantes, siendo esta media superior a Andalucía y España.
La entidad bancaria Cajamar, surgida de la fusión de la Caja Rural de Almería con otras entidades menores de ámbito rural, es actualmente la décima entidad bancaria nacional por volumen de activos.

#### Sector cuaternario
Cabe destacar varias instalaciones relacionadas con el campo de I+D+i, siendo las más conocidas la Plataforma Solar de Tabernas y el observatorio de Calar Alto. Sin embargo, de menos repercusión mediática son la multitud de centros de investigación relacionados con la agricultura intensiva de la zona, centrados en la ingeniería genética, la producción ecológica, y la gestión de recursos y residuos; además de la existencia de un importante centro de investigación de Michelin.

## Símbolos

### Escudo
Escudo cuartelado de nueve: 1.º de gules, un castillo de plata (Berja); 2.º de azur, unas gavillas de trigo de oro (Canjáyar); 3.º tres montes en su color cimados de matas de ortigas, sobre ondas de mar de azur y plata (Cuevas de Almanzora,del Marquesado de los Vélez); 4.º losanjado de gules y plata, y brochante sobre todo una torre albarrana (desmochada) de oro (Gérgal); 5.º de azur, un castillo de oro surmontado de una llave de plata (Huércal-Overa); 6.º de azur, el castillo de oro, siniestrado de una llave de plata (Purchena); 7.º de plata, un león de gules (Sorbas); 8.º de gules, una llave de plata colocada en palo y acostada de dos castillos del mismo metal (Vera); 9.º tres montes en su color cimados de matas de ortigas, sobre ondas de mar de azur y plata (Vélez-Rubio, del Marquesado de los Vélez). Sobre el todo escusón formado por el escudo de la capital (en campo de plata la Cruz de Génova de gules, y bordura componada de León, Castilla, las antiguas armas del Reino de Navarra (águila pasmada de sable sobre oro) y Granada). Timbre: Corona mural. Aprobado por la Diputación Provincial en sesión plenaria de 29 de julio de 1925.

### Bandera
La bandera de La Provincia de Almería se basa en el escudo provincial sobre La Cruz de San Jorge. Esta enseña fue propuesta para su adopción por el equipo de Gobierno de la Diputación de Almería en el Pleno de la Diputación Provincial de Almería el día 29 de abril de 2016 y aprobada el mismo día.
La anterior bandera se basaba en el escudo provincial sobre un fondo verde.

### Otros símbolos

Indalo, popularmente reconocido como símbolo de la provincia de Almería

El indalo es un símbolo muy popular en toda la provincia y el más reconocido a nivel internacional. Su origen se remonta al Neolítico, apareciendo en diversas cuevas y abrigos del norte de la provincia, como la Cueva de los Letreros (Vélez-Blanco). Se trata pues de una pintura rupestre de tipo levantino que podría interpretarse de varios modos: del más mundano (un arquero apuntando al cielo o a un ave que lo sobrevuela) al más místico (un ídolo o dios). Estas pinturas fueron descubiertas hacia 1868 por el arqueólogo Antonio Góngora Martínez. Este símbolo pervivió a lo largo de los siglos en el Levante Almeriense y a mediados del siglo XX todavía se encontraba pintado sobre las paredes de cal de pueblos como Mojácar, donde se creía que protegía del rayo y ahuyentaba a las brujas y el mal de ojo. Su popularidad creció cuando se convirtió en símbolo turístico del pueblo y actualmente es representativo de toda la provincia. Dentro del folklore que lo rodea, se considera que este símbolo, al ser regalado, tiene mejores propiedades protectoras.

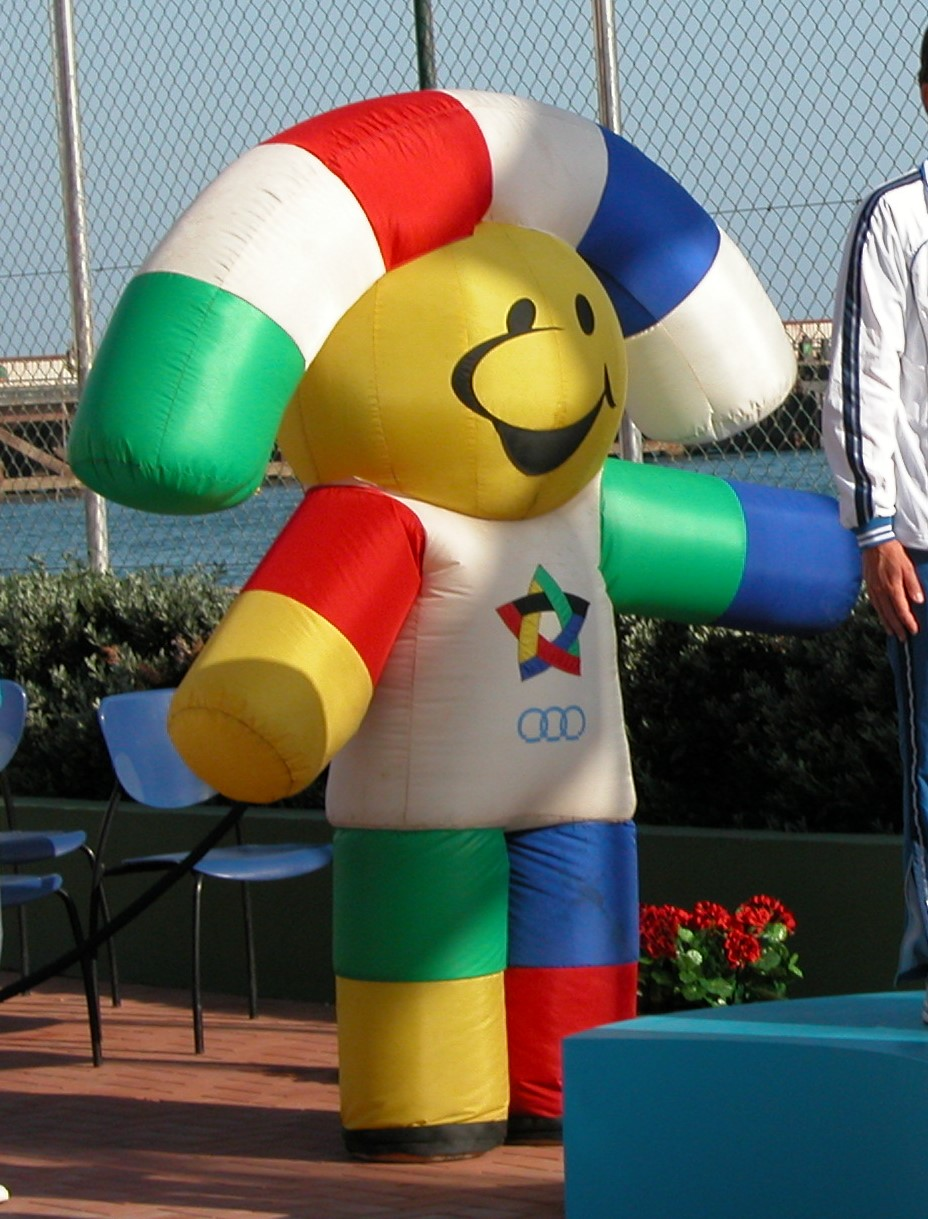
Indalete

La imagen del indalo fue tomada como base para crear la que fue la mascota oficial de los Juegos Mediterráneos de 2005. Por votación escolar se escogió un diseño de entre 25 finalistas de un concurso, siendo elegido uno que se basó en la imagen tradicional del indalo, pero confiriéndole una tercera dimensión, un rostro y bandas de colores azul, verde, amarillo y rojo, diseñado por Antonio Esquivias. Aunque la idea era someter el nombre también a una votación, se prefirió mantener el nombre propuesto por el mismo candidato, Indalete.
Otro símbolo, en este caso más oficioso que oficial, es la pita Agave americana, una especie exótica que puebla las costas del sur de la provincia calando en la memoria de los visitantes. Su carácter invasor causa acalorados debates acerca de su eliminación o conservación.

## Política
El Gobierno y la administración autónoma de la provincia corresponde a la Diputación Provincial de Almería. La corporación de la Diputación Provincial de Almería se elige tras la celebración de las Elecciones municipales en España, y está formada por un total de 27 diputados, con base en su franja de población (500.000 habitantes y un millón). Los diputados electos son concejales de los 4 partidos judiciales en los que se divide la provincia para el efectoy son los que eligen en Pleno a la persona que ocupa la Presidencia de Diputación.
| Partido judicial | Diputados |
| ---------------- | --------- |
| Almería          | 16        |
| Berja            | 5         |
| Huércal-Overa    | 3         |
| Vera             | 3         |

En la legislatura 2023/27 la Diputación queda organizada de la siguiente forma:
- Presidente.

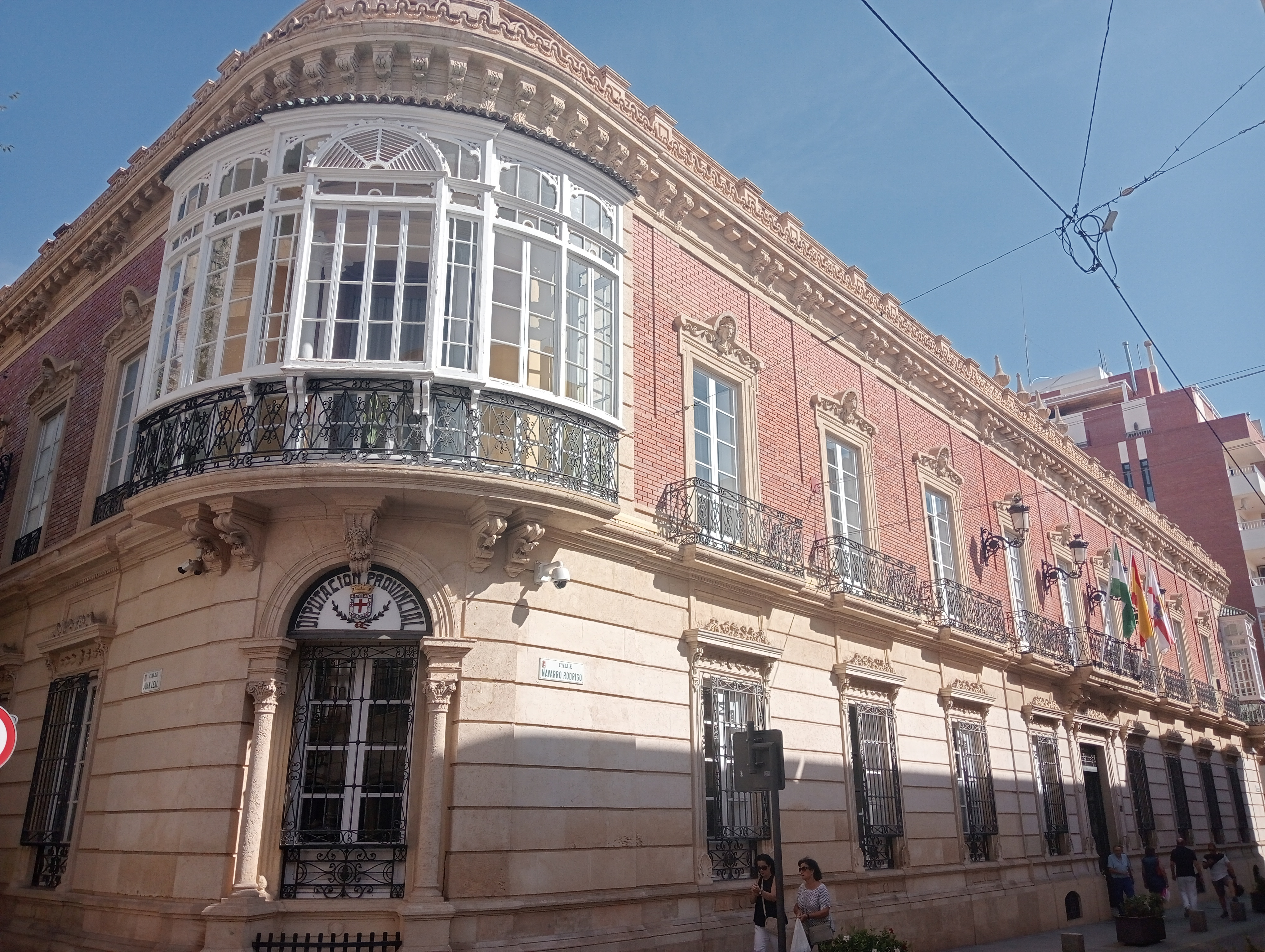
Edificio de la Diputación Provincial de Almería

- Área de Presidencia Lucha contra la Despoblación y Turismo.
- Área de Hacienda, Nuevas Tecnologías y Vivienda.
- Área de Fomento, Medio Ambiente y Agua.
- Área de Bienestar Social, Igualdad y Familia.
- Área de Asistencia a Municipios.
- Área de Recursos Humanos y Régimen Interior.
- Área de Promoción Agroalimentaria.
- Área de Cultura y Cine.
- Área de Deportes y Juventud.

### Listado histórico de Presidentes de la Diputación de Almería
| Legislatura      | Partido político               | Partido político | Presidente de la Diputación       | Nombramiento | Cese |
| ---------------- | ------------------------------ | ---------------- | --------------------------------- | ------------ | ---- |
| I legislatura    |                                | UCD              | José Fernández Revuelta           | 1979         | 1983 |
| II legislatura   |                                | PSOE             | Antonio Maresca García-Esteller   | 1983         | 1987 |
| III legislatura  | Tomás Azorín Muñoz             | PSOE             | 1987                              | 1991         |      |
| IV legislatura   | Tomás Azorín Muñoz             | PSOE             | 1991                              | 1995         |      |
| V legislatura    |                                | PP               | Luis Rogelio Rodríguez-Comendador | 1995         | 1999 |
| VI legislatura   | 1999                           | PP               | Luis Rogelio Rodríguez-Comendador | 2003         |      |
| VII legislatura  | José Añez Sánchez              | PP               | 2003                              | 2005         |      |
| VII legislatura  | José Añez Sánchez              |                  | PAL                               | 2005         | 2007 |
| VIII legislatura |                                | PSOE             | Juan Carlos Usero López           | 2007         | 2011 |
| IX legislatura   |                                | PP               | Gabriel Amat Ayllón               | 2011         | 2015 |
| X legislatura    | 2015                           | PP               | Gabriel Amat Ayllón               | 2019         |      |
| XI legislatura   | Javier Aureliano García Molina | PP               | 2019                              | 2023         |      |
| XII legislatura  | Javier Aureliano García Molina | PP               | 2023                              | presente     |      |

## Servicios públicos

### Abastecimiento
Desde la clausura a finales de 2021 de la central térmica Litoral de Almería, no existen grandes centros de generación eléctrica en la provincia, quedando varios centros de generación eólica y fotovoltaica de pequeño tamaño, a pesar de existir el potencial para realizar mayores infraestructuras. Las líneas instaladas de mayor tensión conectan la provincia con la central hidroeléctrica Guadalhorce-Guadalteba y las centrales de ciclo combinado de Cartagena.
A fecha de junio de 2023, la potencia instalada conjunta en la provincia ascendía a 1047,2 MW, casi todo de procedencia renovable, que se repartían aproximadamente de forma decreciente: 523,8 MW fotovoltaica y 511,3 MW eólica, aunque existe unos marginales de 36,8 MW de cogeneración, 8,39 MW de energía hidroeléctrica, 2 MW de gas de vertedero o biogás, 1,7 MW de gasificación de biomasa. Aparte de estas instalaciones de interés público, se estiman en unas 7500 las pequeñas instalaciones solares domésticas y una instalación geotérmica.
Las más de treinta masas subterráneas de agua identificadas han suministrado tradicionalmente la mayoría del líquido elemento a la población a través de incontables pozos, debido al marcado carácter torrencial de los cursos fluviales. Una miríada de fuentes naturales salpican la provincia, pero pocas de ellas han contado con un caudal suficiente y que se mantuviera a lo largo del tiempo, llevando a la proliferación de aljibes para su almacenamiento. A día de hoy se complementan con varias plantas desaladoras ubicadas a lo largo de la costa.
A la costa de la bahía de Almería llega un gasoducto operado por Medgaz, por el que se importa gas natural desde Argelia para su posterior reenvío hacia Huércal-Overa, de donde parte un ramal en dirección a Baza y Guadix, y Lorca y finalmente su distribución por la red nacional. Hasta 14 municipios, en los que habita el 71% de la población pueden recibir gas natural.

### Educación
La educación básica pública está cubierta por un total de 380 centros, divisibles en siete escuelas oficiales de idiomas, 18 colegios rurales, y 75 institutos de educación secundaria, bachiller, formación profesional y/o de adultos.
La provincia dispone de una universidad pública, la Universidad de Almería, creada en 1993, tras su segregación de la Universidad de Granada. Está situada en un campus junto al mar, cercano a La Cañada. Tiene más de 13 000 alumnos, y ofrece 34 grados, 43 másteres oficiales y 14 programas de doctorado. Los orígenes de la misma son en 1972, cuando se creó el Colegio Universitario, en unas cuadras acondicionadas del Cortijo del Gobernador, donde se impartían las carreras de Ciencias, por un lado, y Filosofía y Letras por otro. En 1977 se traslada a su ubicación actual, donde comienzan a adscribirse facultades y carreras, hasta que en 1989, comienza a crear facultades propias.

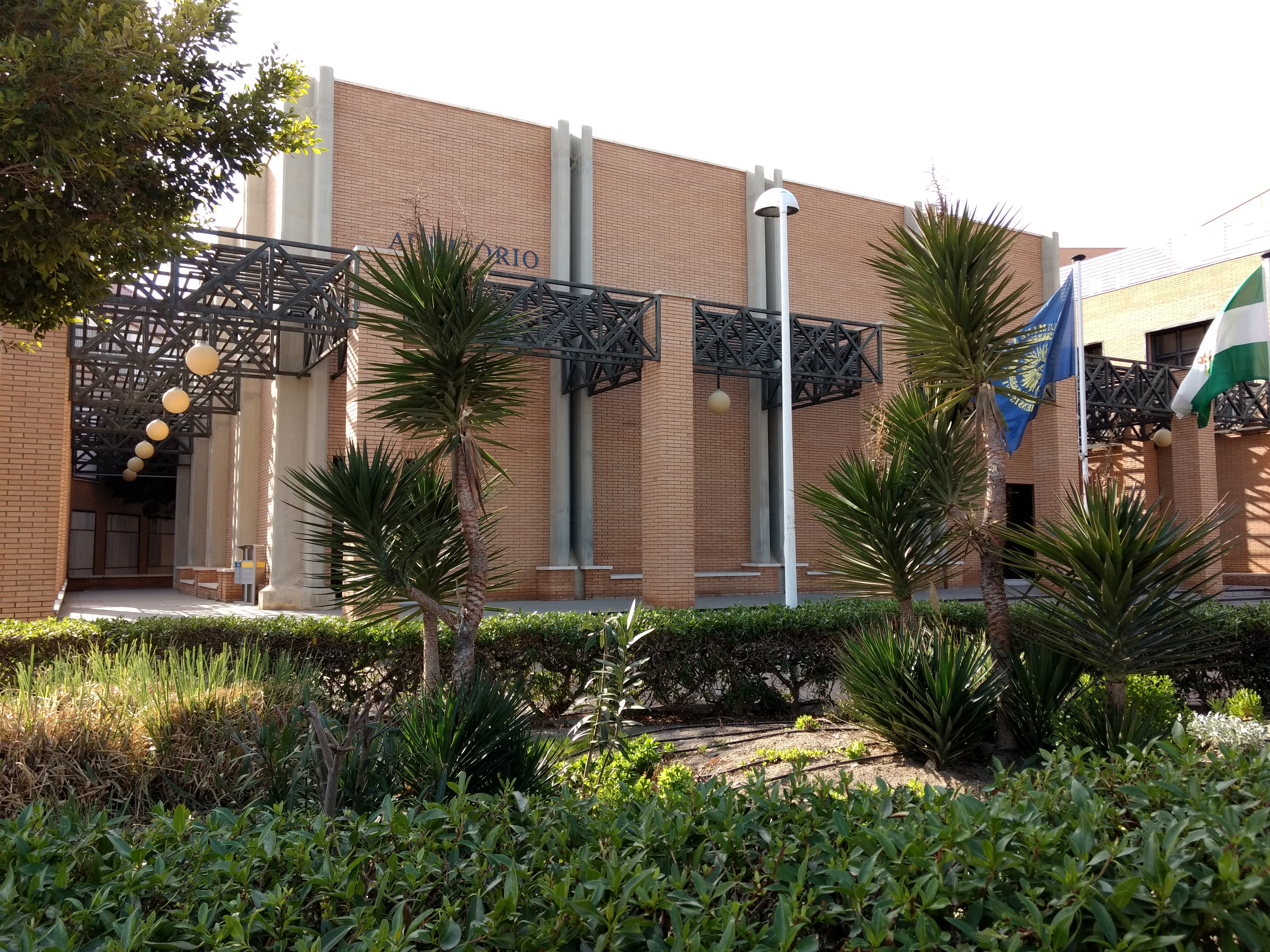
Universidad de Almería

Respecto a la enseñanza universitaria a distancia, la UNED dispone de tres centros asociados: el de Almería, El Ejido y Huércal-Overa.

### Higiene
El vertedero municipal de la capital se encuentra actualmente en un proceso de sellado, clausura y de recuperación ambiental, quedando en el recinto una planta de valorización de residuos. Por el resto de la geografía provincial, se puede encontrar una planta de recuperación y compostaje en Gádor, que da servicio a los municipios al sur de la sierra de los Filabres, excluyendo la capital y la comarca del poniente almeriense.
Se pueden localizar centros de clasificación en la capital, Gádor y Albox, y otros vertederos, aparte de los citados, en Carboneras y Vélez-Rubio.
Un estudio del año 2006 cuantificaba en 500 kg de residuos urbanos por habitante en la provincia, detallando que la recogida selectiva de papel y cartón fue de solamente 7,6 kg por habitante, la recogida de vidrio en 4,41 kg y solamente 3,62 kg por habitante de plásticos y envases.

### Sanidad

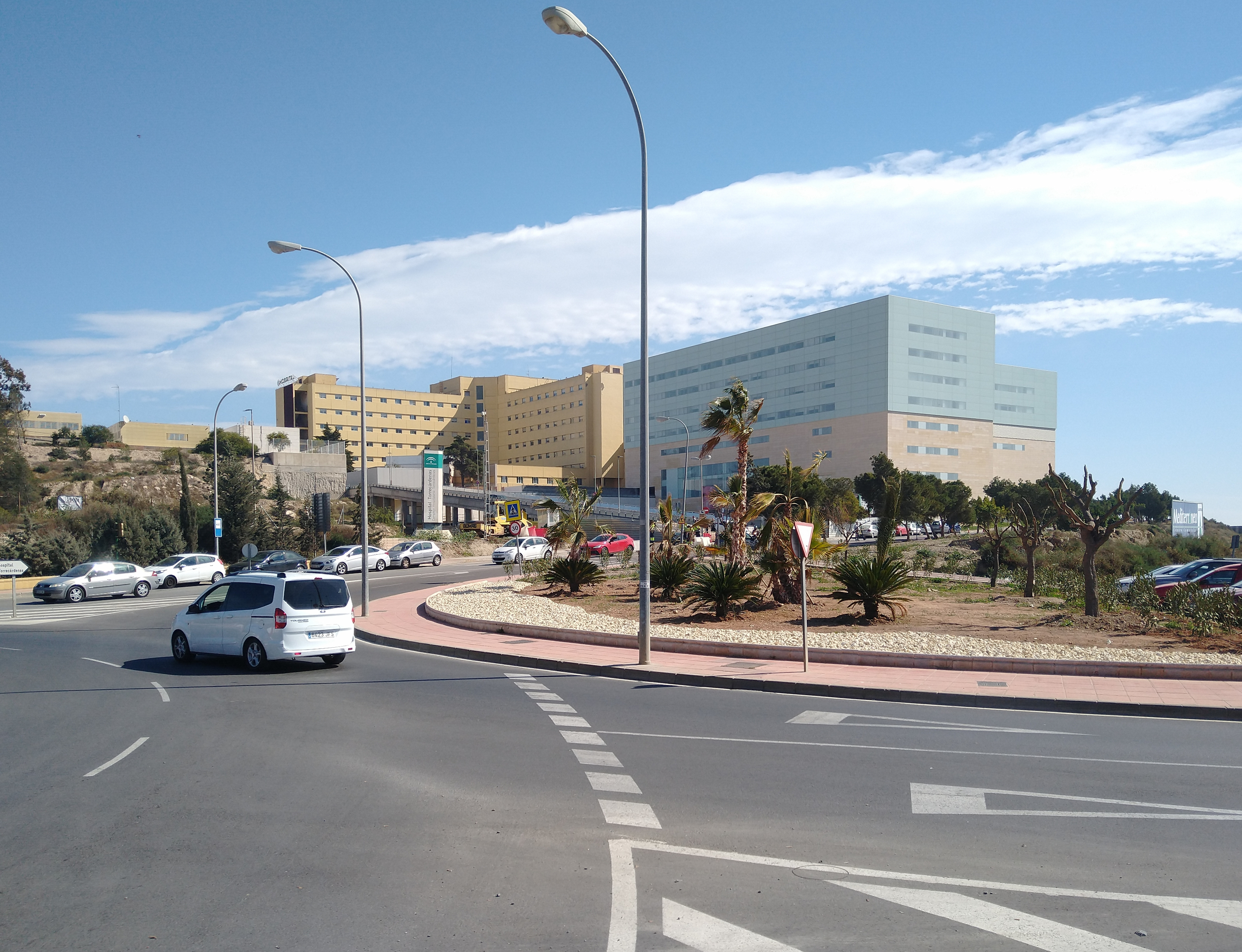
Hospital de Torrecárdenas

La provincia está dotada con 4 hospitales públicos, repartidos en tres distritos sanitarios. El de Almería dispone de dos hospitales: el Hospital Torrecárdenas, el más grande de la provincia y el único universitario; y el Hospital de Alta Resolución El Toyo, el único de estas características.
El distrito de Poniente del Hospital de Poniente en El Ejido con capacidad de 285 camas; en Roquetas de Mar está licitado el proyectado un Hospital de Alta Resolución con capacidad para 56 camas y 6 quirófanos.
El distrito Norte de Almería dispone del Hospital La Inmaculada en Huércal-Overa, construido en 1980.
Dejando de lado los hospitales, en la provincia se pueden encontrar un total de 32 centros de salud, además de 94 consultorios locales y 97 centros auxiliares.

### Seguridad
La provincia cuenta con dos comisarías de Policía Nacional, ubicadas en los municipios de Almería y El Ejido. Por otro lado, existen 56 puestos de la Guardia Civil repartidos por todo el territorio y comarcas. En 2021, la tasa de criminalidad se situaba en 35,7 infracciones penales por cada 1000 habitantes, 5,6 puntos por debajo de la media nacional. 
Complementariamente, existen también diferentes cuerpos de policía local repartidos por los municipios de Albox, Alhama de Almería, Antas, Arboleas, Berja, Cuevas del Almanzora, Dalías, Garrucha, Huércal-Overa, Huércal de Almería, Mojácar, Pechina, Pulpí, Tíjola, Turre, Vera, Viator y Vícar.
La Legión Española cuenta con una base en la provincia. Otros sectores de las Fuerzas Armadas también cuenta con instalaciones de guerra electrónica en los municipios de Enix, Felix, María y Turre. La isla de Terreros es de titularidad militar, mientras que Alborán está permanentemente custodiada por el ejército.

## Cultura

### Patrimonio
La provincia de Almería es una de las demarcaciones andaluzas con mayor número de bienes inmuebles inscritos en el Catálogo General del Patrimonio Histórico Andaluz.[cita requerida]

#### Patrimonio arqueológico

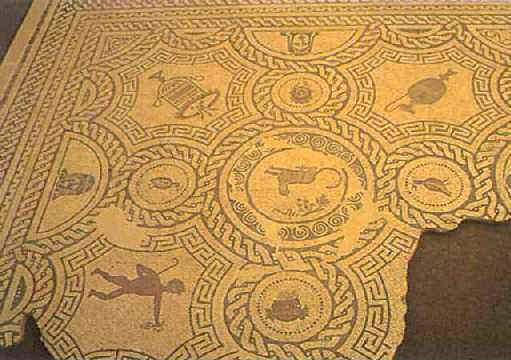
Mosaico romano en Ciavieja

Desde los mismos albores de los asentamientos humanos existen vestigios de su presencia en estas tierras así como del legado cultural y artístico ligado a todas las culturas humanas.
Algunos de los bienes arqueológicos de mayor interés histórico y artístico son:
- Las pinturas rupestres del Arco Levantino en Almería.
- El poblado calcolítico de Los Millares en Santa Fe de Mondújar.
- El poblado de la Edad del Bronce de Fuente Álamo en Cuevas de Almanzora.
- Poblados de la Edad del Bronce de El Argar y La Gerundia en Antas.
- Los restos fenicios de Abdera en Adra y Villaricos en Cuevas de Almanzora.
- El poblado calcolítico de El Barranquete en Níjar.
- Restos de poblados iberos de El Chuche en Benahadux, El Cerrón en Dalías y el yacimiento púnico de Dalías.
- Restos de poblados romanos de la antigua Vergi en el paraje de Villavieja en Berja.
- Yacimiento arqueológico de La Ribera de la Algaida o Turaniana, en Aguadulce, Roquetas de Mar, con restos arqueológicos datados desde la Edad de Bronce hasta el período musulmán.

#### Patrimonio civil
Destaca el Hospital Provincial, sito en la ciudad de Almería. Es el edificio civil más antiguo de la ciudad, construido en 1521. Tiene el artesonado mudéjar más grande de España con 37 metros de longitud.
El Palacio de Almanzora, ubicado en Cantoria, es el mayor ejemplo del neoclásico provincial. Construido en el siglo XIX, se encuentra muy deteriorado.

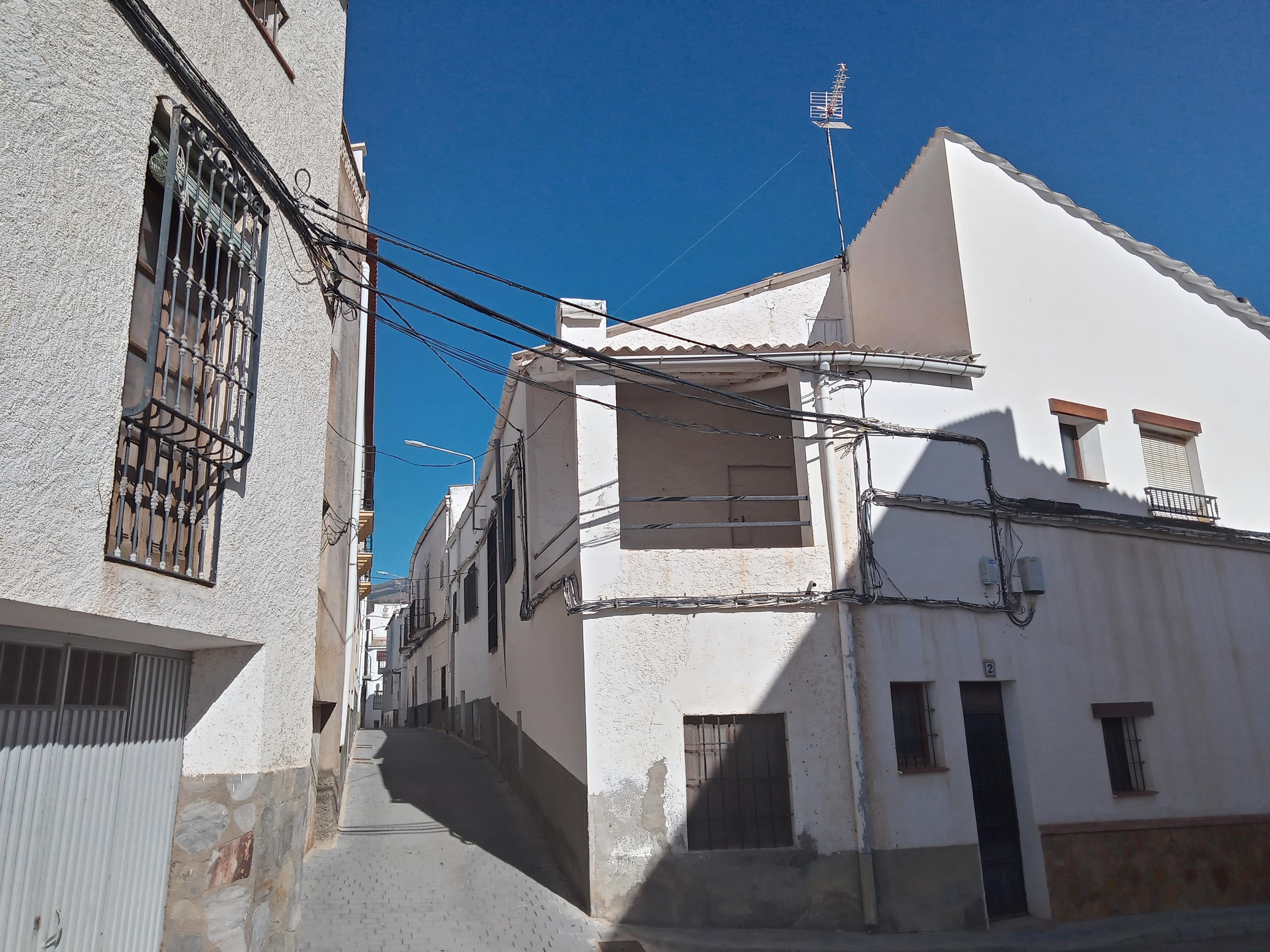
Calle alpujarreña donde se aprecia una vivienda con solana

En la zona sur de los Filabres, destaca la arquitectura de pizarra, que ocupa todos los ámbitos socioeconómicos y paisajísticos de los lugares donde existe: viviendas, balates, corrales ganaderos, muros, contrafuertes y vanos, etc. Esta peculiaridad única en la provincia le ha otorgado la denominación de Paisaje de Interés Cultural «Paisaje de los pueblos del sur de Los Filabres». Destaca por sus núcleos de población situados en las laderas de las montañas, con calles empinadas y estrechas adaptándose al terreno en el que se encuentra, con viviendas encaladas y cubiertas con aleros de pizarra, así como muros y otras soluciones para salvar los desniveles. Estos núcleos de población se encuentran encajonados entre cultivos de almendro y huertas en terraza.

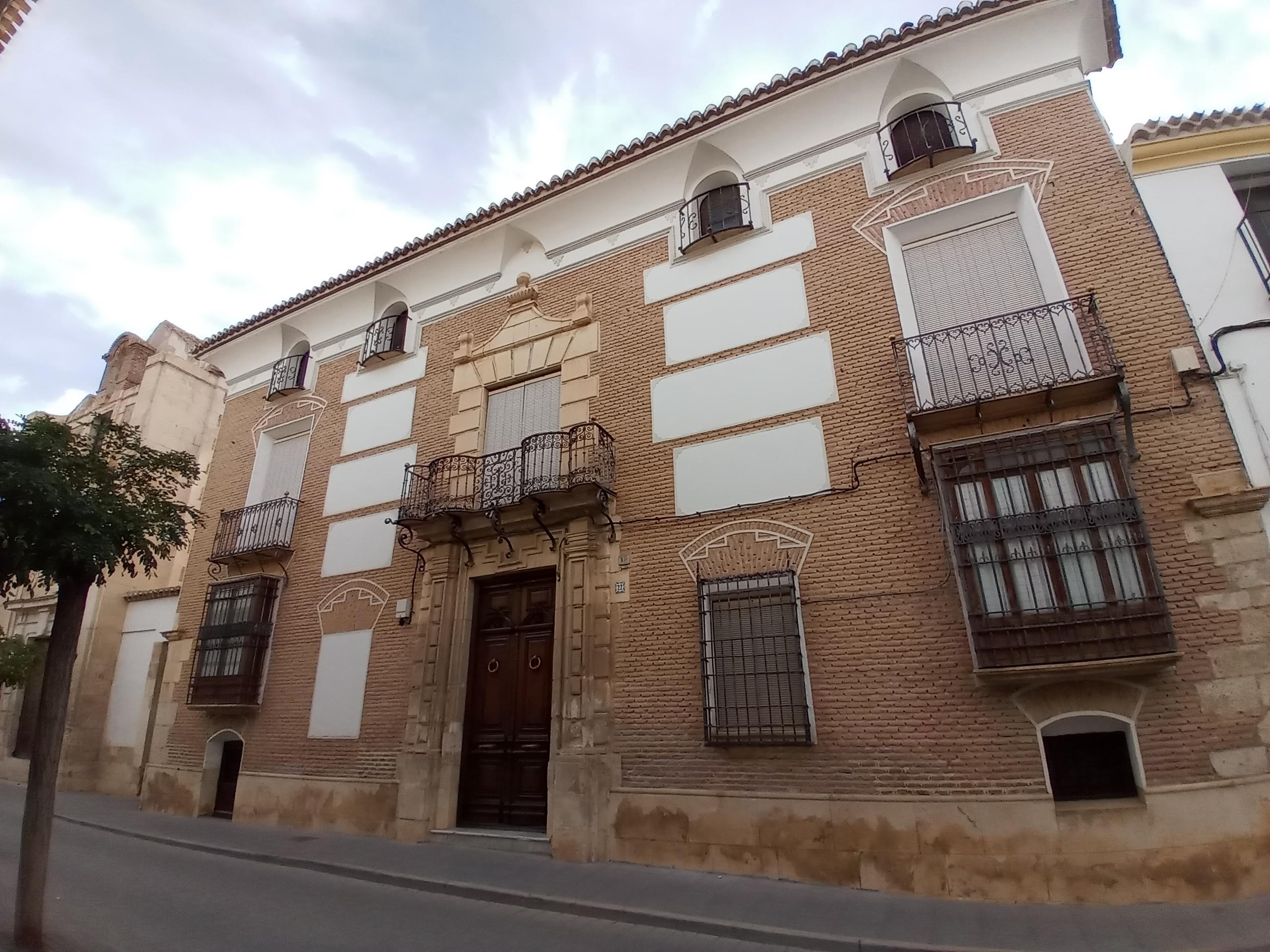
Vivienda velezana en Vélez-Rubio

En la comarca de Los Vélez, en los municipios de Vélez-Rubio y Vélez-Blanco, existe una arquitectura doméstica tradicional, que por su buen estado de conservación y número le han otorgado a ambos pueblos como Conjuntos Históricos-Artísticos. Construidas entre los siglos XVII-XVIII y comienzos del XIX, destacan por su aspecto robusto y macizo, constar de tres plantas, donde abunda el uso del ladrillo y la cantería, aleros de teja, portadas enmarcadas en piedra o ladrillo y el uso de formas especiales del hierro de forja. Algunas viviendas presentan escudos nobiliarios en las fachadas.

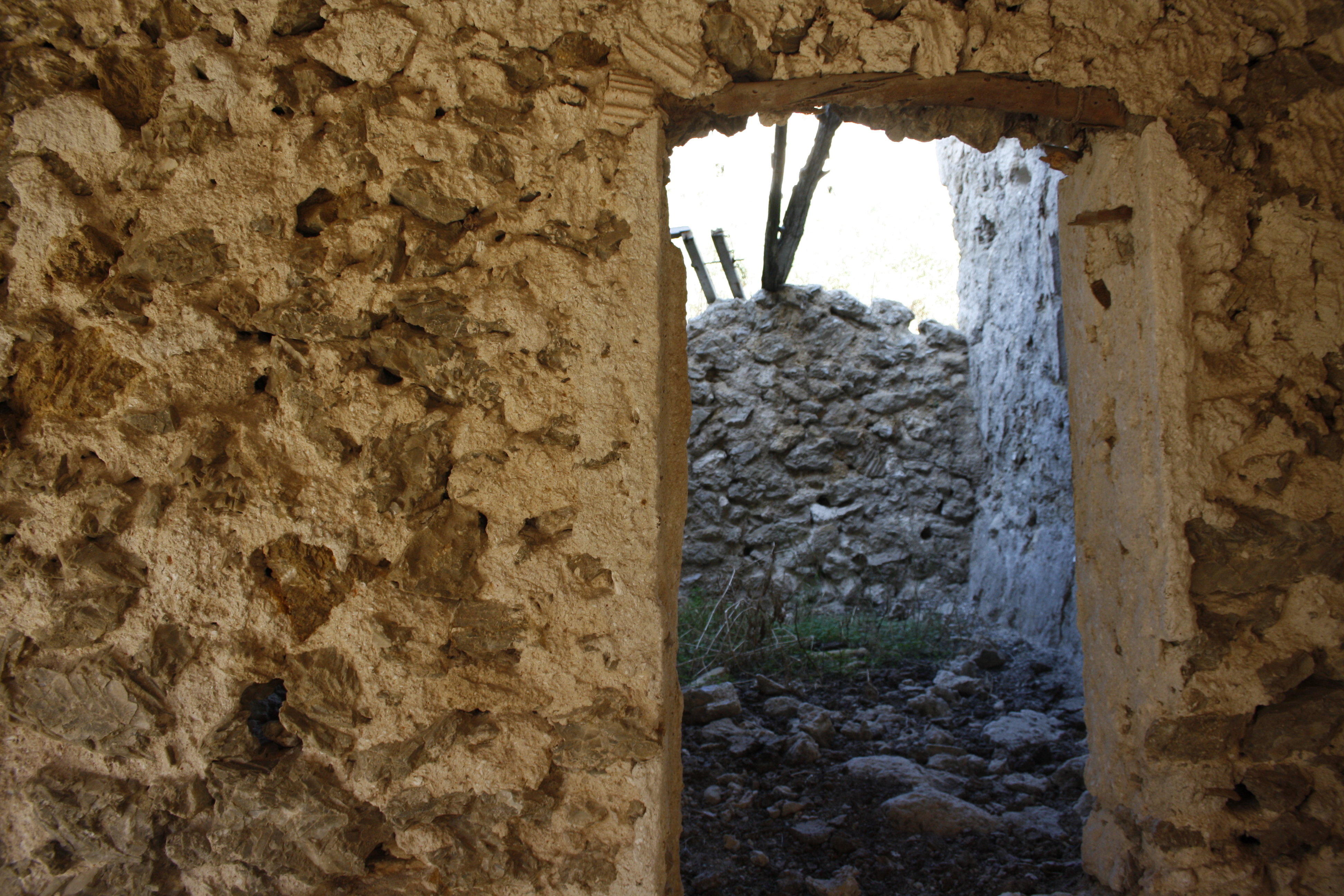
Paredes con cristales de yeso en una vivienda del Marchalico Viñicas

En la Alpujarra almeriense, faldas de Filabres y zonas del Almanzora, existe un estilo arquitectónico de gran influencia nazarí, dominado por los tejados de launa, un tipo de arcilla impermeable que cubre los tejados, que se realizan de cubierta plana. Los muros de las viviendas son realizados en piedra y barro, o de tapial, dependiendo de las zonas. Para la iluminación interna se recurre a claraboyas y celosías de yeso. En parte de las viviendas aparecen porches adintelados, o en los pisos superiores enormes vanos para la ventilación, conocidos como solanas. Las fachadas presentan revoque de cal o yeso, excepto en zonas de la sierra sur de los Filabres. Al encontrarse en terreno escarpado, la mayoría de las viviendas están adaptadas, estando algunas de ellas escalonadas, con diferentes accesos a distintas alturas. 
Un ejemplo de arquitectura único en la provincia se encuentra en Sorbas, donde en algunos de sus núcleos, su arquitectura tradicional se realiza con piedras de yeso y mortero de yeso como elementos principales, encontrándose su mejor exponente en el poblado abandonado del Marchalico Viñicas, donde se aprecian cristales de yesos enfoscados en las paredes de las viviendas. 

#### Patrimonio militar
El legado histórico-artístico de la provincia está repleto de construcciones militares representativas de las distintas culturas y civilizaciones que han poblado el sureste español.
Los elementos arquitectónicos más notables corresponden a la Edad Media. Musulmanes y cristianos dejaron su huella en toda la geografía provincial. En muchas de las ocasiones se aprovecharon las ruinas de los edificios conquistados, siendo patentes vestigios de edificios anteriores.
Entre el siglo XVI y el siglo XVIII también se levantaron algunos de los edificios más significativos de la arquitectura militar almeriense, especialmente aquellas que servían para la defensa de las costas ante los ataques de los piratas.
Algunos de estos bienes históricos son el conjunto monumental de la Alcazaba y las Murallas del Cerro de San Cristóbal en Almería, el castillo de los Fajardo en Vélez-Blanco, el castillo del Marqués de los Vélez de Cuevas del Almanzora, el de Gérgal, el de San Juan de los Terreros, la alcazaba de Tabernas, o las torres costeras de defensa de Macenas en Mojácar y Villaricos.

#### Patrimonio religioso
Destaca el santuario del Saliente en Albox, donde se sitúa la Virgen del Saliente. Es del siglo XVIII.

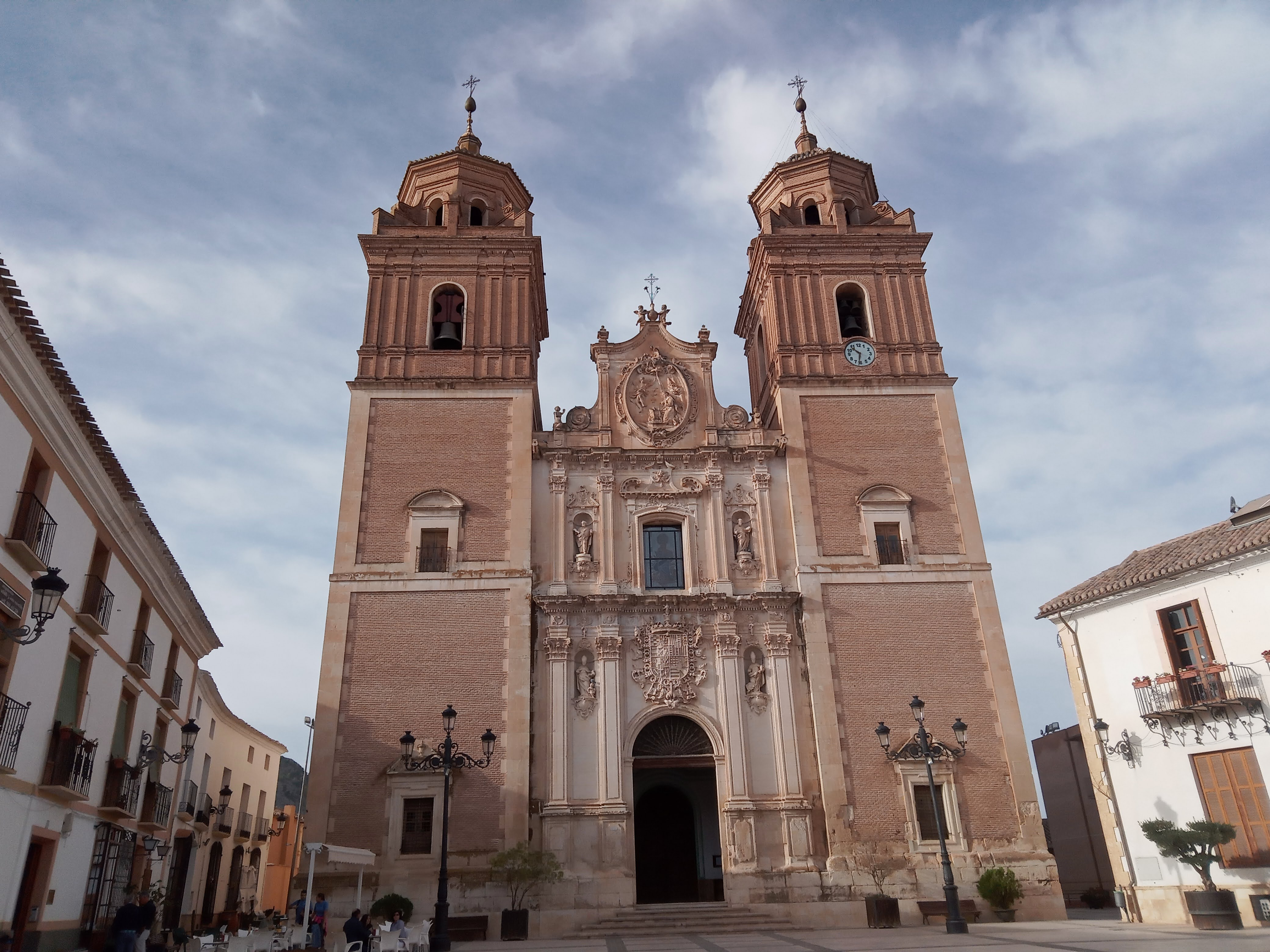
Iglesia Nuestra señora de la Encarnación de Vélez-Rubio

La Iglesia de Nuestra Señora de la Encarnación en Vélez-Rubio es un templo barroco, construido en 1753. De planta cuadrada y cruz latina. En su interior se divide en tres naves, estando la central cubierta con una bóveda de medio cañón con doce lunetos. La fachada está labrada en piedra y presenta una portada-retablo de tres cuerpos. Presenta hornacinas y una puerta decorada con un arco moldurado de medio punto, sobre el que está el escudo del Xº marqués de Medina Sidonia y los Vélez. La fachada queda enmarcada por dos torres cuadradas de cuatro cuerpos, construidas en ladrillo y reforzadas con sillares en las esquinas.
La iglesia de la Encarnación de Cuevas del Almanzora, es el segundo templo más grande la provincia. Fue construida en el siglo XVI, en el emplazamiento de una antigua mezquita. La portada principal es neoclásica, mientras que la portada lateral y el interior son barrocos. Fue declarada Monumento Histórico Artístico.
El arte mudéjar estuvo presente en los siglos XVI y XVII en la provincia, desarrollándose principalmente en la zona rural. El mayor legado son las numerosas armaduras de madera que cubren los techos de templos de la provincia. A finales del siglos XVII y XVIII el cambio de gustos hizo desaparecer algunos armazones, siendo tapados mediante otros sistemas. En el siglo XIX y XX se producen la desaparición de una serie de armaduras, principalmente por la ruina de los templos que la albergaban. Los ejemplos que perduran son de tres tipos fundamentales: armadura de parhilera, armadura de par y nudillo y armadura de limas, presentando esta última una serie de variantes. Algunos de los ejemplos más destacados son la Iglesia de Tabernas, Fiñana. Instinción o Huécija. 

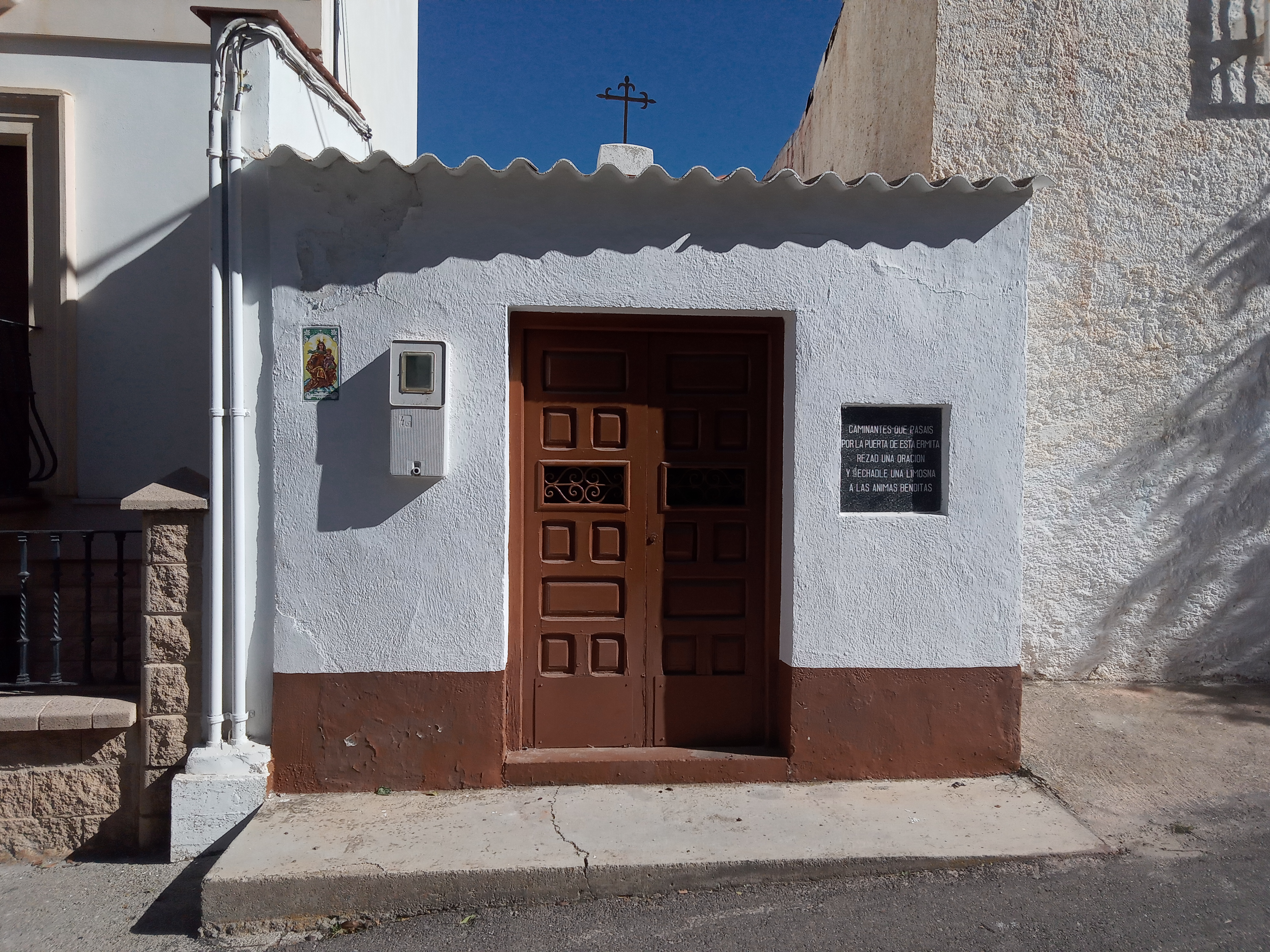
Ermita de ánimas de Paterna del río

Las ermitas de ánimas, son un tipo de templo religioso dedicada al culto de las ánimas del Purgatorio. Están presentes principalmente en la Alpujarra y los valles del Andarax y Nacimiento. Su origen es incierto, aunque la mayoría de las que se conoce su construcción fue en el siglo XIX, encontrándose en la entrada o la salida de los pueblos. Su planta suele ser cuadrada o rectangular, con algunas excepciones, mientras que sus cubiertas varían, pudiendo ser planas, de una o dos aguas, o incluso de bóveda, estando rematadas por una cruz. Las parroquias no tienen el control sobre las mismas, procediendo su mantenimiento y cuidado a los vecinos. Por dentro, presentan un pequeño altar, presidido por la imagen de alguna virgen salvando de las llamas a algunas ánimas del purgatorio. Presentan como más decoración flores, y más imágenes de Santos y Vírgenes, muchas de ellas de origen desconocido al ser en muchos casos obras de artistas locales. En ocasiones diferentes figuras forman parte de la decoración con figuras del niño Jesús, Vírgenes o Santos. La iluminación varía, siendo en algunos casos mediante velas de cera o lámparas de aceite, y en otras mediante iluminación eléctrica. 

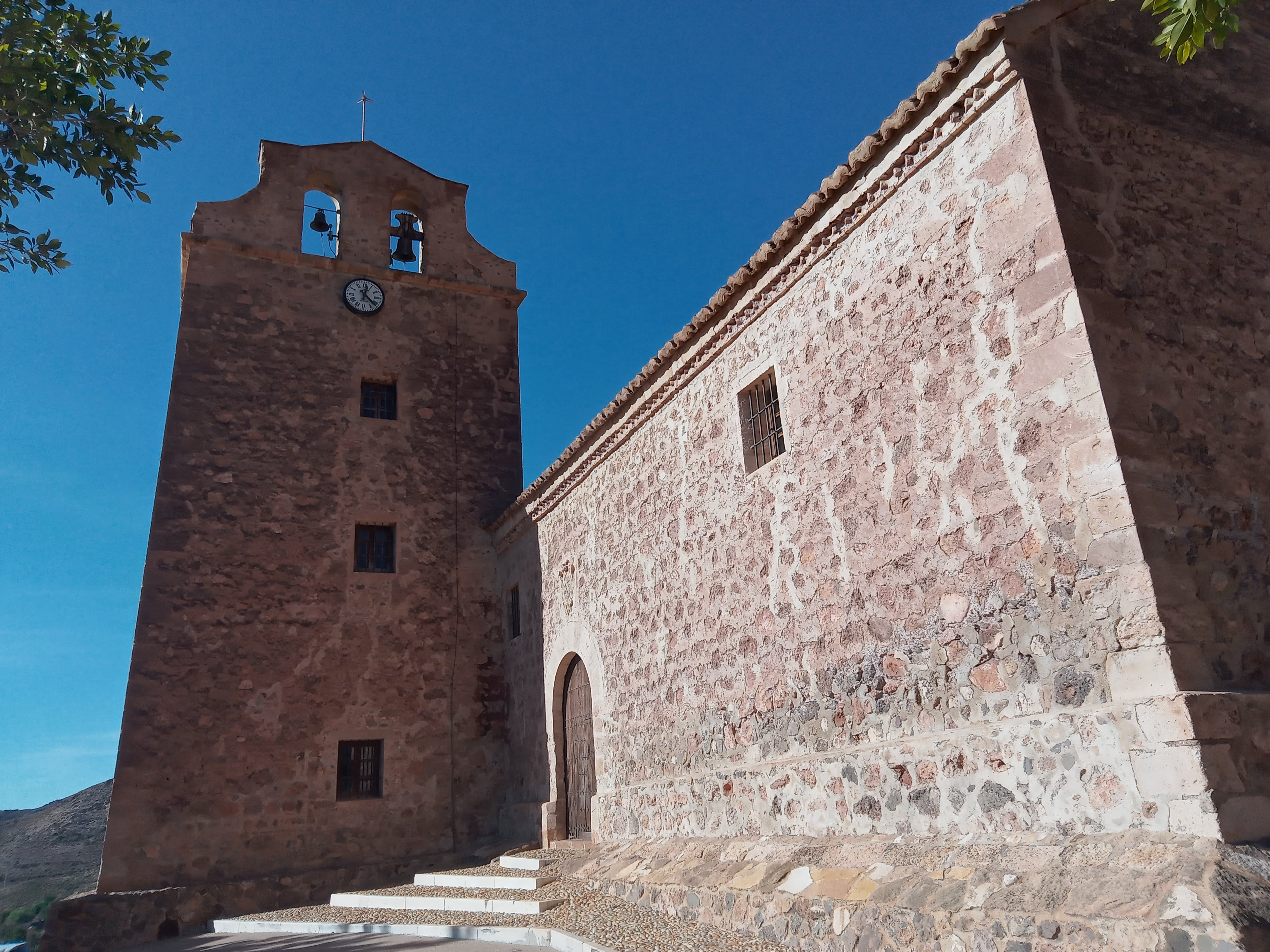
Iglesia de San Benito con su torreón-campanario

La existencia de incursiones berberiscas en la costa, así como el miedo a una rebelión morisca, provocó la fortificación de edificios importantes de los núcleos de población, en su caso las iglesias. En el siglo XVI se construyeron una serie de iglesias que fueron dotadas con torreones defensivos usados como campanarios, así como otros elementos defensivos. Núcleos como Adra, Felix, Enix, Vícar, Níjar, Turrillas o Almería fueron provistos con estos modelos de templos- fortaleza entre los que destacan:
- Iglesia de San Benito: Uno de los mejores ejemplos de Iglesia-Fortaleza. Construida en el siglo XVI, consta de un torreón fortificado adosado a la cabecera.[203]
- Iglesia Nuestra Señora de la Encarnación: Construida en el siglo XVI, dispone de planta rectangular, y fue planificada como punto neurálgico de la ciudad de Vera, que fue reconstruida con fines defensivos. Se comienza a construir en 1521, y consta de torreones en las esquinas. [204]
- Catedral de Almería: Comenzó a construirse en 1524, con parones en las obras por varios motivos: Rebelión de las Alpujarras, o falta de financiación para conti nuar las obras, estando completamente acabada en el siglo XVIII. Destaca su concepción original como fortaleza, con escasa altura y ausencia de ornamentación, gruesos muros de sillares contrafuertes de gran tamaño, torreones con adarves y aspilleras. Destaca la torre del campanario, que sobrepasa la altura del edificio y fue concebida como la torre del homenaje, es de planta cuadrada y presenta una gran robustez. [205]

### Eventos culturales
- Juegos Moriscos de Abén Humeya
- Festival Internacional Almería en Corto
- Festival Internacional de cine de Almería
- Festival Flamenco de Almería
- Festival de teatro de El Ejido
- Almería Western Film Festival

### Medios de comunicación
Entre los diarios impresos y digitales se encuentran:
- Diario de Almería
- La Voz de Almería
- Ideal (edición Almería)
- Noticias de Almería
- Periódico Almería
- Almería 360
- Almería24h.com

Existen más de cien emisoras de radio emitiendo en la provincia.

## Deportes

### Entidades deportivas

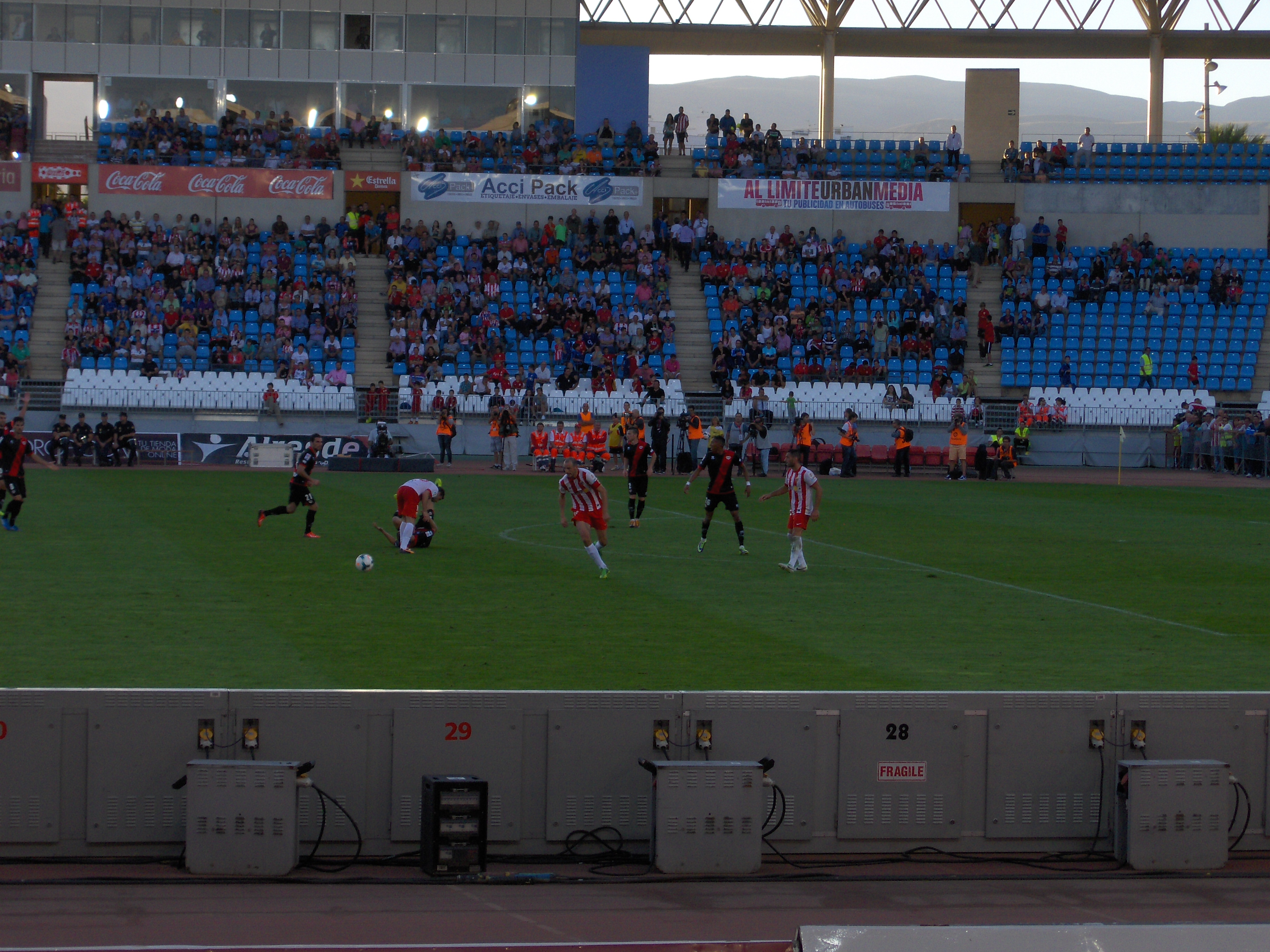
Partido entre la UD Almería y el Rayo Vallecano

Los mayores logros deportivos en la provincia se han conseguido en Voleibol y Pelota vasca. El CV Almería ha logrado 11 Superliga de voleibol, 11 Copas del Rey, 7 Supercopas de España y 1 subcampeonato de Liga de campeones, además de numerosos subcampeonatos de Liga, Copa y Supercopa. Es el único equipo de voleibol que ha llegado a una final de la Liga de Campeones.

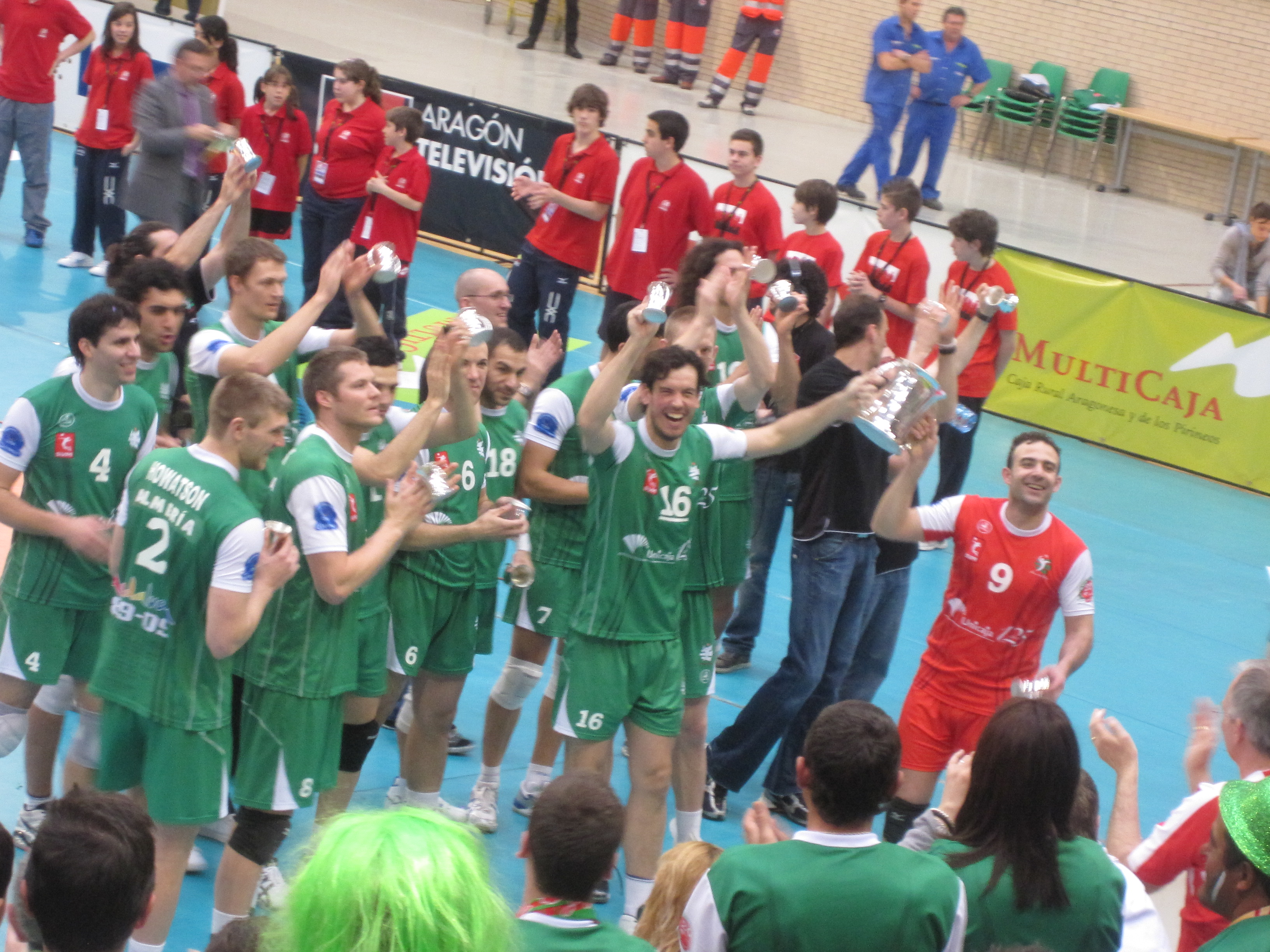
Unicaja con la conquista de la Copa del Rey de 2010

En Pelota Vasca, el Club de Pelota Almería ha conseguido 7 Campeonatos de España en Mano, 6 en Frontón y 1 en trinquete; y 4 Copas de Europa en Mano. A nivel andaluz ha conseguido numerosos campeonatos en Mano, Pala corta y Paleta cuero, siendo el vigente campeón andaluz en Mano. Actualmente a nivel nacional únicamente compite en Herramienta en 1.ª Nacional. El Club de Pelota Benahadux ha conseguido varios títulos andaluces en Pala corta y Paleta cuero, ha jugado varias temporadas en 1.ª Nacional (2.ª Categoría) en la modalidad de Herramienta.
En cuanto a fútbol, la UD Almería es el club con más temporadas en Primera División, con un total de 8, además de haber sido semifinalista de Copa del Rey y campeón de Segunda División en la temporada 2021/22. La AD Almería jugó durante 2 temporadas en Primera División, además de conseguir los títulos de Segunda División y Segunda B. Otros equipos de fútbol que han destacado, son el C.P Ejido con 8 temporadas en Segunda División, y el Atlético Almería con 2 temporadas.
En Fútbol sala, el CD El Ejido Futsal ha jugado tres temporadas en la Liga Nacional de Fútbol Sala, así como tiene un campeonato de Tercera División y un campeonato de Segunda B. Actualmente juega en Segunda.
En Balonmano, el BM Ciudad de Almería, jugó 7 temporadas en ASOBAL, aunque desapareció en 2009. En categoría femenina, el C.P Goya ha estado varias temporadas en la máxima categoría Liga ABF, así como el Balonmano Roquetas. Desde la temporada 2021/22 el BM Cantera Sur compite en Primera División Nacional.
En ciclismo el Costa de Almería compitió durante 5 años en la Vuelta a España y en otras carreras menores.

### Eventos deportivos

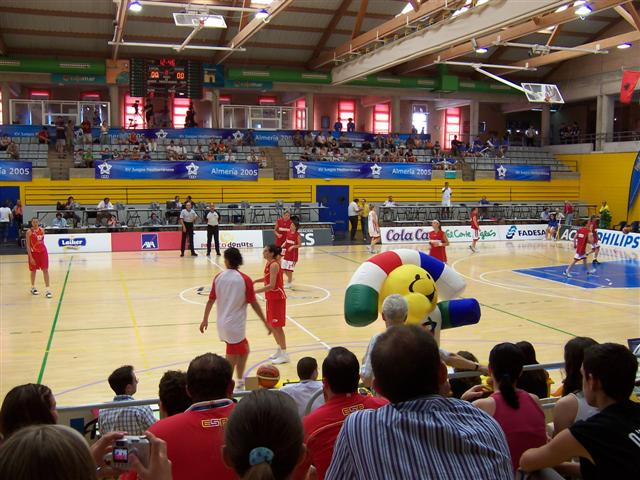
Partido de baloncesto fememino en los Juegos Mediterráneos de 2005

La provincia fue sede de los Juegos Mediterráneos de Almería 2005. Este evento singular aglutinó a más de 3 200 deportistas de veintiún países ribereños al Mediterráneo durante dos semanas para participar en un total de 258 pruebas de 27 deportes. A su finalización, Amar Addadi, presidente del comité de los Juegos, llegó a considerarlos como los mejores Juegos Mediterráneos de la historia.
En cuanto a fútbol, Almería ha sido sede de diversos eventos y encuentros deportivos. En fútbol juvenil, ha acogido en dos ocasiones la fase final de la Copa del Rey juvenil: en 2013 en Vera, y en 2019 en Roquetas de Mar. La Selección de fútbol de España disputó en el año 2005 un encuentro clasificatorio para el Mundial de Alemania de 2006, que la enfrentó contra la Selección de fútbol de San Marino en el Estadio de los Juegos Mediterráneos, con victoria para los locales 5-0. 
En baloncesto, en 2011, la Selección de baloncesto de España jugó un amistoso contra Francia en la ciudad de Almería, con un resultado de 60-38 para los locales.  En el año 2021 la ciudad Almería acogió a la selección femenina contra Rumanía en un partido clasificatorio para el Campeonato Europeo de Baloncesto Femenino de 2023, disputado en el Palacio de los Juegos Mediterráneos.
Desde 1964, las carreteras de la provincia son testigo del rally Costa de Almería, actualmente parte del campeonato andaluz de rally, pero antaño puntuable para la Copa de España de rally y, durante los años 1970, fue una de las salidas del rally de Montecarlo.

## En las artes y la cultura popular
En la provincia de Almería se han rodado innumerables películas, series de televisión, cortometrajes, vídeos musicales y spots de televisión. Los años 60 y 70 fueron el momento cumbre de la industria del cine, sobre todo con los spaghetti westerns, destacando los del director italiano Sergio Leone.
No solo el desierto de Tabernas y el municipio de Níjar han sido escenario de películas y no solo westerns se han rodado en Almería. Muchas películas conocidas por el gran público se han filmado en otros parajes o municipios de Almería, como, por ejemplo, en el parque natural Cabo de Gata-Níjar o en las calles de la capital. Estas, concretamente, han servido para representar Mesina en Patton, Alejandría en Cleopatra o Iskenderun para Indiana Jones y la última cruzada, así como otra larga lista de películas.